# Église Saint-Vincent d'Hermes
L'église Saint-Vincent est une église catholique paroissiale située à Hermes, dans le département de l'Oise, en France. Hermes est l'un des bourgs les plus anciens du Beauvaisis, et son église possède ainsi l'une des plus anciennes nefs du département. Elle remonte en partie au XIe siècle, comme l'indique l'appareil en petits moellons cubiques du mur méridional. Cette nef a toutefois perdu son authenticité avec l'installation d'un plafond à caissons en 1722 et une reconstruction partielle pendant la seconde moitié du XIXe siècle, qui concerne les portails, les fenêtres latérales, et l'unique bas-côté, ajouté à la période gothique flamboyante au nord de la nef. Mais l'église Saint-Vincent était surtout réputée pour son beau clocher roman à deux étages de beffroi. Bâti sur un terrain instable et repris en sous-œuvre au milieu du XVIe siècle, il s'est malheureusement effondré en 1919, et emporta dans sa chute la première travée du chœur et la chapelle latérale nord. En 1927, il fut remplacé par un clocher moderne assis sur la toiture de la nef. Restent encore indemnes l'abside et la chapelle latérale sud du deuxième quart du XVIe siècle, qui sont bâties avec soin et reflètent de manière exemplaire la transition du style flamboyant vers la Renaissance. Quelques autres éléments peu évocateurs sont d'un intérêt purement archéologique : ce sont les vestiges du transept primitif contemporain de la nef, dont trois arcades ; une baie bouchée du XIIIe siècle dans le mur occidental de la chapelle latérale nord ruinée ; et deux chapiteaux ioniques antiques réemployés vers 1559 pour l'arcade méridionale de l'ancienne base de clocher. Malgré les mutilations subies, l'église Saint-Vincent a été inscrite au titre des monuments historiques par arrêté du 19 mars 1927. Hermes est aujourd'hui affilié à la paroisse Saint-Yves-d'Auteuil du pays de Noailles, qui s'étend sur vingt-trois communes, et des messes dominicales anticipées y sont célébrées généralement le premier samedi du mois à 18 h 30.

## Localisation
L'église Saint-Vincent est située en France, en région Hauts-de-France et dans le département de l'Oise, dans la vallée du Thérain, sur la commune d'Hermes, au centre du village, près du pont sur le Thérain, dans un coude de la rue du 11 novembre (RD 125), à proximité de la mairie. La façade occidentale donne presque immédiatement sur le Thérain, que l'église domine de peu. Elle a, de ce fait, plusieurs fois été envahie par des crues. Au sud, un peu de place reste entre la nef de l'église et la route, et l'on en a profité pour y ériger le monument aux morts de la commune. En revanche, la route frôle pratiquement la chapelle latérale sud et le chevet. Un vaste parking s'étend au nord de l'église. Elle est ainsi entièrement dégagée d'autres constructions et bien visible de tous les côtés.

## Histoire

### L'histoire de la paroisse

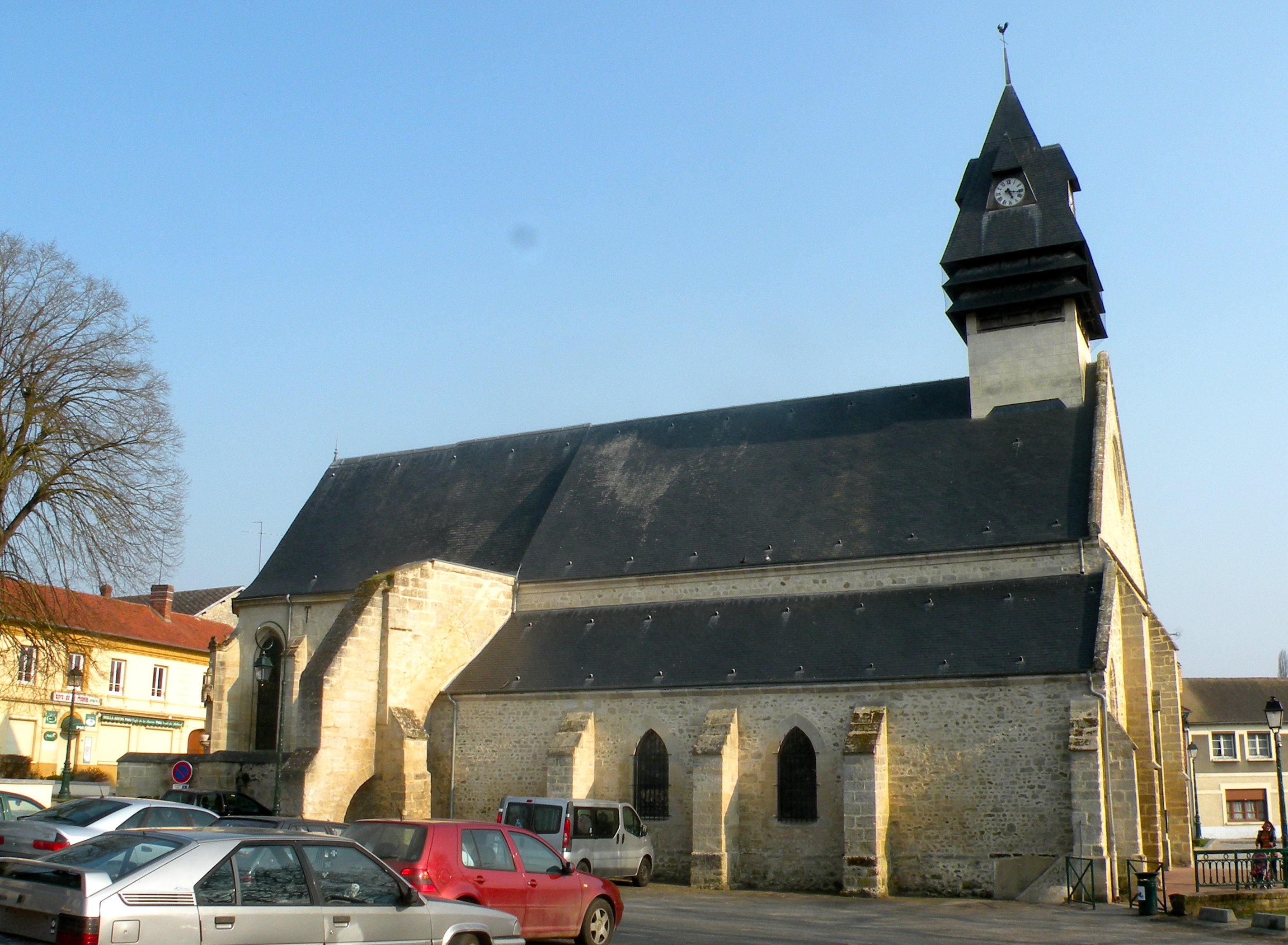
Vue depuis le nord.

Hermes est l'un des bourgs les plus anciens du Beauvaisis et remonte certainement à l'Antiquité. Son nom rappelle un lieu de culte voué à Mercure (équivalent romain de Hermès) sur le Mons Hermarum (mont d'Hermes), butte de 139 m de hauteur au nord du territoire communal. Le nom antique d'Hermes semble toutefois avoir été Ratomagus. Implanté à proximité du Mont César connu pour son oppidum gallo-romain, le lieu doit son essor au pont sur le Thérain, qui était par ailleurs protégé par une forteresse entre le XIIe et XVe siècles. L'église s'élève elle aussi à côté du pont. À l'instar de la plupart des églises rurales de la région, l'on ne dispose pas de sources attestant de la date de fondation de la paroisse. Ses saints patrons sont saint Vincent de Saragosse et saint Germain (sans précision s'il s'agit de saint Germain de Paris ou Germain d'Auxerre). Sous l'Ancien Régime, la paroisse relève du doyenné de Mouchy, de l'archidiaconé Clermont et du diocèse de Beauvais. Le collateur de la cure est le chapitre de la collégiale Saint-Michel de Beauvais. Les droits de travers et de pontonnage appartiennent toutefois au prieuré de Wariville, qui les avait reçu de Holdeburge, dame de Breteuil, vers 1156. Les péages sont perçus jusqu'à la fin de l'Ancien Régime. L'église paroissiale n'est pas le seul édifice religieux du village. Il y avait aussi une léproserie au lieu-dit le fond Saint-Ladre, sur le chemin de La Neuville-en-Hez, et surtout l'abbaye de Froidmont, au nord-est d'Hermes, vers le Mont-César. Cette filiale de l'abbaye Notre-Dame d'Ourscamp fut fondée en 1134 et dissoute à la Révolution française. Sous le concordat de 1801, Hermes devient une succursale de la paroisse de Noailles. Hermes est à présent affilié à la paroisse Saint-Yves-d'Auteuil du pays de Noailles, qui s'étend sur vingt-trois communes, et compte autant d'églises. Le curé demeure au presbytère de Noailles, et assure le service de cette grande paroisse sans l'aide d'un vicaire. Des messes dominicales anticipées sont célébrées en l'église Saint-Vincent en principe le premier samedi du mois à 18 h 30. Les messes principales de la paroisse lors des grandes fêtes religieuses ont parfois lieu en l'église Saint-Vincent. S'y ajoutent quelques célébrations particulières.

### L'histoire de l'église

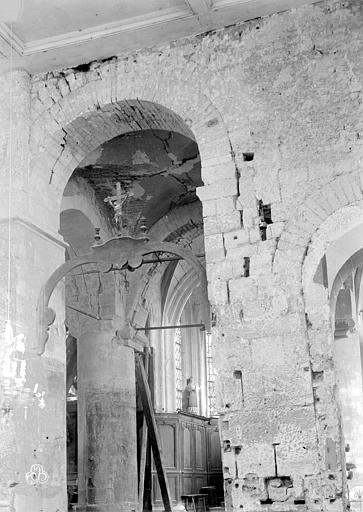
Arc triomphal, côté nef, début XXe siècle.

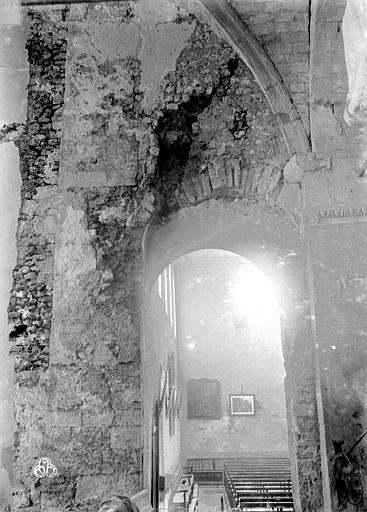
Passage berrichon, côté croisillon sud, début XXe siècle.

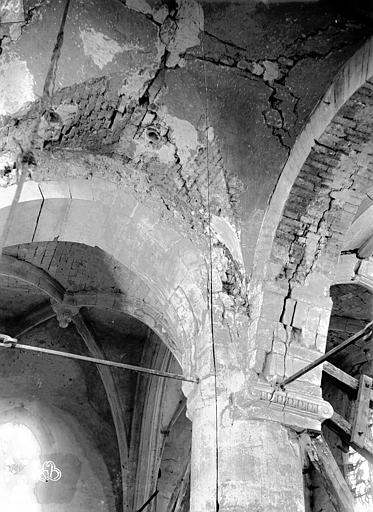
Voûte d'arêtes sous le clocher, début XXe siècle.

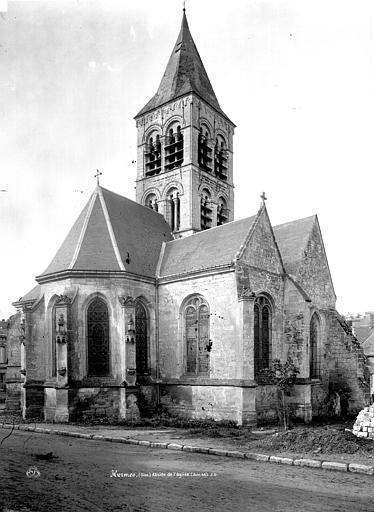
Vue partielle depuis le nord-est, début XXe siècle.

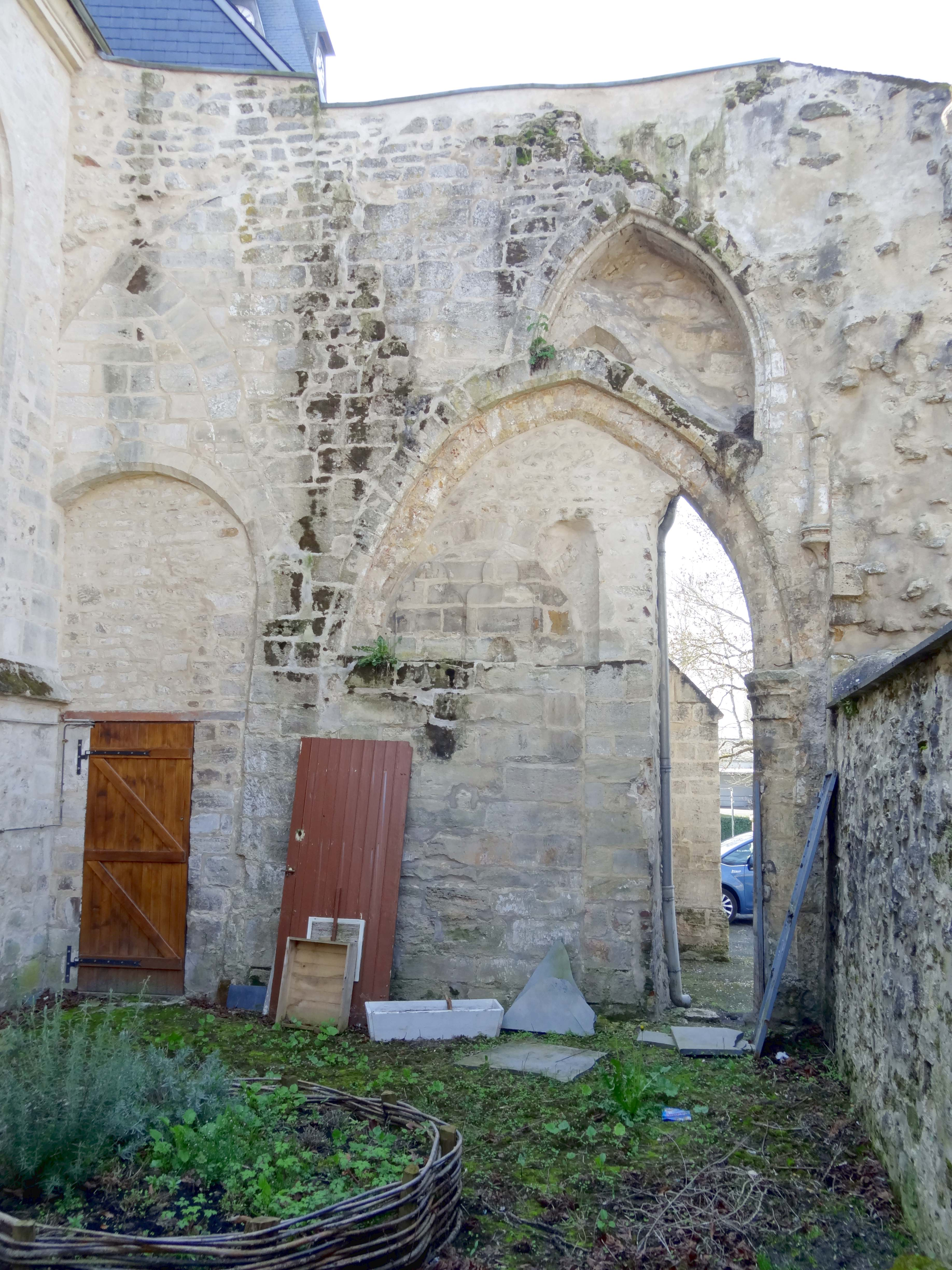
Ancien croisillon nord, ruiné, vue vers l'ouest.

L'église de Hermes est issue de multiples campagnes de construction et de remaniements. Elle possède, avec Bresles, Guignecourt, Ponchon, Therdonne et Velennes, entre autres, l'une des plus anciennes nefs uniques de l'Oise. Assez larges, ces nefs se caractérisent par un appareil de petits moellons cubiques (pastoureaux), récupérés d'édifices gallo-romains démantelés ou imitant leur opus reticulatum ; par une largeur importante ; par des petites fenêtres en plein cintre à simple ébrasement poussées haut sur les murs gouttereaux ; et par le grand dépouillement de leur architecture, qui rend leur datation aléatoire. Par analogie avec la plus ancienne église du département qui soit datée avec une certaine exactitude, à savoir la Basse-Œuvre de Beauvais, achevée à la fin du Xe siècle (hormis la façade), on peut toutefois conclure au Xe siècle ou à la première moitié du XIe siècle, ce qui en ferait les derniers témoins de l'architecture pré-romane dans la région.
Parmi les exemples cités, Hermes semble représenter le seul cas où la nef unique aboutissait à l'est sur un transept. Du temps que le mur oriental de la nef n'était pas enduit, son homogénéité avec l'arc triomphal et le passage berrichon vers le croisillon sud apparaissait clairement. Dans la chapelle latérale sud, l'on voyait encore, au début du XXe siècle l'arrachage du mur méridional de l'ancien croisillon sud roman. Du reste, comme encore à la fin du XIe siècle à Catenoy, la base du clocher est d'une extrême sobriété et délimitée par quatre arcades en plein cintre à simple rouleau non moulurées, sans colonnettes ni chapiteaux (un rouleau inférieur fut ajouté après coup sur certaines arcades). La voûte d'arêtes primitive encore en place au début du XXe siècle ainsi que les arcades nord et est se sont malheureusement perdues lors de l'effondrement du clocher roman en 1919 (voir ci-dessous). Beaucoup plus tardif, il datait du second quart ou du milieu du XIIe siècle, et passait pour l'un des plus beaux du département. On peut considérer qu'il représente la deuxième campagne de construction. Rien n'en subsiste. Cependant, il donne lieu à la question s'il remplace un clocher plus rudimentaire, ou si la construction de l'église se soit simplement interrompue pendant trois générations ou plus. Dans ce dernier cas, il semble opportun de rajeunir nettement la nef et le transept. L'analogie de plan avec Catenoy et Frocourt parle dans le même sens.
Lors d'une troisième campagne de construction, le croisillon nord roman est jeté bas et remplacé par une travée plus profonde. N'en restent plus que des vestiges des murs et la moulure qui entoure l'ancienne baie occidentale, depuis longtemps bouchée. Il s'agit d'une gorge entre deux baguettes non dégagées, ce qui indique la fin de la période gothique classique (années 1230 / 1240) ou la période gothique rayonnante. Sur les photographies anciennes, on voit encore que le croisillon nord gothique était une construction distincte de la chapelle du milieu du XVIe siècle qui lui suivait à l'est, bien que sa fenêtre septentrionale avait un remplage gothique flamboyant, issu d'un remaniement après coup. On peut rattacher à la même campagne que le croisillon nord la petite rosace dans le pignon occidental de la nef, et peut-être les deux petites fenêtres de la façade, mais c'est moins sûr eu égard la moulure étrange (une gorge et un chanfrein) qui les entoure.
Le mur occidental du croisillon nord est éloquent sur les campagnes de construction suivantes, qui se présentent d'une manière inattendue. En effet, la grande baie gothique fut remplacée par une petite lancette simple, avant qu'une grande arcade ne fut ouverte dans le mur et conduisait au bouchage de la lancette, dont elle supprima les piédroits. L'arcade est identique aux grandes arcades de la nef. La petite lancette, située dans son axe, a un homologue dans le mur occidental du bas-côté, et fait donc de toute évidence partie du bas-côté (et non du croisillon). Contrairement à ce que suggère sa facture, et contrairement à ce que propose Dominique Vermand, le bas-côté, qui représente la quatrième campagne de construction, n'est donc pas contemporain du croisillon nord gothique, et ne date pas du XIIIe siècle. Ne reste donc que l'hypothèse que le croisillon fut détruit pendant la guerre de Cent Ans, et que le bas-côté fut ajouté à la nef avant la reconstruction du croisillon, ce qui n'est pas illogique dans la mesure que la nef et ses bas-côtés sont sous la responsabilité des fidèles et du conseil de fabrique, tandis que le chœur et ses chapelles latérales sont financés et entretenus par les gros décimateurs. Ainsi, les grandes arcades de la nef, en arc brisé, à deux rangs de claveaux chanfreinés et non moulurées, n'ont donc pas été reprises en sous-œuvre au XVe siècle, mais ont été construites de toutes pièces à la fin du XVe ou au début du XVIe siècle par des maçons de village, dans un style gothique rustique. De toute façon, de telles arcades sont déjà obsolètes au XIIIe siècle, et la baie occidentale du bas-côté n'est pas entourée d'un double ressaut chanfreiné comme souvent au début du XIIIe siècle, mais d'une gorge et d'un biseau, comme les deux baies occidentales de la nef.
La cinquième campagne de construction, la plus importante depuis la construction de l'église à la fin du XIe siècle, apporte la reconstruction du croisillon nord qui avait disparu avant la construction du bas-côté. Elle concerne sinon la chapelle latérale nord détruite en 1919 par la chute du clocher (voir ci-dessous) ; le chœur composé d'une travée droite à l'est de la base du clocher et d'une abside à cinq pans ; et la chapelle latérale sud de deux travées, dont la première travée se substitue au croisillon sud roman (ou peut-être à un croisillon sud gothique édifié à la même époque que son homologue au nord). Cette campagne se situe à la fin de la période flamboyante, comme le montrent les trois clés de voûte et deux culs-de-lampe Renaissance encore en place, ainsi que des ogives à coin émoussé caractéristiques du gothique finissant et les piliers ondulés plus résolument flamboyants de la double chapelle du sud. Il est inexact que la première travée du nouveau chœur corresponde à l'ancienne base du clocher, reprise en sous-œuvre : en effet, cette base du clocher garde sa voûte d'arêtes de la fin du XIe siècle jusqu'en 1919, et ses piles orientales et arcades latérales ne sont pas reprises en sous-œuvre immédiatement, mais quelque temps après l'édification des nouvelles parties orientales, sans doute en 1559 (Louis Graves dit qu'il paraît que le chœur aurait été construit en 1559). À cette occasion, la partie inférieure du cul-de-lampe à l'ouest de l'actuelle deuxième arcade méridionale est coupée, et le support de l'ogive contigu du chœur disparaît. Les arcades latérales, initialement en petit appareil (comme encore à l'ouest et jadis à l'est, visible sur les clichés anciens) sont refaites en claveaux de moyen appareil. Les deux nouvelles piles, ainsi que l'arcade méridionale du côté ouest, ont des chapiteaux ioniques qui sont considérés comme antiques, et classés au titre objet par arrêté du 5 novembre 1909. La reprise en sous-œuvre est mal maîtrisée, et dès la fin du XVIIIe siècle, le clocher s'incline dangereusement vers l'est. Les quatre doubleaux autour de la base du clocher doivent être maintenus par des tirants en fer forgé. Vers le début du XXe siècle, les murs et piliers autour de la base du clocher sont profondément fissurés, et la ruine de cette partie de l'église ne semble plus être que la question du temps,,.
Ce n'est toutefois pas la sécurisation du clocher qui a la priorité au XIXe siècle, mais la restauration de la nef. Un portail néo-gothique est plaqué devant la façade occidentale, mais un portail néo-roman est aménagé au sud de la nef. Le premier rompt avec le style de la nef, mais remplace un portail gothique à colonnettes signalé par Louis Graves en 1842. Le dernier respecte globalement l'esprit de l'architecture d'origine, mais remplace un portail rectangulaire non décoré qui était bouché avant la « restauration ». Son linteau était à trois segments. Dans le même sens, les parties hautes du mur gouttereau sud sont refaites avec cinq petites baies en plein cintre conformément à la configuration d'origine (encore observée par Eugène Woillez en 1849, une sixième baie n'ayant pas été reconstituée). Or, l'appareil, beaucoup trop parfait, trahit la réfection. Le bas-côté connaît une transformation encore plus radicale. Sa largeur est réduite, comme le montrent encore l'ancienne arcade vers le croisillon nord et la baie occidentale, désaxée vers la gauche et proche du contrefort d'angle, qui coupe par ailleurs un ancien portail en plein cintre. Par conséquent, le mur gouttereau du bas-côté actuel, mais aussi ses arcs-doubleaux en plein cintre d'allure romane et ses voûtes d'ogives d'inspiration flamboyante ne datent que du XIXe siècle. Les deux piles orientales du clocher, celles reprises en sous-œuvre à la Renaissance, sont étayées un peu désespérément par des poutres de bois, dont l'on imagine mal qu'elles puissent sauver la structure de la ruine,.
Comme autres éléments de l'église ajoutés tardivement, restent encore à mentionner le plafond à caissons de la nef, installé en 1722, et un ancien porche, où l'on trouvait une plaque commémorative en marbre noir pour Marguerite-Adrien Auxcousteaux de Marguerie, ancien juge de paix et bienfaiteur du pays, mort en 1805. La suppression du porche est certainement liée à la création du portail néo-gothique. Autrement marquant pour l'église que les modifications des XVIIIe et XIXe siècles est l'effondrement du clocher roman en 1919. Étant donné le mauvais état de l'église, cet événement ne devait guère surprendre les habitants. Il est imputable à une forte explosion dans une carrière sur la commune voisine de Ponchon[réf. souhaitée]. Dans sa chute, le clocher détruit non seulement la voûte d'arêtes à la croisée du transept, mais aussi la voûte de la première travée du chœur et la chapelle latérale nord, hormis son mur occidental. Pas plus qu'à Cinqueux, dont l'église connut une infortune comparable, la reconstruction ne se fait à l'identique, mais très sommairement. La chapelle est laissée en l'état de ruine, et les deux voûtes manquantes du vaisseau central sont remplacées par un plafond plat. En 1927[réf. souhaitée], un nouveau clocher est édifié au-dessus de la première travée de la nef. Par un arrêté du 19 mars de la même année, l'église Saint-Vincent est inscrite au titre des monuments historiques.

## Description

### Aperçu général

Plan de l'église.

Orientée irrégulièrement vers le nord-est du côté du chevet, l'église répond à un plan non symétrique, mais était initialement de plan cruciforme. Elle se compose d'une nef de six travées, communiquant par quatre grandes arcades avec un bas-côté ajouté après coup ; d'une ancienne base de clocher, intégrée aujourd'hui dans le chœur par la suppression de l'arcade orientale après l'effondrement du clocher roman en 1919 ; d'un chœur comportant une travée droite et une abside à cinq pans ; et d'une chapelle de deux travées au sud de l'ancienne base de clocher et de la première travée du chœur. La chapelle communique avec la nef par un passage berrichon. Elle est flanquée d'une tourelle d'escalier à son angle sud-ouest. Une ancienne sacristie occupe l'angle entre la nef et la chapelle. Le clocher actuel s'élève au-dessus de la première travée de la nef. Au nord de l'ancienne base de clocher et de la première travée du chœur subsiste la ruine de l'ancienne chapelle nord (une travée gothique et une travée flamboyante), qui fut détruite lors de la chute du clocher roman en 1919 et n'a jamais été reconstruite. La nef est munie d'un plafond plat de 1722. Le bas-côté possède quatre voûtes d'ogives néo-gothiques. L'ancienne base de clocher et la première travée du chœur sont recouverts d'un plafond plat. Seules restent voûtées d'ogives depuis le second quart du XVIe siècle, l'abside et la chapelle latérale sud. On accède à l'église par le portail occidental de la nef, par son portail latéral sud, ou par une petite porte au fond de la nef, à gauche, à l'emplacement de l'ancien passage berrichon vers la chapelle latérale nord. La nef possède une toiture à deux rampants avec un pignon en façade. Le bas-côté est pourvu d'un toit en appentis. La chapelle latérale sud et le chœur possèdent des toits à croupes. Le petit clocher est coiffé d'une pyramide en charpente recouverte d'ardoise.

### Intérieur

#### Nef et bas-côté

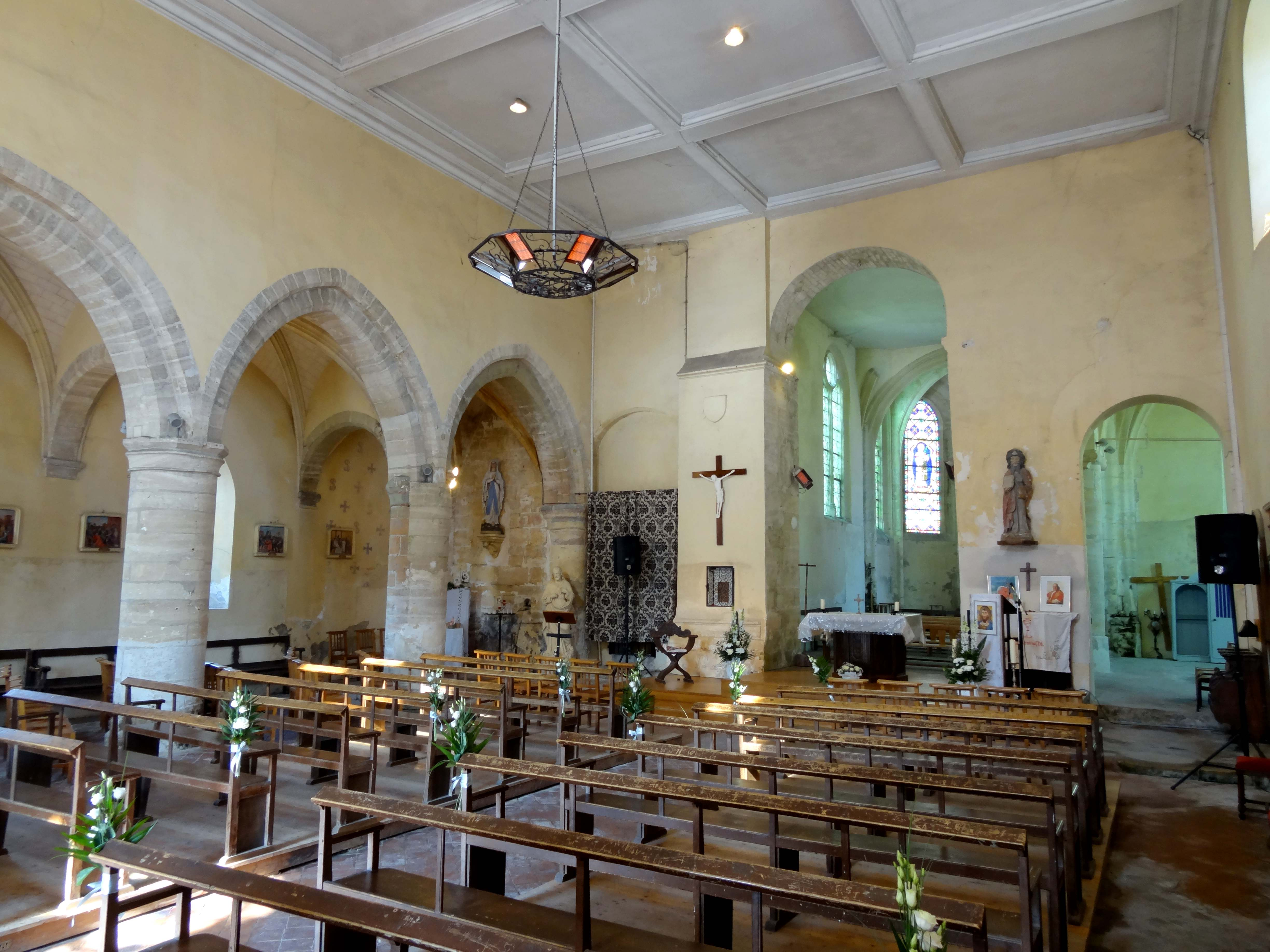
Nef, vue vers le nord-est.

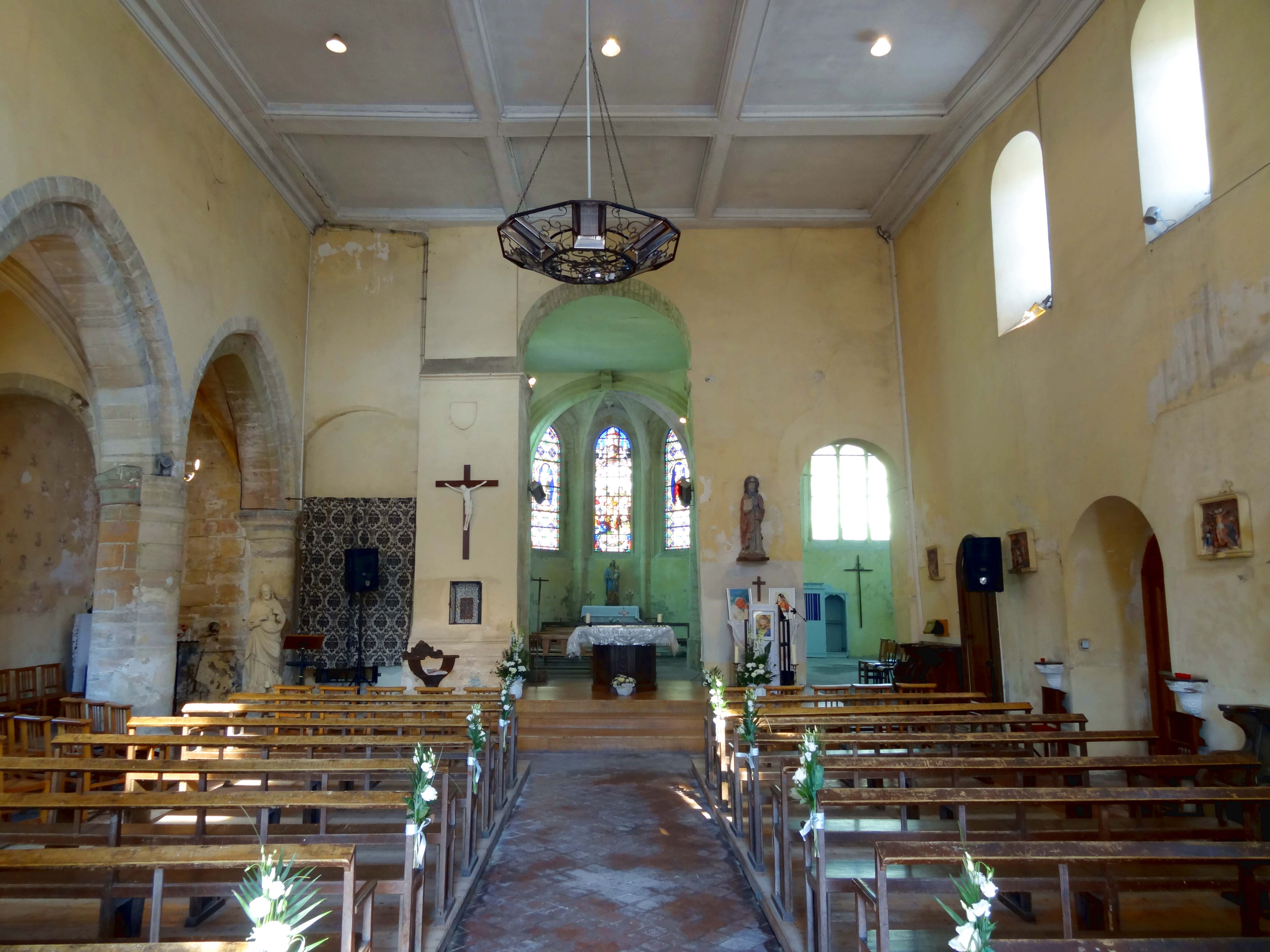
Nef, vue vers l'est.

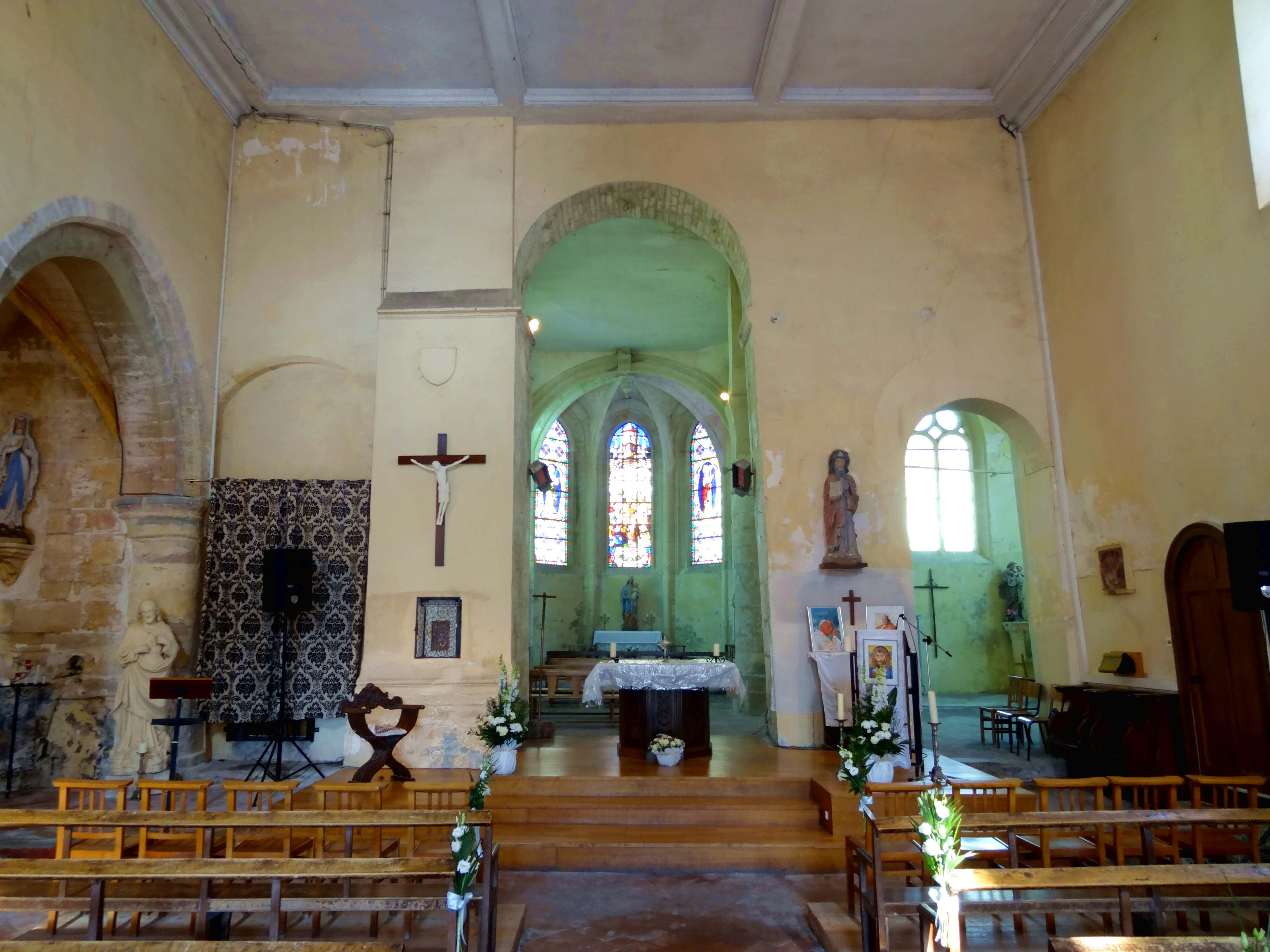
Nef, arc triomphal et passages berrichons.

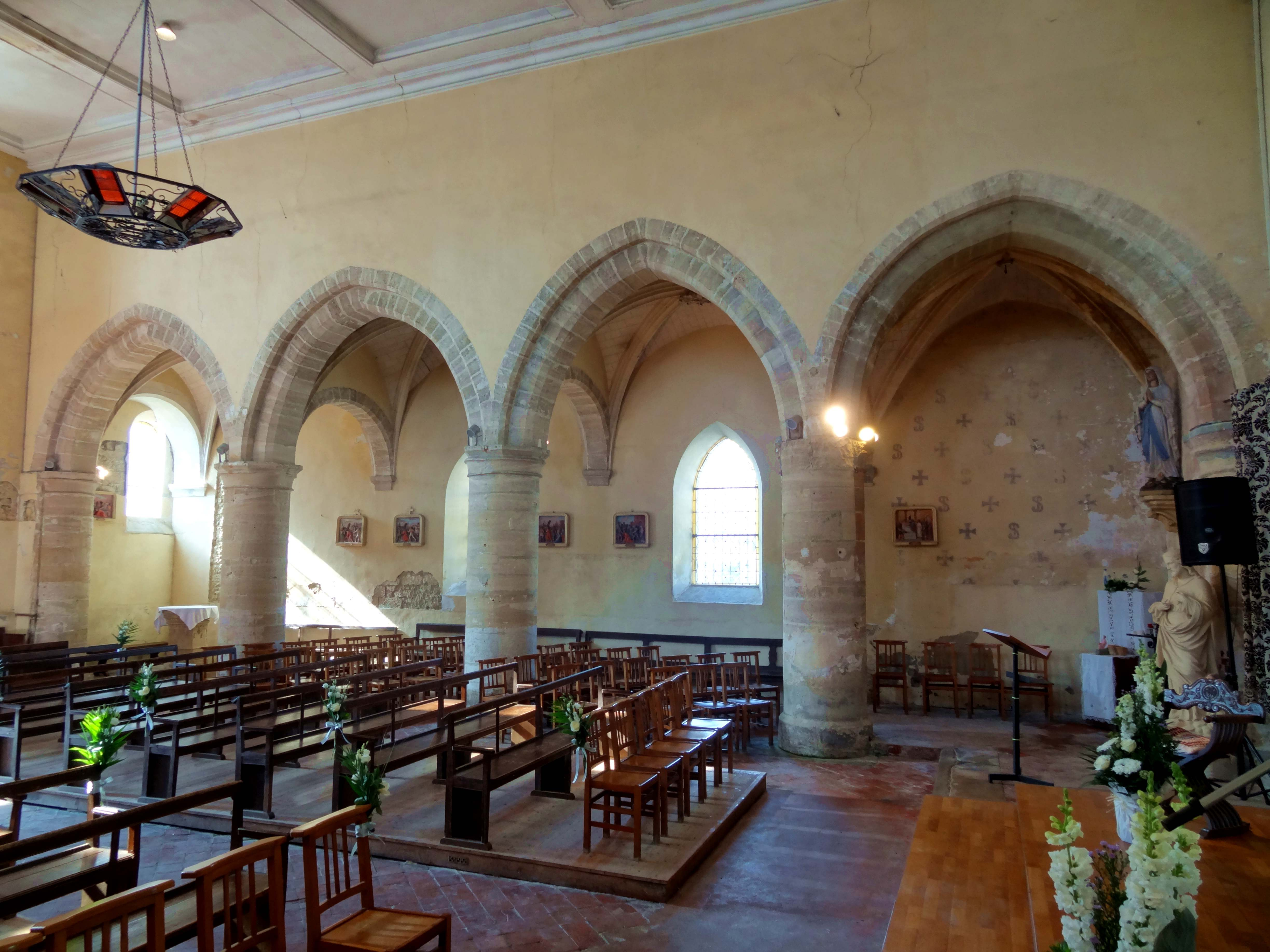
Nef, grandes arcades au nord.

La nef se présente comme une grande salle rectangulaire, assez élevée, aux murs enduits et peints en jaune, recouvert d'un plafond plat décoré de quinze grands caissons et peint en blanc. Ce plafond de 1722 se fait le reflet du goût de son époque. Il se marie mal avec la facture vaguement romane du mur sud et du mur est, et le caractère gothique des grandes arcades au nord. On devait initialement trouver à sa place un plafond de bois à poutres apparentes, ou bien une charpente lambrissée en carène renversée, comme toujours à Catenoy, Ponchon et Therdonne. Le mur méridional ne conserve, à l'intérieur de l'église, aucun élément authentique. Jusqu'en bas des fenêtres, le mur date bien du XIe siècle, mais l'appareil n'est visible que depuis l'extérieur. Son enduit est beaucoup trop lisse. Les fenêtres et le portail latéral ne datent que de la seconde moitié du XIXe siècle. Si les fenêtres imitent la disposition d'origine, elles étaient primitivement au nombre de six au lieu de cinq. La baie du portail latéral était rectangulaire et non en plein cintre.
Le mur oriental, en même temps mur occidental du transept contemporain de la nef, garde du XIe siècle l'arc triomphal ouvrant sur l'ancienne base du clocher, et les arcades des deux passages berrichons, dont celle de gauche est bouchée (hormis une petite porte). L'on note que l'arc triomphal est très étroit, soit moins de 30 % de la largeur de la nef, et moins élevée que celle-ci. Il est à simple rouleau, et retombe, à droite, sur une imposte qui n'est moulurée que dans l'intrados. Son profil se compose d'une tablette à arête émoussée, d'un petit et d'un grand cavet, et d'une baguette. À gauche, la pile a été renforcée, et l'imposte d'origine s'est ainsi perdue. L'épaisseur plus importante de la pile est rachetée par un larmier, tant dans l'intrados que côté nef, dont l'échine est agrémentée de quelques moulures. Il ne faut pas confondre la pile renforcée après coup avec un contrefort. En effet, contrairement aux autres églises à clocher central et nef unique, il n'y a à Hermes pas de contreforts du clocher faisant saillie dans la nef, ce qui souligne encore l'homogénéité entre nef et ancien transept. Les passages berrichon vers les anciens croisillons ont été poussés vers les angles de la nef, comme c'est la règle. Ils atteignent initialement plus que la moitié de sa hauteur. L'arcade de gauche, bien que bouchée, montre encore la hauteur initiale, mais a été refaite, comme le montrent une photographie ancienne et l'examen extérieur. L'arcade de droite a été renforcée par un rouleau inférieur et un piédroit supplémentaire, et est donc devenue plus petite,. Comparés aux autres passages berrichons dans la région, ces arcades sont relativement grandes, par exemple à Saint-Félix.
En face à l'ouest, l'avant-nef accueille une structure en béton armé assez légère qui sert de base au clocher de 1927. Elle se compose de quatre poutres verticales, dont deux accolées au mur occidental, qui sont reliées les unes aux autres par des traverses horizontales. Le portail néo-gothique, avec son tympan ajouré, remplace un portail du XIIIe siècle. Elle est surmontée d'une niche, qui pourrait correspondre à une ancienne fenêtre. En haut du mur, de part et d'autre de la structure en béton armé, s'ouvrent deux fenêtres en arc brisé fortement ébrasées, dont la modénature du pourtour à l'extérieur suggère la période flamboyante. Le fort ébrasement n'est toutefois pas caractéristique de cette période, mais est surtout répandu au XIIe siècle.
Au nord, les quatre grandes arcades en tiers-point atteignent les trois quarts de la hauteur du mur. L'on cherchera toutefois en vain des traces des anciennes fenêtres romanes, car les parties hautes du mur ont été refaites au XIXe siècle. Le type des grandes arcades détonne à la période flamboyante. Elles sont à double rouleau chanfreiné, comme à Villers-Saint-Paul vers 1125 / 1130, ou à Saint-Gervais de Pontpoint vers 1170. Elles sont reçues sur des tablettes biseautées de plan carré, aux angles abattus, d'une forme assez irrégulière. Ces tailloirs rudimentaires reposent sur des corbeilles de chapiteau tout aussi sommaires, de plan irrégulier en haut et de plan circulaire en bas, qui évoquent les frises qui couronnent parfois les piliers à la première moitié du XVIe siècle. Elles sont profilées d'un filet, d'un haut cavet et d'un astragale aigu. Il est à noter que l'arcade bouchée qui faisait communiquer le bas-côté avec le croisillon nord gothique est identique, bien que légèrement plus tardive (il y avait d'abord une petite fenêtre, avant que l'on ne décida de reconstruire le croisillon nord, quelque temps après la construction du bas-côté). Des tailloirs et chapiteaux d'une facture semblable se trouvent à Fleurines (où un petit nombre de chapiteaux est sculpté). Les piliers monocylindriques sont appareillés en demi-tambours, et n'ont pas de bases à proprement parler, comme à Boury-en-Vexin, Jambville, Oinville-sur-Montcient et Vaudancourt. La première assise est simplement de plus fort diamètre.
Quant à l'intérieur du bas-côté, il n'appelle que peu de remarques : les doubleaux en plein cintre, les chapiteaux de pilastre engagés dans le mur gouttereau qui les reçoivent, et les voûtes d'allure flamboyante sont néo-gothiques, puisque l'examen extérieur montre clairement que la largeur du bas-côté a été réduite. La baie occidentale n'est plus située dans l'axe, et le mur gouttereau coupe une ancienne porte dans le mur occidental. Sur le mur de l'ancien croisillon nord, reste l'empreinte de l'ancien toit en appentis beaucoup plus large, et avant et surtout, l'arcade bouchée qui établissait jadis la communication avec le bas-côté est beaucoup plus large que celui-ci. Les voûtains, peints en faux-appareil, trahissent une construction en matériaux légers. Les clés de voûte, qui sont des étoiles non inscrites dans une autre forme (contrairement à l'usage à la période flamboyante), idéalisent les modèles de la fin du XVe ou du premier quart du XVIe siècle, et sont certainement issues d'une fabrication en série. Leurs formes sont par ailleurs beaucoup trop élaborées par rapport à l'architecture rustique du reste pour que l'on puisse considérer ces clés comme authentiques. Les deux fenêtres en tiers-point qui éclairent la deuxième et la troisième travée se démarquent par leur tracé suraigu, fréquent dans l'architecture néo-gothique.

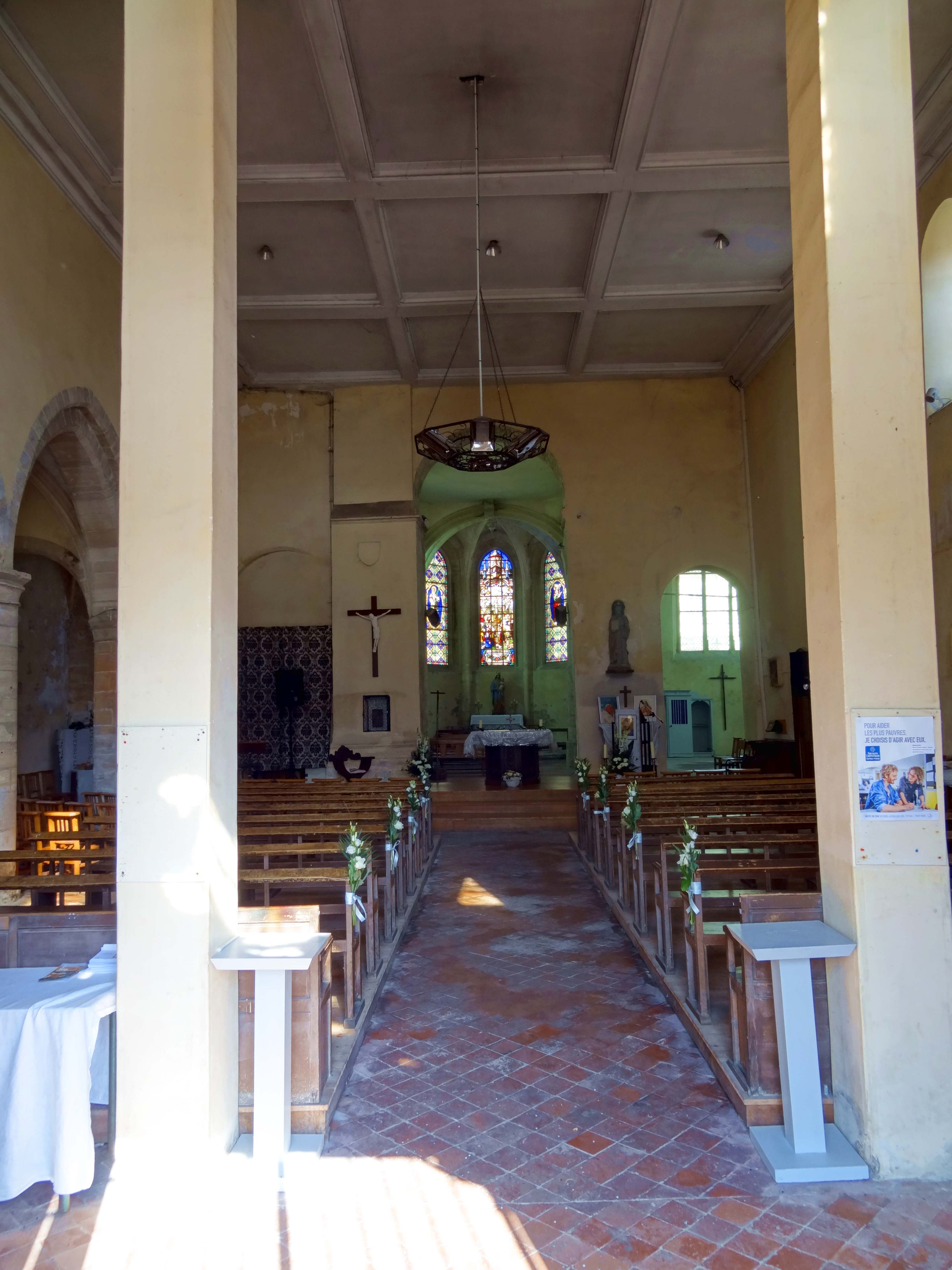
Vue vers l'est depuis l'entrée.
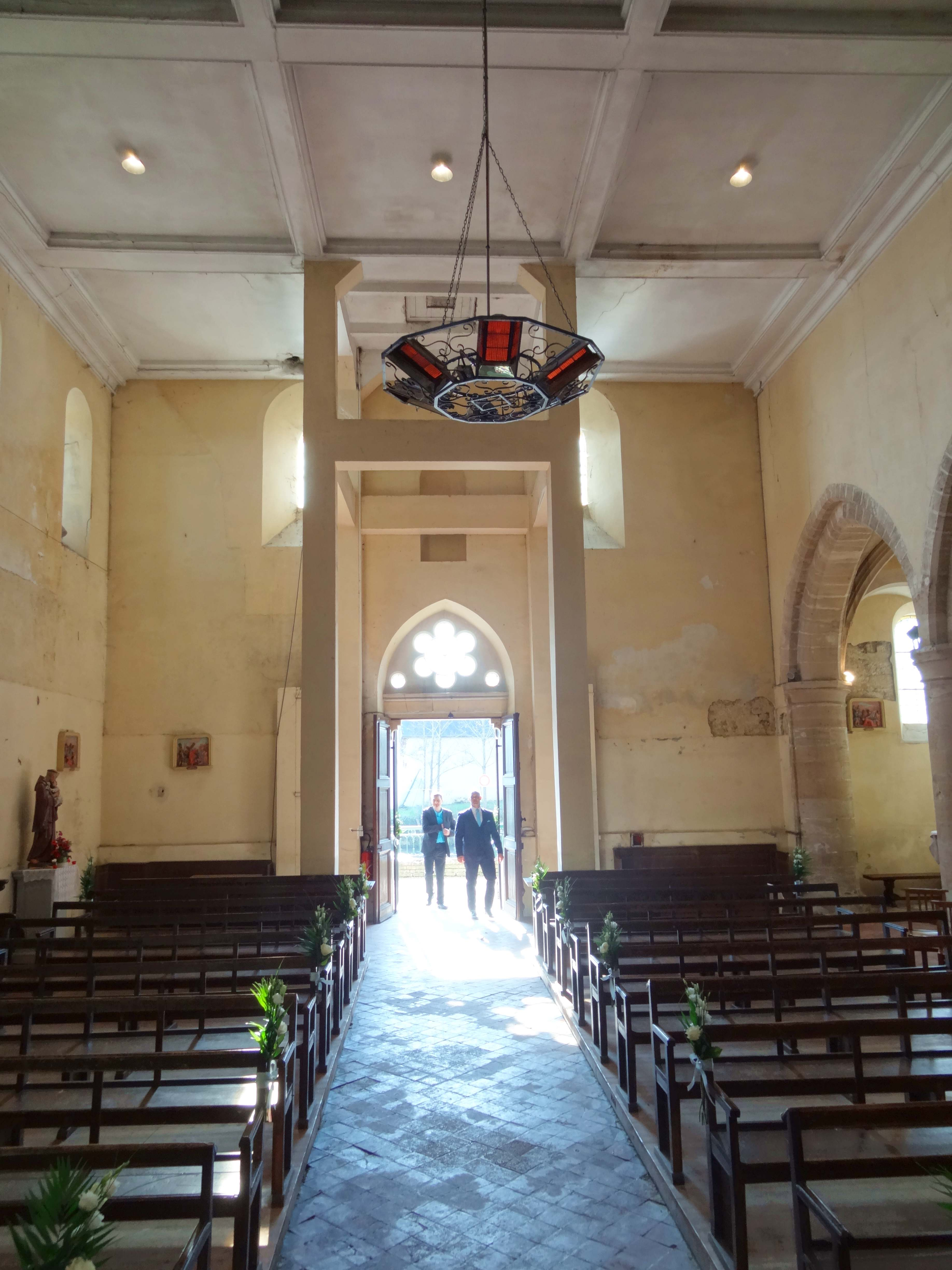
Vue vers l'ouest.
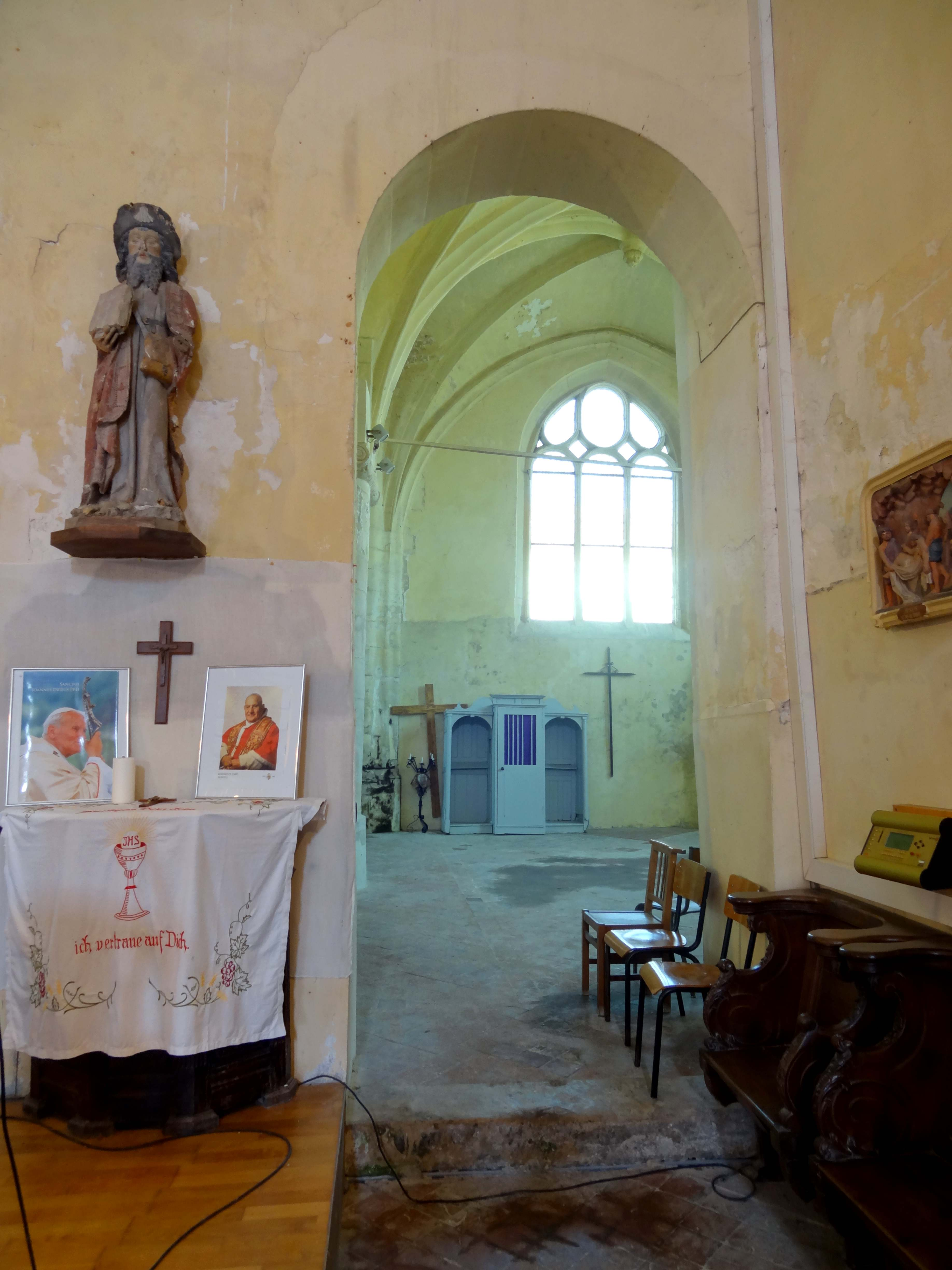
Passage berrichon de droite.
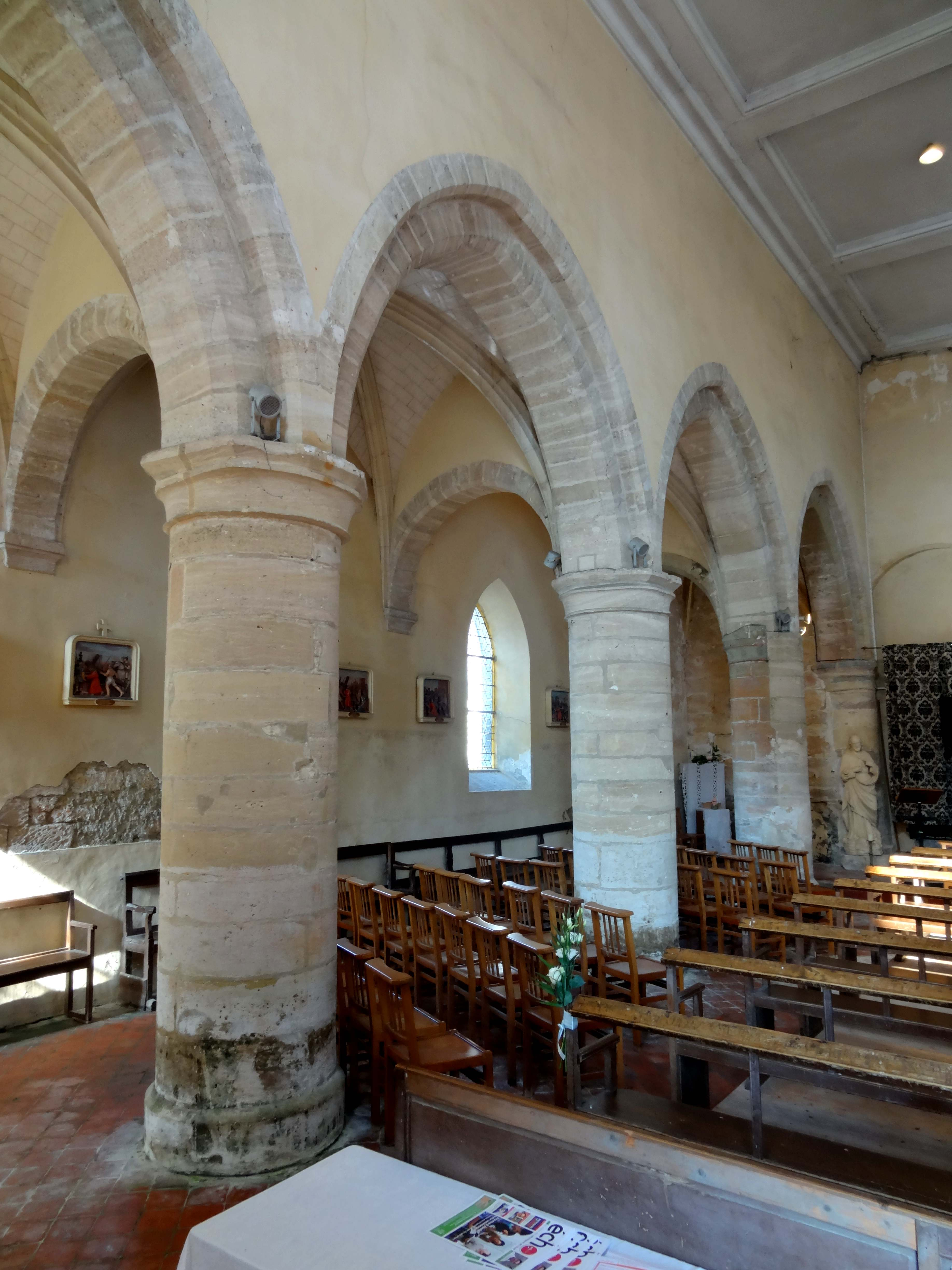
Grandes arcades.
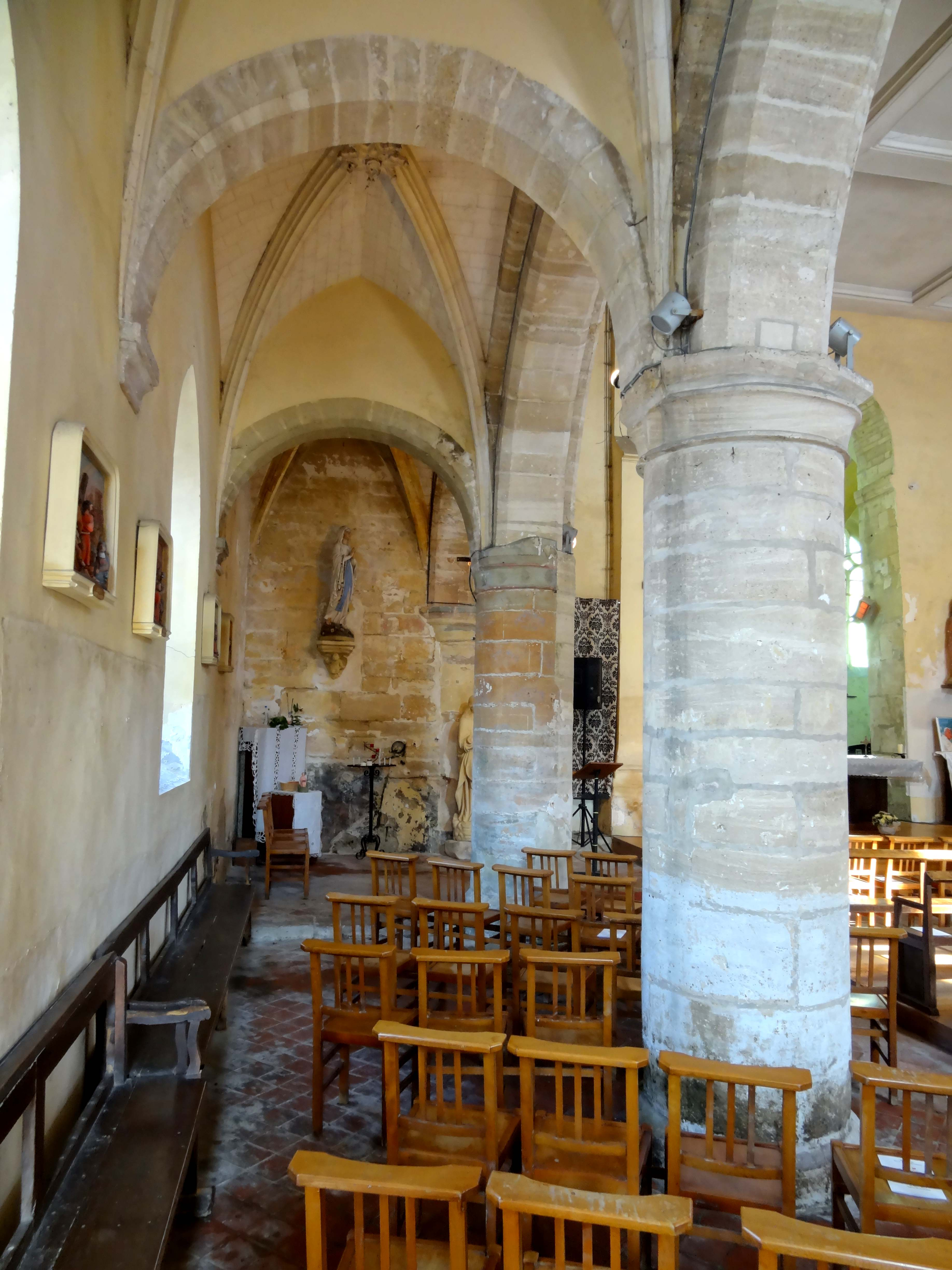
Bas-côté, vue vers l'est.
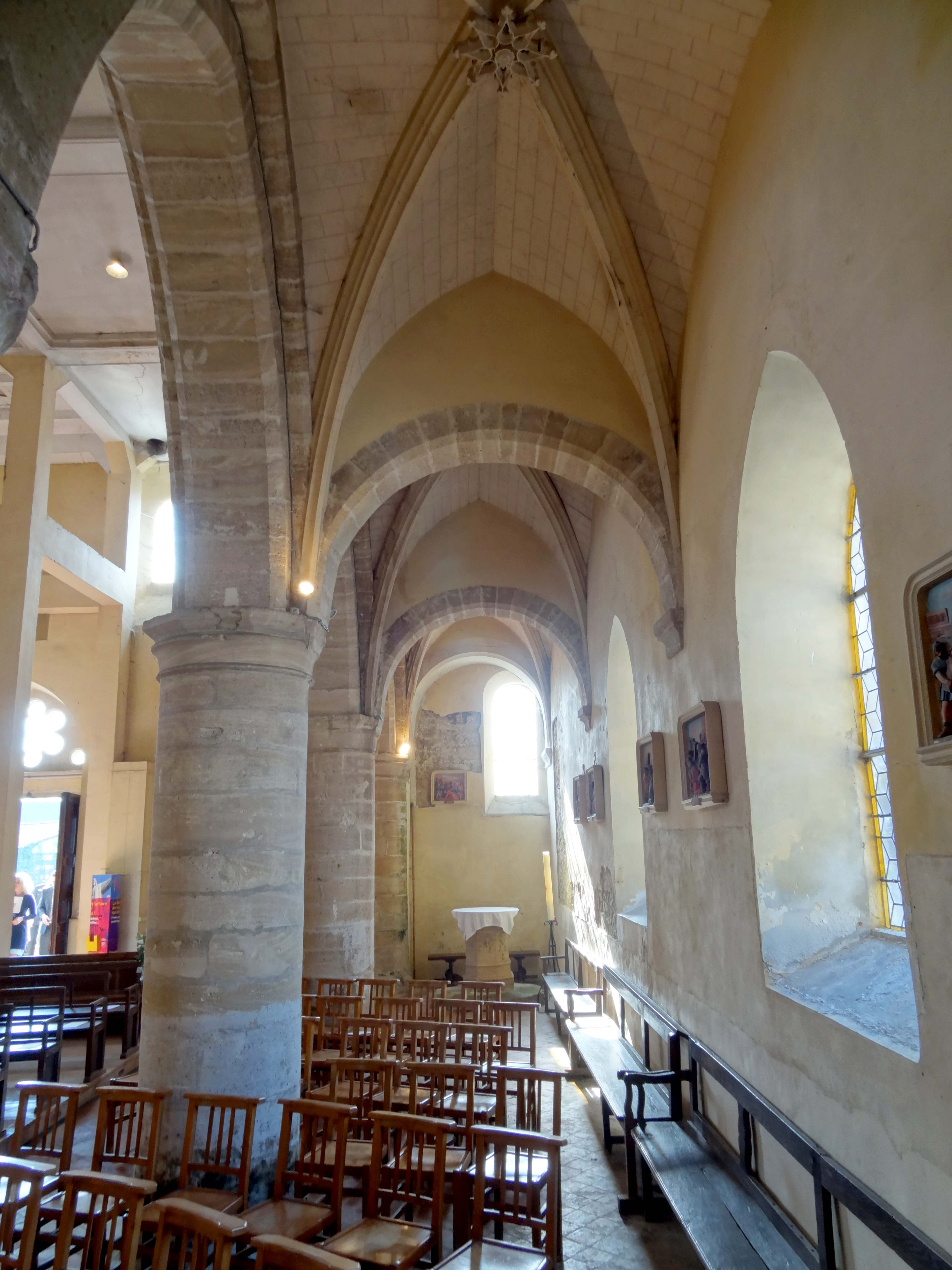
Bas-côté, vue vers l'ouest.

#### Ancien transept

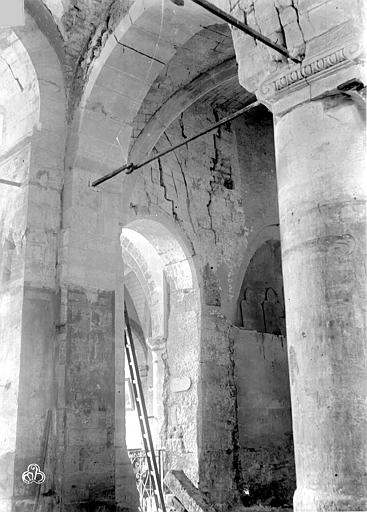
Base du clocher, vue vers le nord-ouest dans le croisillon nord (détruit).

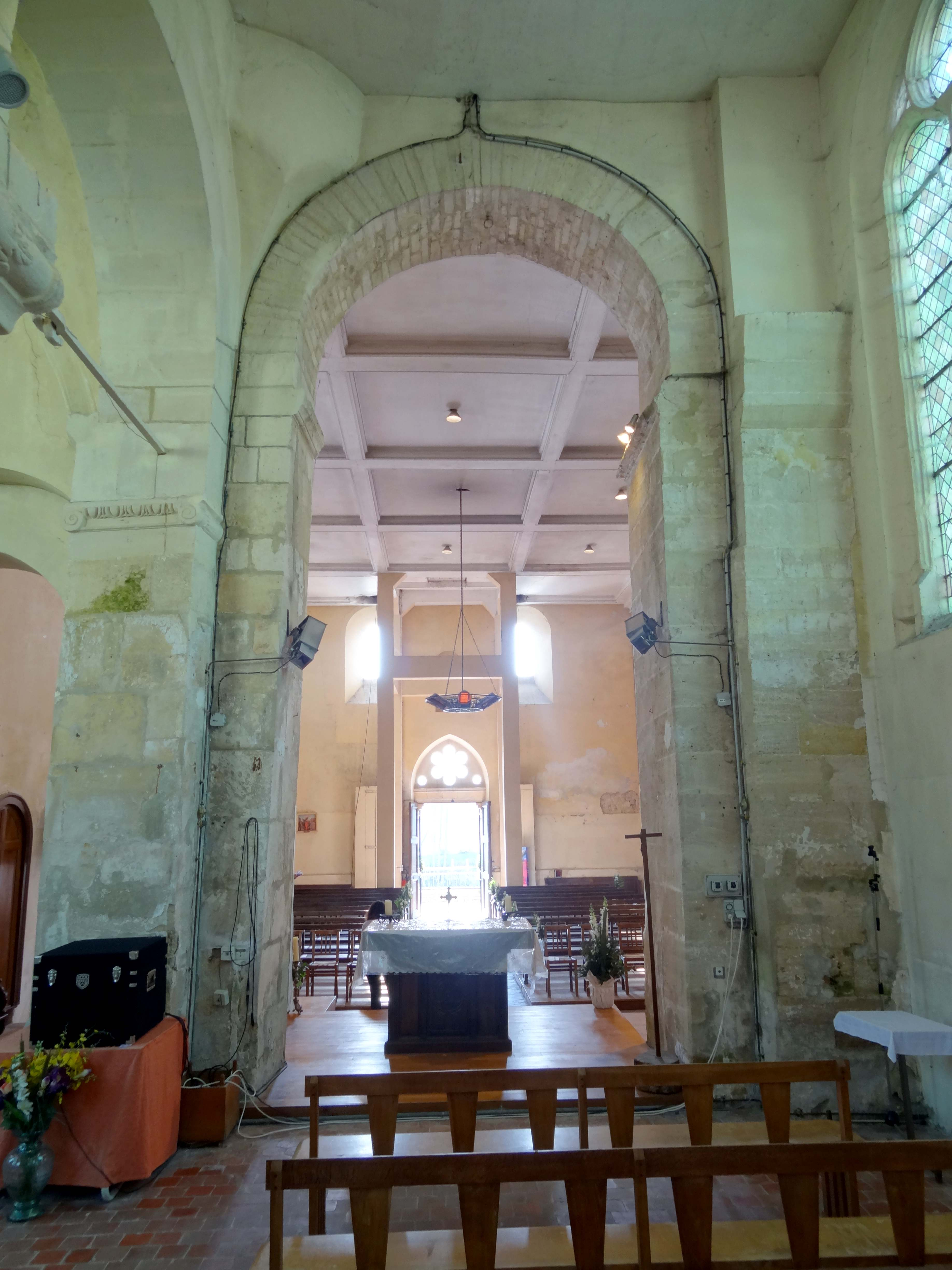
Ancienne base de clocher, vue vers l'ouest.

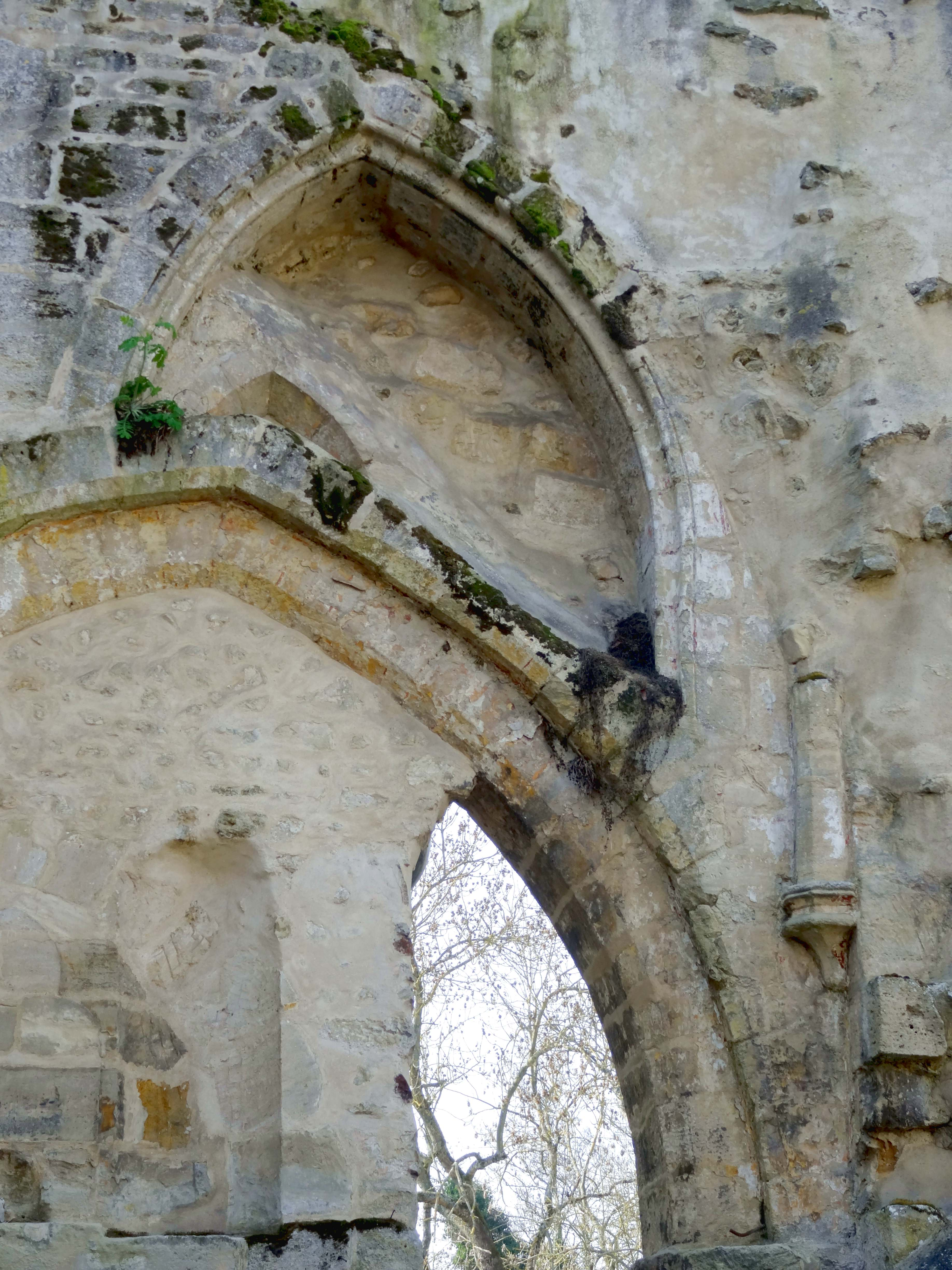
Croisillon nord, ancienne fenêtre du XIIIe siècle.

Du transept primitif contemporain de la nef, ne restent plus que les trois arcades visibles depuis la nef, l'arcade méridionale de l'ancienne base de clocher, et quelques vestiges. Si l'arc triomphal est enduit côté nef, ce n'est pas le cas de l'intrados et côté sanctuaire. L'arcade méridionale de la croisée du transept est en revanche entièrement badigeonnée. On peut toutefois voir qu'elle a été renforcée par un rang de pierres de moyen appareil de faible épaisseur. Ce fut aussi le cas de l'arcade septentrionale, dont on voit encore le départ côté ouest. Les pierres de l'intrados y retombent sur la saillie de l'imposte d'origine, qui devait initialement déborder par rapport à l'intrados, comme encore au sud de l'arc triomphal. On voit en outre l'angle sud-ouest de la voûte d'arêtes qui recouvrait jusqu'en 1919 la base du clocher. En outre, le départ de l'arcade orientale séparant la base du clocher du chœur subsiste au-dessus du chapiteau ionique de l'ancienne pile sud-est du clocher. La base du clocher, en même temps croisée du transept, était manifestement de plan carré. Les croisillons étaient apparemment beaucoup plus petites. Ils avaient la même largeur que le carré du transept (dans le sens est-ouest), mais étaient moins profonds, comme le suggère l'arrachement du mur méridional de l'ancien croisillon sud encore visible dans la chapelle sud au début du XXe siècle. Ce vestige a été gommé par une restauration, et on ne trouve actuellement plus qu'un faible ressaut du mur. Il n'est pas certain que les croisillons romans étaient voûtés. À Catenoy, ils ne l'ont jamais été.
Il a déjà été dit qu'au moins le croisillon nord a été agrandi et totalement reconstruit au XIIIe siècle. Cette campagne de construction est uniquement attestée par une grande baie en tiers-point bouchée dans le mur occidental du croisillon gothique, toujours visible des deux côtés. Elle est entourée d'une moulure caractéristique, soit une gorge reliée à deux baguettes. Ce type de moulure est connu dans la région, mais son emploi reste rare, et son champ d'application est en même temps très diversifié : le formeret au nord de la chapelle latérale nord d'Ableiges, la fenêtre occidentale d'Andrésy, le pourtour des baies des galeries du chœur de Montgeroult, l'entrée de la niche d'autel de Puiseux-Pontoise, le portail occidental de Seraincourt, les retombées des voûtes dans le transept de Triel-sur-Seine, etc. Tous ces exemples datent des années 1230 / 1240. Des exemples postérieurs concernent le pourtour de fenêtres à remplage gothique rayonnant. Détruit sous la guerre de Cent Ans, le croisillon nord a dû rester dans un état de ruine proche de celui que l'on voit depuis 1919, jusqu'au XVIe siècle. Puis le bas-côté fut construit, et une petite lancette vint remplacer la grande baie. Quand, quelques années plus tard seulement, le croisillon fut enfin reconstruit en lien avec une nouvelle chapelle latérale nord du chœur, une grande arcade d'un style flamboyant rustique, semblable à celles de la nef, prit la place de la lancette. Son chapiteau rudimentaire subsiste toujours du côté nord, à l'intérieur du croisillon. Lors de la reconstruction du bas-côté au XIXe siècle, on boucha l'arcade par un mur, dans lequel on ménagea une petite niche à statue, probablement en lien avec un autel latéral. Après la destruction de la chapelle par la chute du clocher en 1919, le pan du mur qui dépasse le bas-côté fut démoli afin d'ouvrir un accès à l'ancienne chapelle, qui ne communique désormais plus avec l'intérieur de l'église. Elle accueille désormais un petit jardin.
Initialement, le clocher devait reposer sur quatre piles carrées, dans lesquelles des dosserets étaient engagées pour les quatre doubleaux autour de la base et les passages berrichons. Les deux piles orientales devaient être engagées, puisque les croisillons ne devaient pas se prolonger par des chapelles latérales du chœur. Selon l'usage au XIe siècle, ils devaient se terminer carrément, ou se prolonger par des absidioles de faible profondeur. La grosse pile cylindrique au sud-est de l'ancienne base de clocher ne peut donc pas dater d'origine, et résulte d'une reprise en sous-œuvre. Lors de cette opération, les supports de la voûte de la travée droite du chœur furent tronqués inférieurement, ce qui indique qu'elle est postérieure à la construction du chœur et de ses chapelles latérales. Elle se situe incontestablement à la Renaissance, ce qui peut expliquer le réemploi de trois chapiteaux ioniques antiques, alors au goût du jour. Un chapiteau a été entièrement réutilisé. On le trouve sur la pile cylindrique isolée. Il mesure 160 cm de largeur, 140 cm de profondeur et 40 cm de hauteur, ce qui sont des dimensions considérables. Les deux autres chapiteaux ont été tronqués. L'un a été incrusté dans la pile sud-ouest du clocher, côté est. Il mesure seulement 110 cm de largeur, et 25 cm de hauteur. L'autre a été employé sur la pile nord-est, qui avait également été reprise en sous-œuvre, et était identique, sauf que le chapiteau était uniquement visible depuis le sud et depuis l'est. Lors de l'effondrement de la pile en 1919, le chapiteau s'est perdu, ou on n'a pas cherché à le récupérer (bien que déjà classé au titre objet). Tous ces chapiteaux possèdent des coussinets, une échine à oves et dards sur les deux autres côtés, et un haut gorgerin chanfreiné. On a fait le rapprochement avec un petit chapiteau ionique englobé dans le croisillon sud de Marissel, mais ce chapiteau y est sans fonction. Étant donné l'époque de la réfection des piles du clocher, soit les années 1550, et le matériau des chapiteaux, du pierre calcaire (et non du marbre), il convient toutefois de formuler certaines réserves sur la datation de ces chapiteaux de l'Antiquité. Dans le dossier de protection, elle n'est étayée par aucun argument.

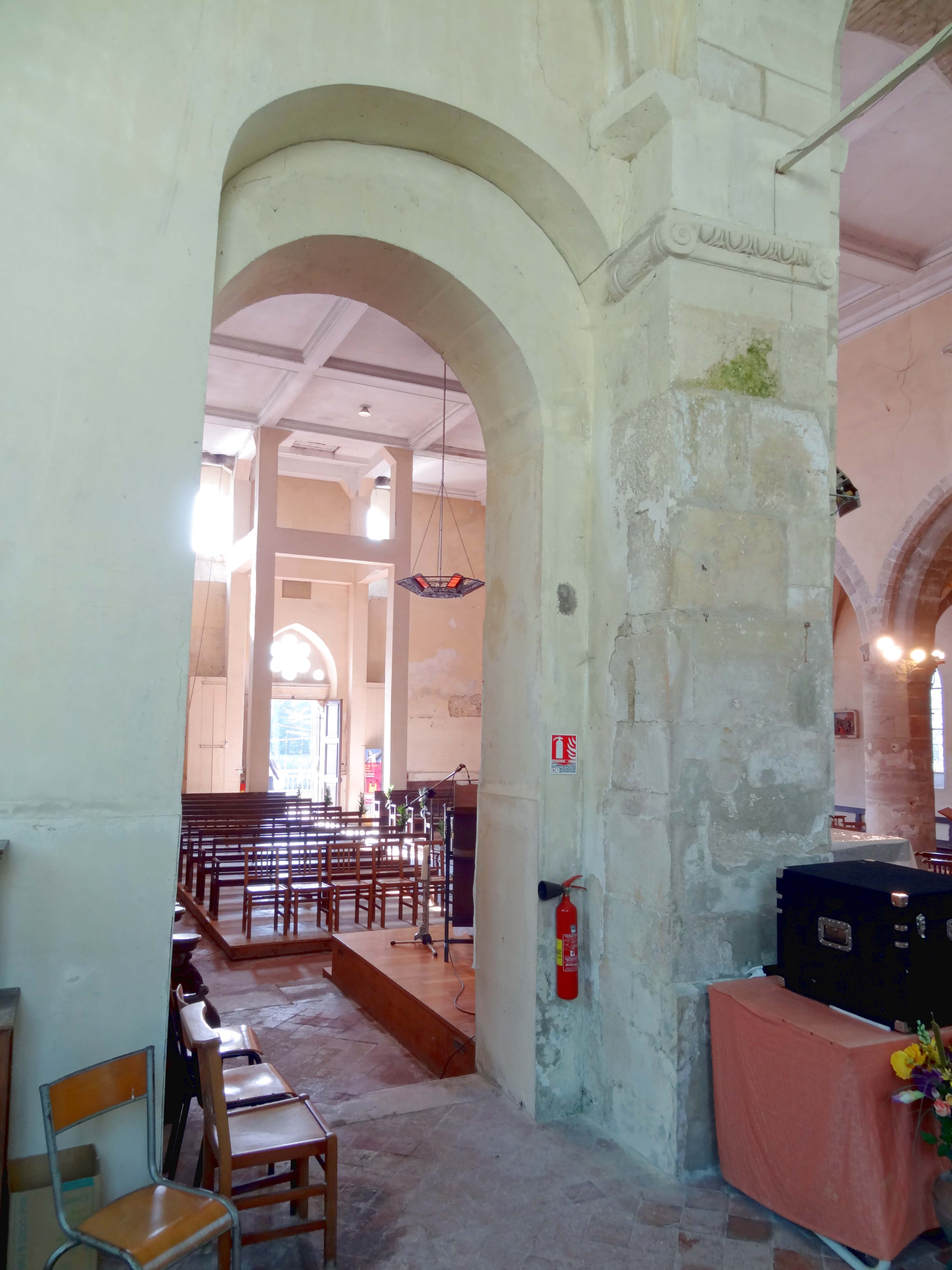
Croisillon sud, passage berrichon vers la nef.
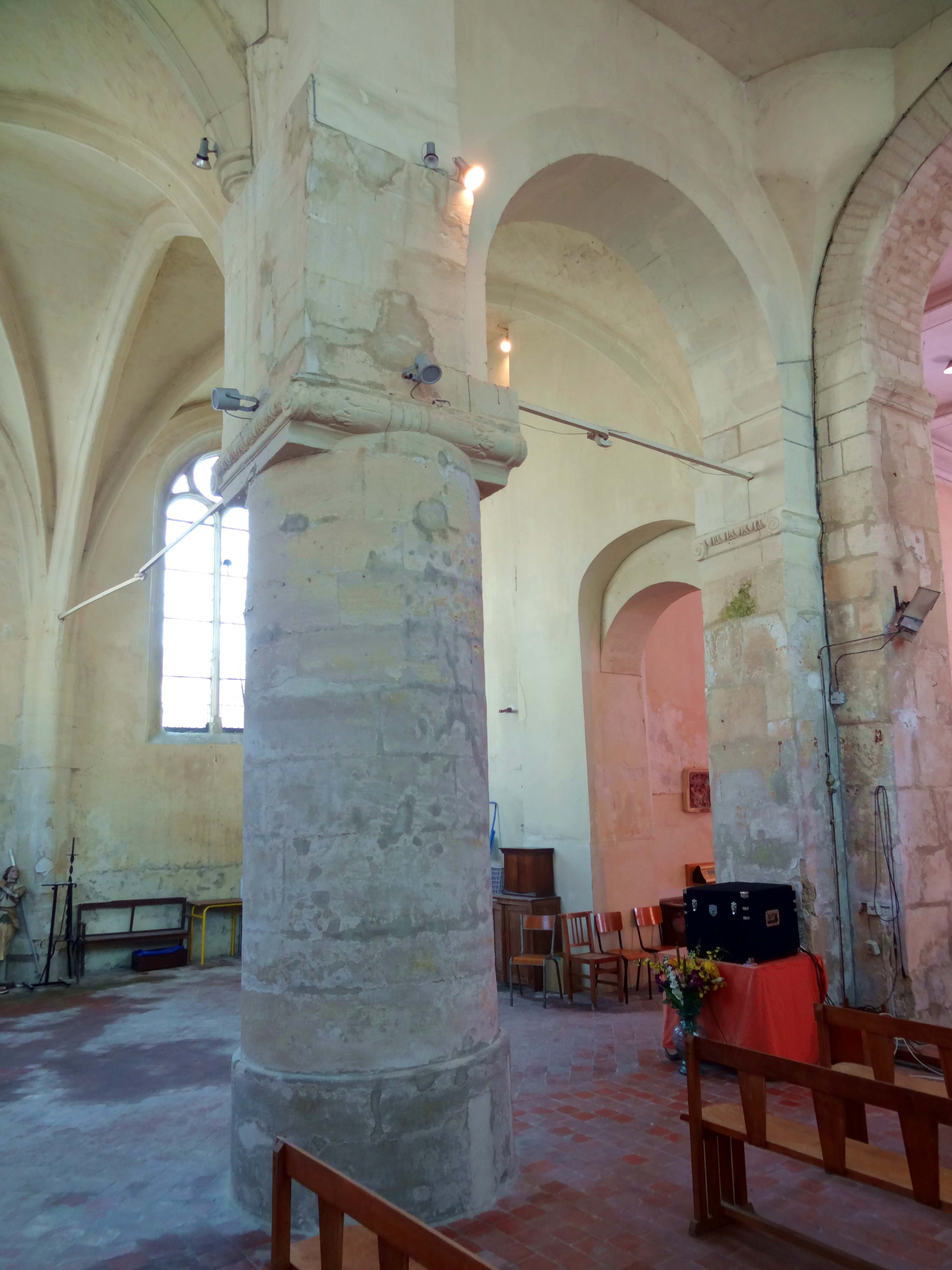
Base de clocher, vue vers le sud-ouest.
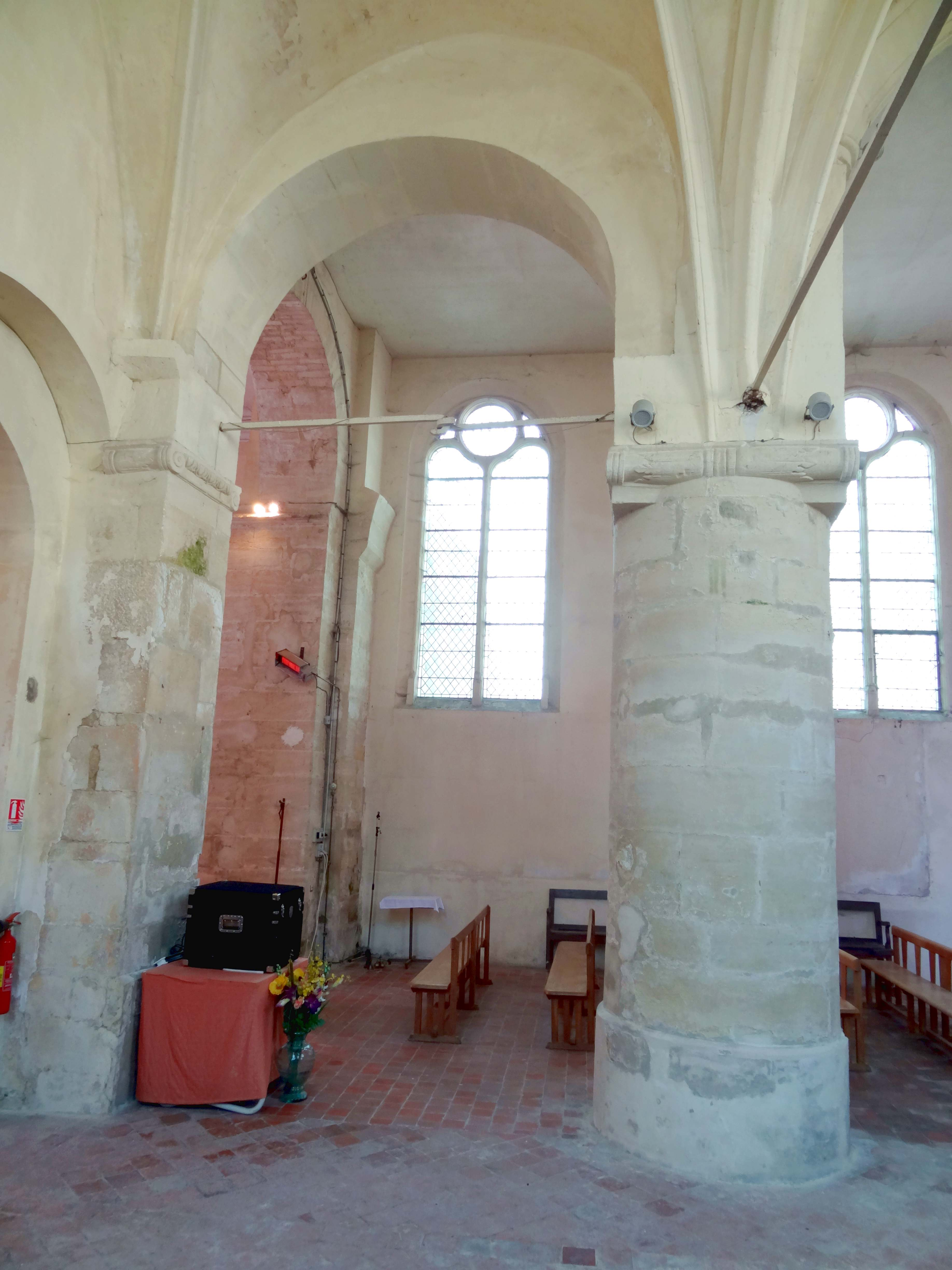
Croisillon sud, vue vers le nord dans le chœur.
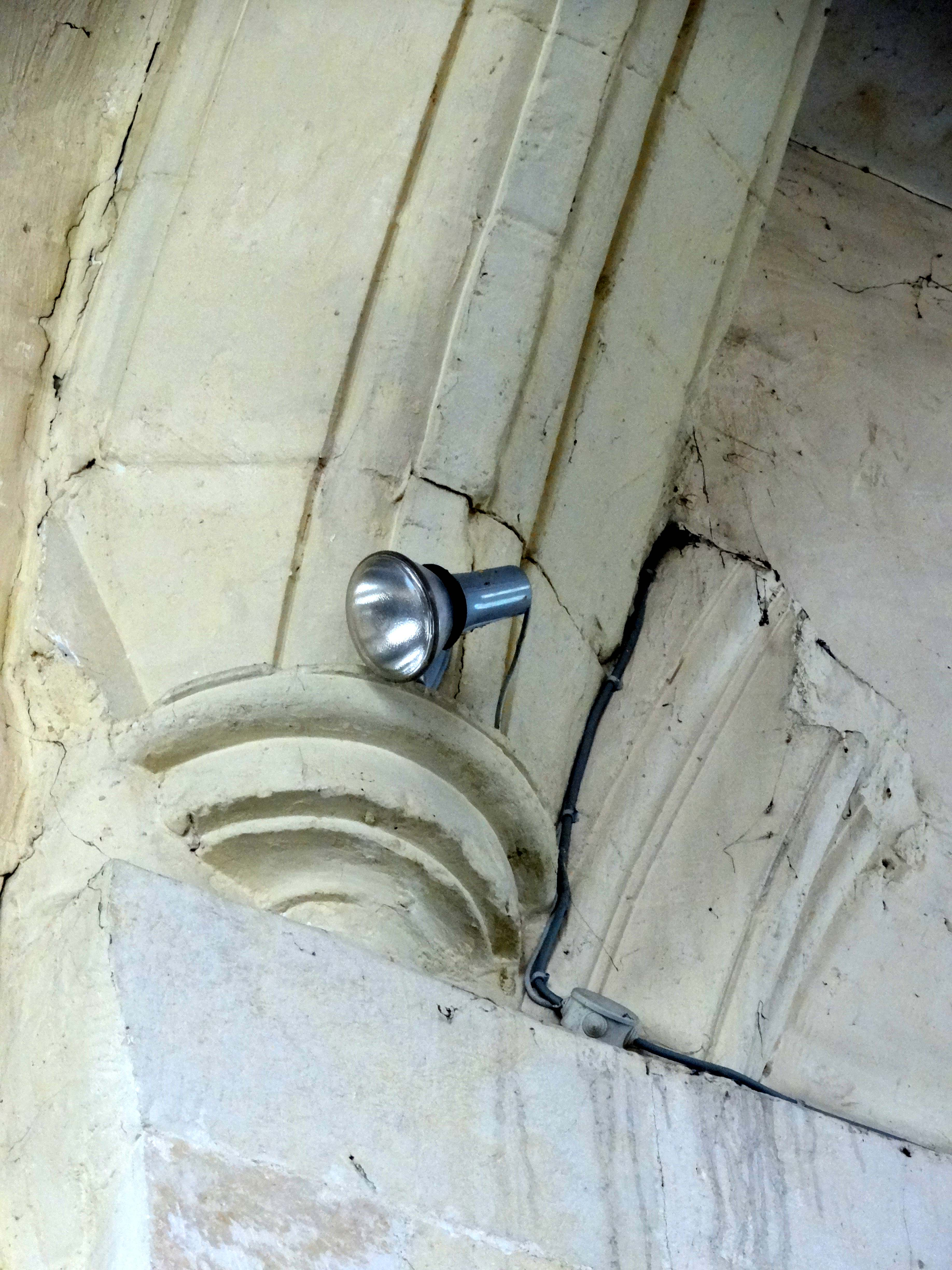
Supports tronqués de la 1re travée du chœur.
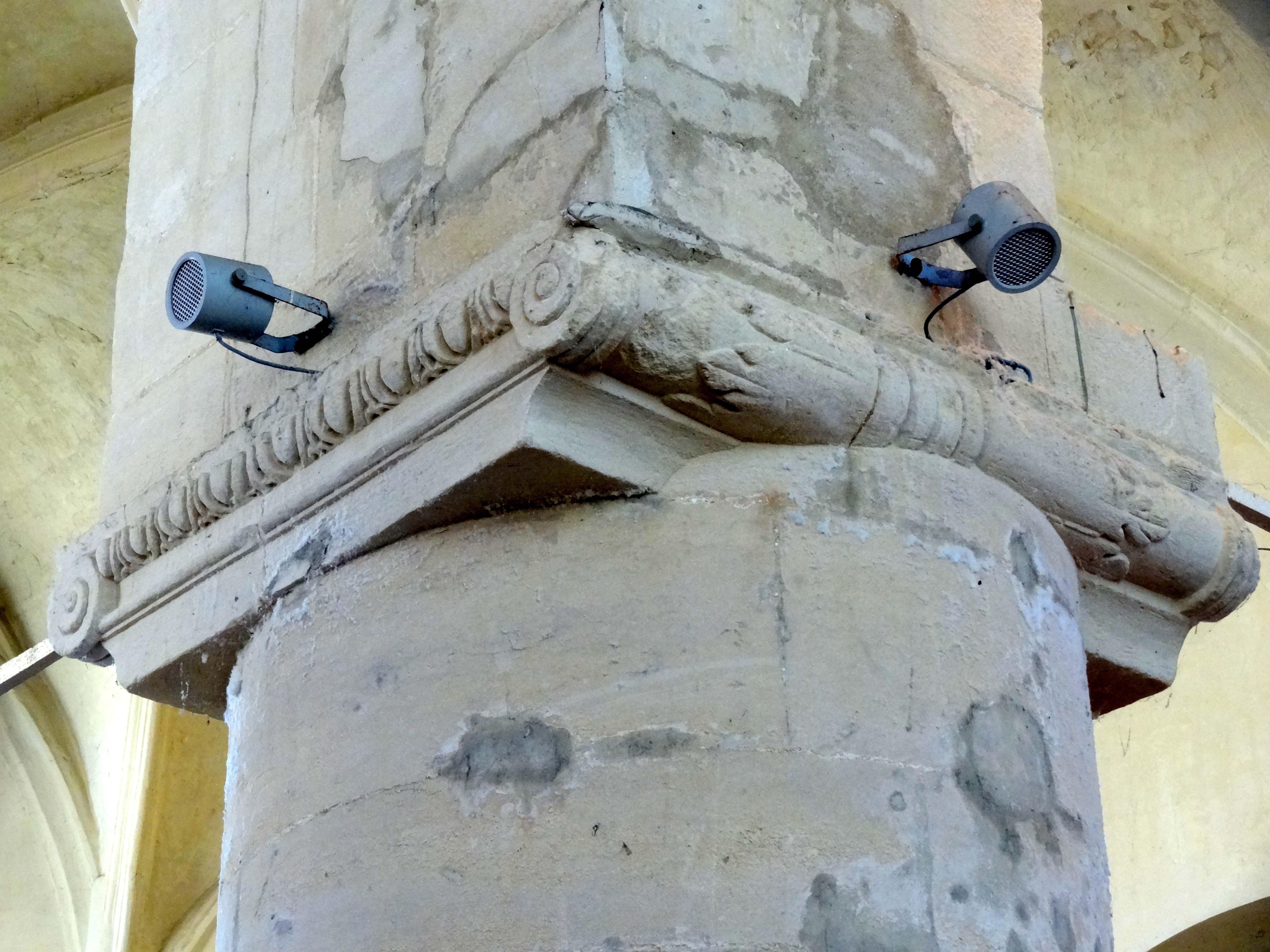
Chapiteau ionique antique (libre).
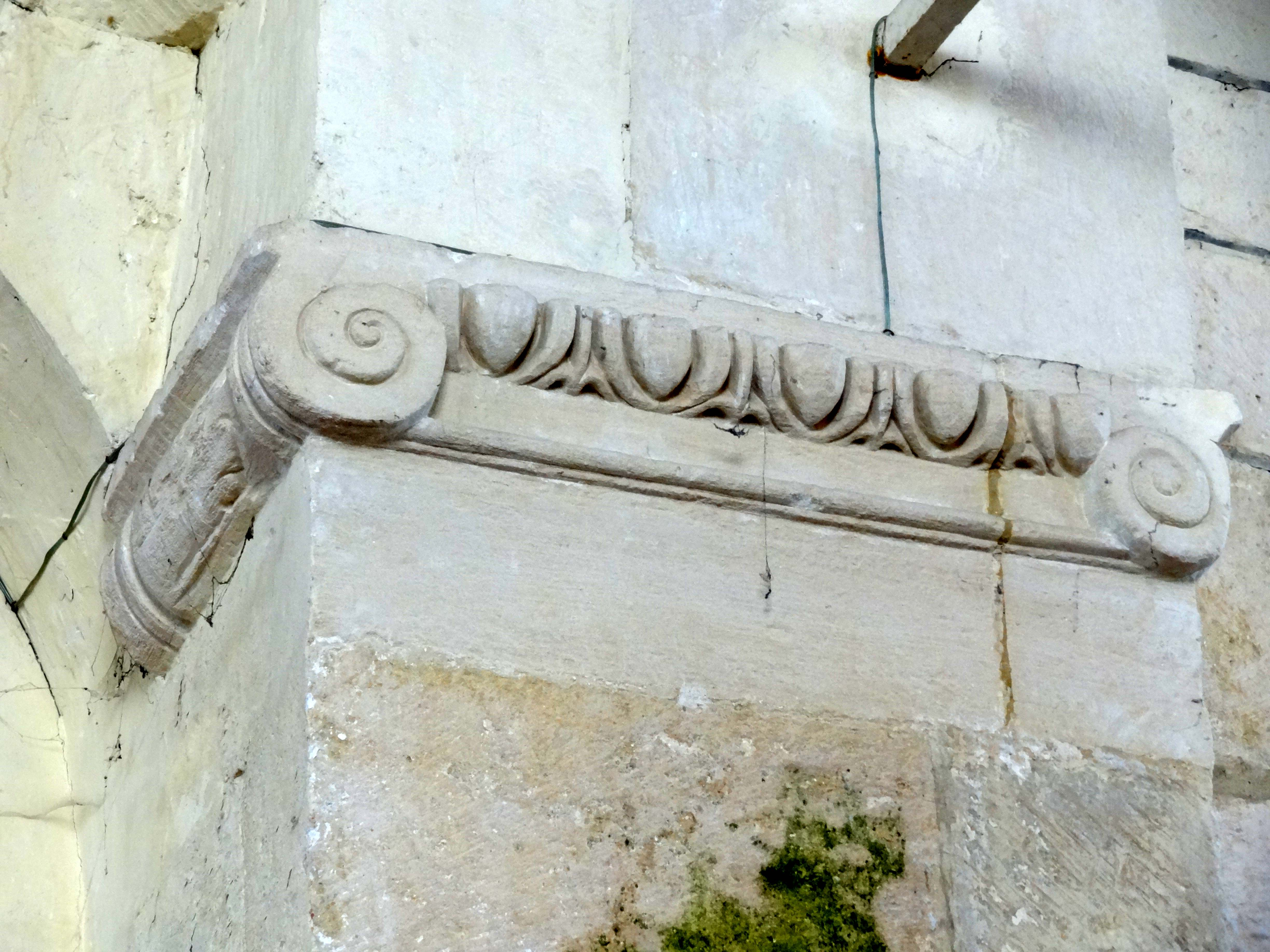
Chapiteau ionique antique (engagé).

#### Chœur

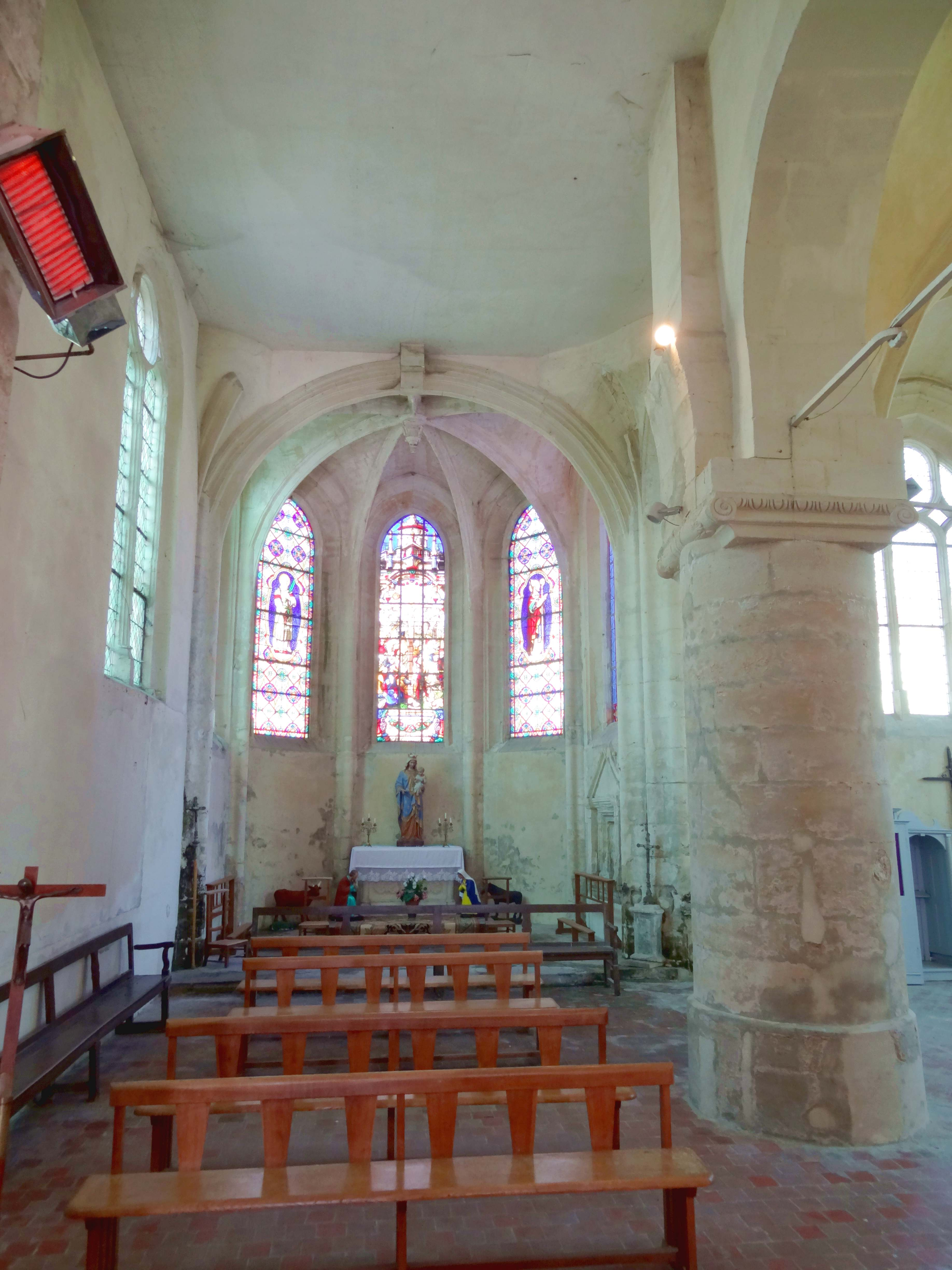
Ancienne base de clocher, vue vers l'est.

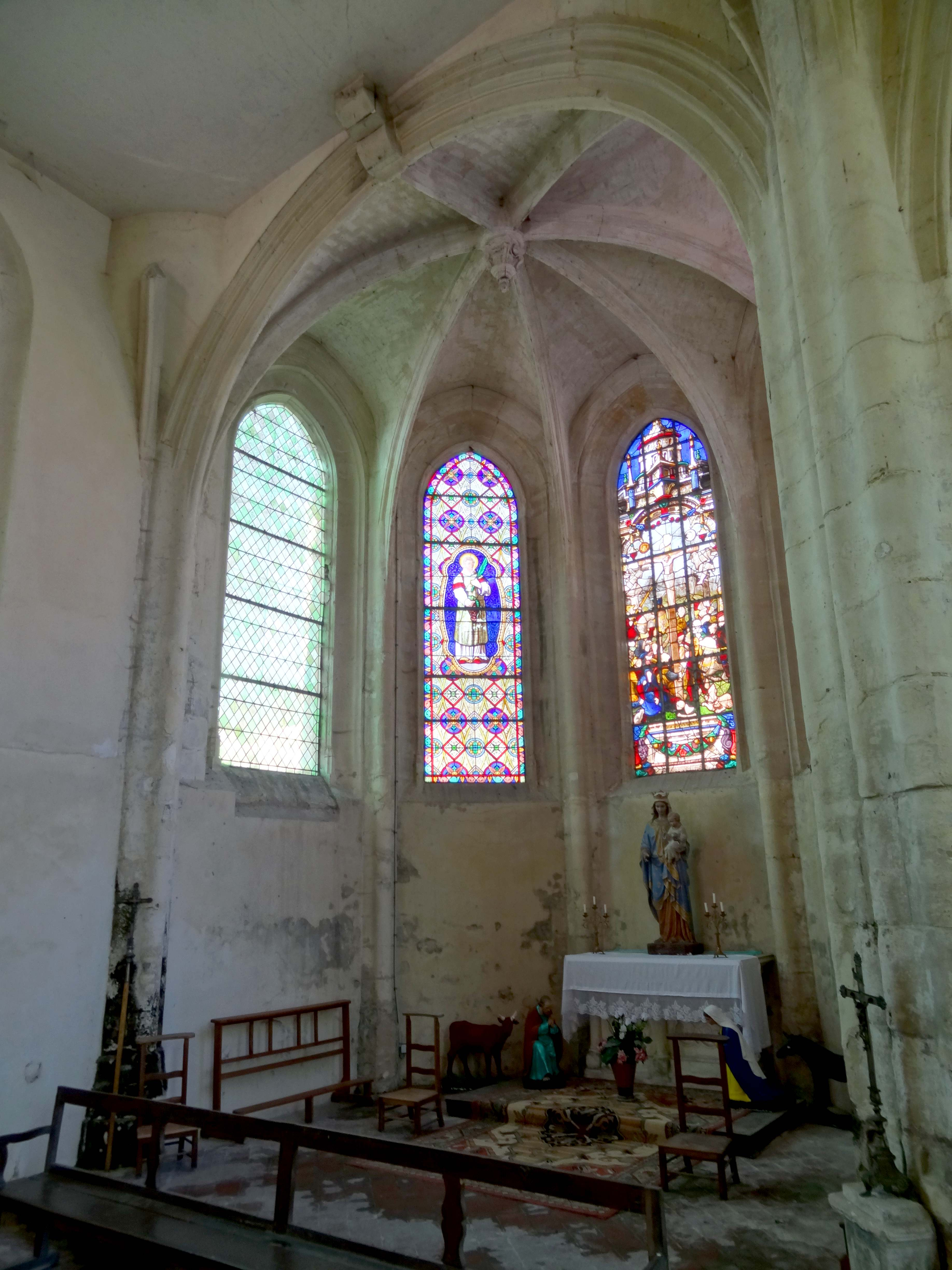
Abside, vue vers le nord-est.

L'autel de célébration a été avancé dans l'ancienne base de clocher, car à l'instar de la plupart des églises à clocher central de la région, le fond du chœur est mal visible depuis la nef, et ne répond ainsi plus aux exigences d'une liturgie impliquant l'assemblée des fidèles. Le Saint-Sacrement est à présent abrité dans un tabernacle encastré dans la pile nord-ouest de l'ancien clocher. Le chœur, dans le sens architectural du terme, n'est donc aujourd'hui plus le sanctuaire, et accueille des bancs de fidèles tournés vers l'ouest. Depuis l'effondrement du clocher, il n'y a plus de séparation entre sa base et la première travée du chœur. Les deux travées ont été réunies par un plafond plat commun, et un mur septentrional également homogène, ajouré par deux fenêtres munis de remplages de type Renaissance. Ils se composent de deux lancettes surmontées d'un oculus circulaire, mais contrairement aux modèles du milieu et de la seconde moitié du XVIe siècle, les sommets des lancettes sont écrasées par l'oculus, au lieu de s'arrêter un peu plus bas par un arc en plein cintre. Tout ce qui reste de la première travée du chœur sont donc le doubleau méridional vers la chapelle latérale sud, que l'on peut également considérer comme faisant partie de cette chapelle, et trois départs d'ogives. La chapelle latérale nord étant détruite, restent donc à étudier l'abside et la chapelle latérale sud.
L'abside à cinq pans est de dimensions modestes. Elle s'ouvre par un doubleau mince, mais fortement saillant, à triple rouleau. Son profil composé de multiples strates de modénature présente dans l'intrados un coin émoussé. Ce doubleau se fond dans deux piliers ondulés engagés à trois renflements, qui correspondent à un type employé dans la majorité des églises flamboyantes de la région, quel que soit le type des piliers libres. Il n'y a ainsi pas de correspondance entre le profil du doubleau et la forme des supports. Il est à noter que le pilier de droite (du sud) jouxte un autre pilier du même type, disposé perpendiculairement, et réservé au doubleau méridional de la première travée du chœur. On trouve le même parti à Litz et Roberval. L'usage général à l'époque privilégie des segments de piliers ondulés à huit renflements. Le cas d'Hermes est particulier dans la mesure que dans l'angle de la chapelle, deux ondulations supplémentaires s'ajoutent aux deux groupes de trois. Chaque ondulation dispose de sa propre base, d'une forme complexe et travaillée avec soin, à l'opposé des grandes arcades de la nef.
À l'intérieur de l'abside, six branches d'ogives rayonnent autour d'une clé centrale pendante, qui est de style Renaissance. D'une composition originale, elle se compose de la partie supérieure d'un chapiteau corinthien, reliée par quatre volutes verticales en S à un cylindre orné de cannelures. S'y ajoutent une corniche saillante, un rang de denticules, et un bourgeon suspendu. Les ogives, également étroites et saillantes comme le doubleau, sont toutefois d'un profil plus simple. Leur intrados est à coin émoussé, et elles comportent, de chaque côté, un ressaut amorti par un quart-de-rond. Ce profil annonce la période gothique finissante, peu avant le milieu du XVIe siècle. Dans les quatre angles de l'abside, les ogives se fondent dans des piliers engagés à une seule ondulation. La retombée s'effectue à environ deux tiers de la hauteur sous le sommet de la voûte. En plus des ogives, il y a des formerets, qui complètent la mouluration du pourtour des fenêtres. Celle-ci se limite à une gorge et à une arête saillante. Les fenêtres, dépourvues de remplage, sont en arc brisé, et occupent toute la largeur disponible entre les piliers. Leur soubassement représente un peu plus qu'un tiers de la hauteur sous le sommet de la voûte. Aucun élément de scansion ne souligne la limite des allèges. Dans l'allège de la baie méridionale, est ménagée une grande piscine liturgique, dont la niche rectangulaire est entourée de nombreuses moulures, et cantonnée de deux pilastres lisses aux chapiteaux décorés de motifs de la Renaissance. Elle est surmontée d'un fronton triangulaire, dont les rampants sont flanqués d'une grosse volute en S.

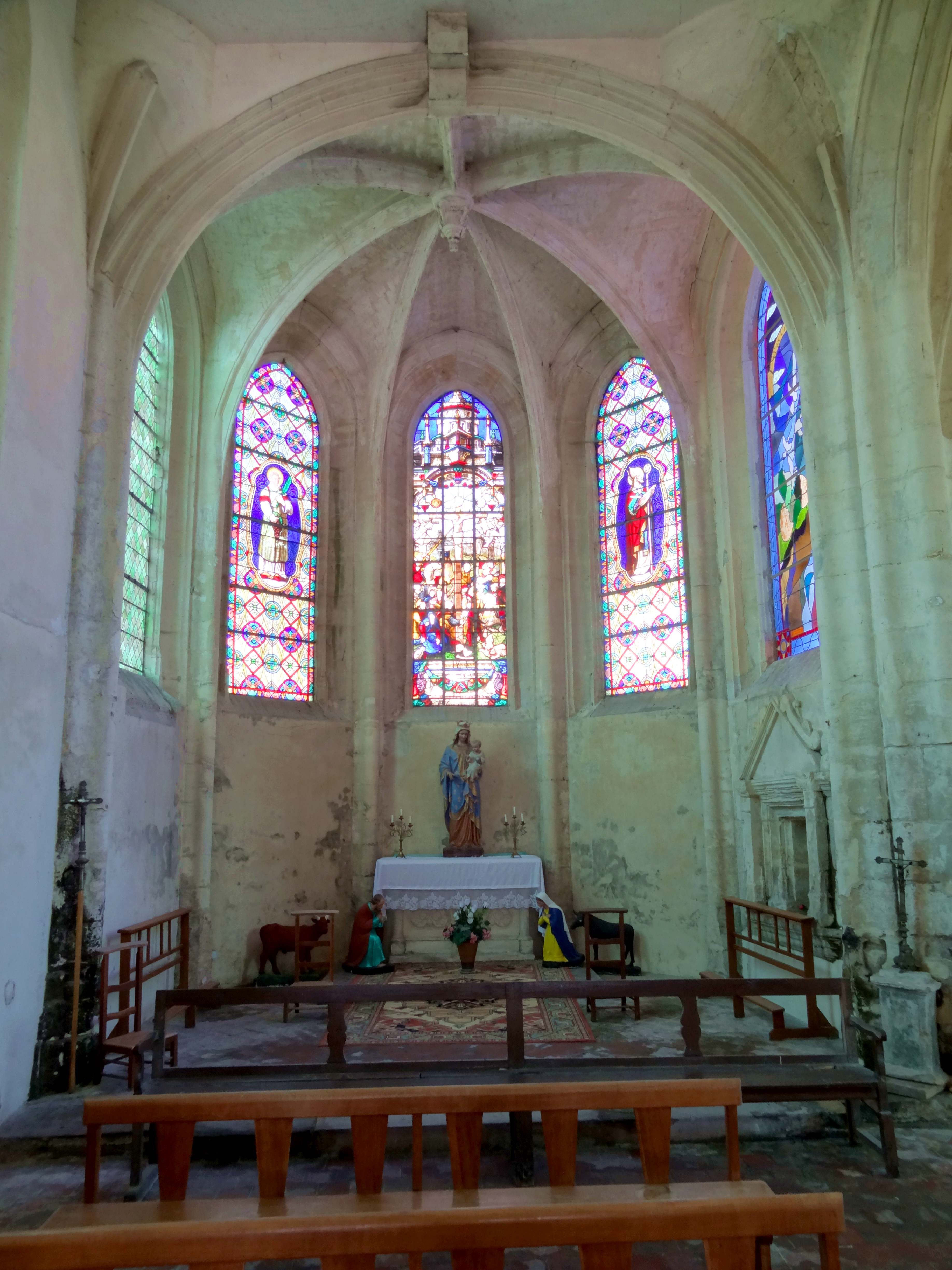
Vue vers l'est.
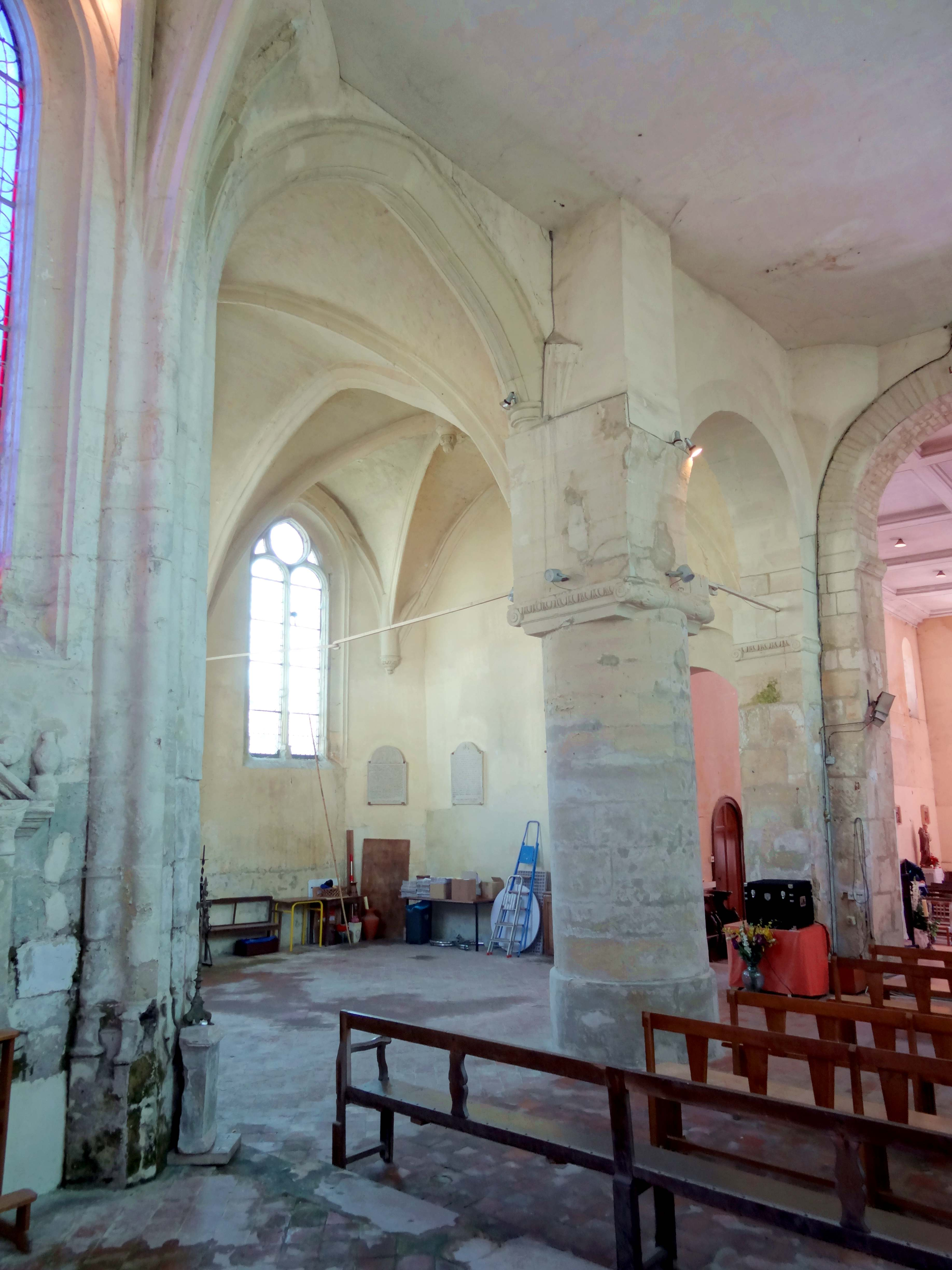
Vue vers le sud-ouest.
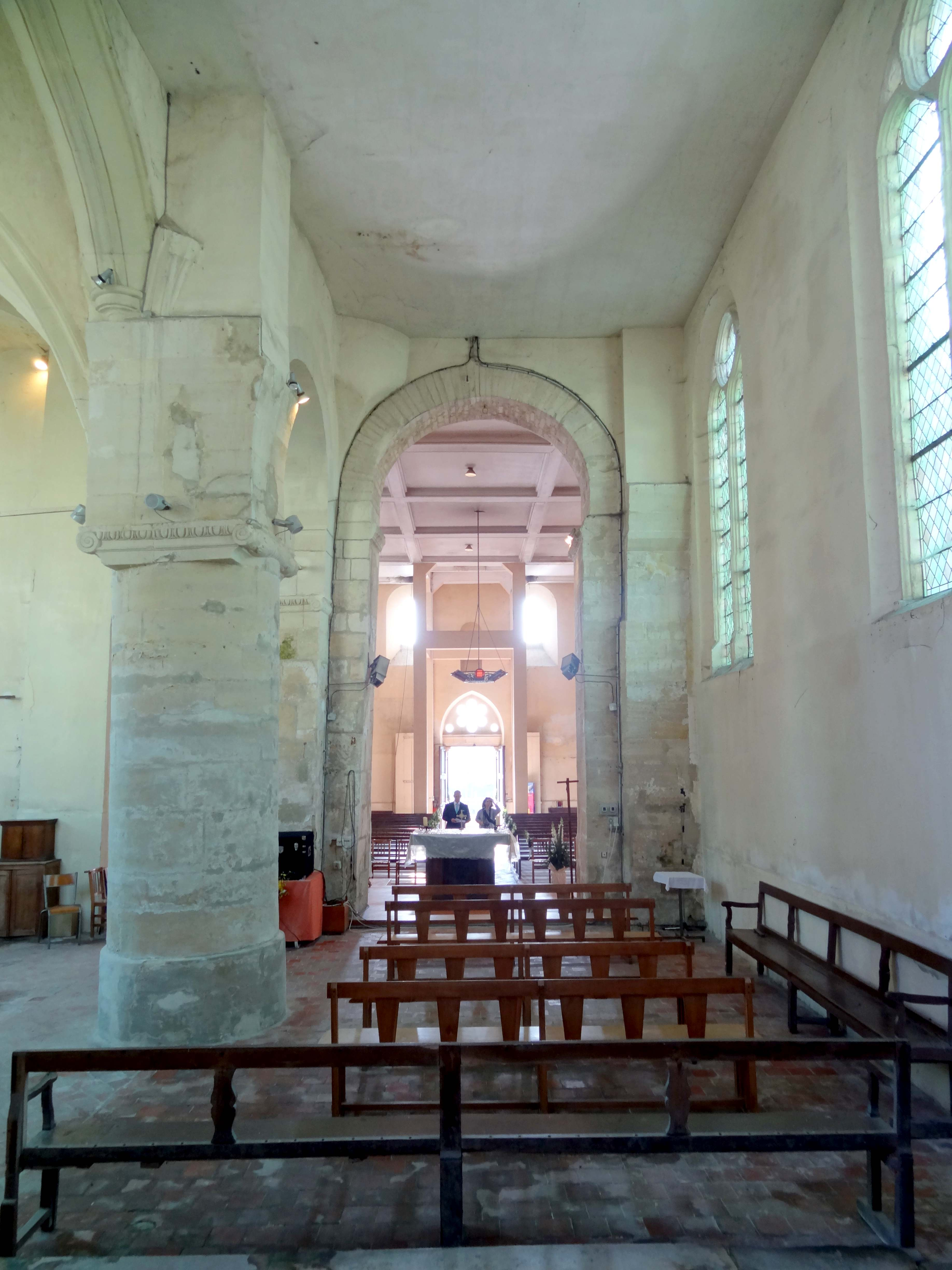
Vue vers l'ouest.
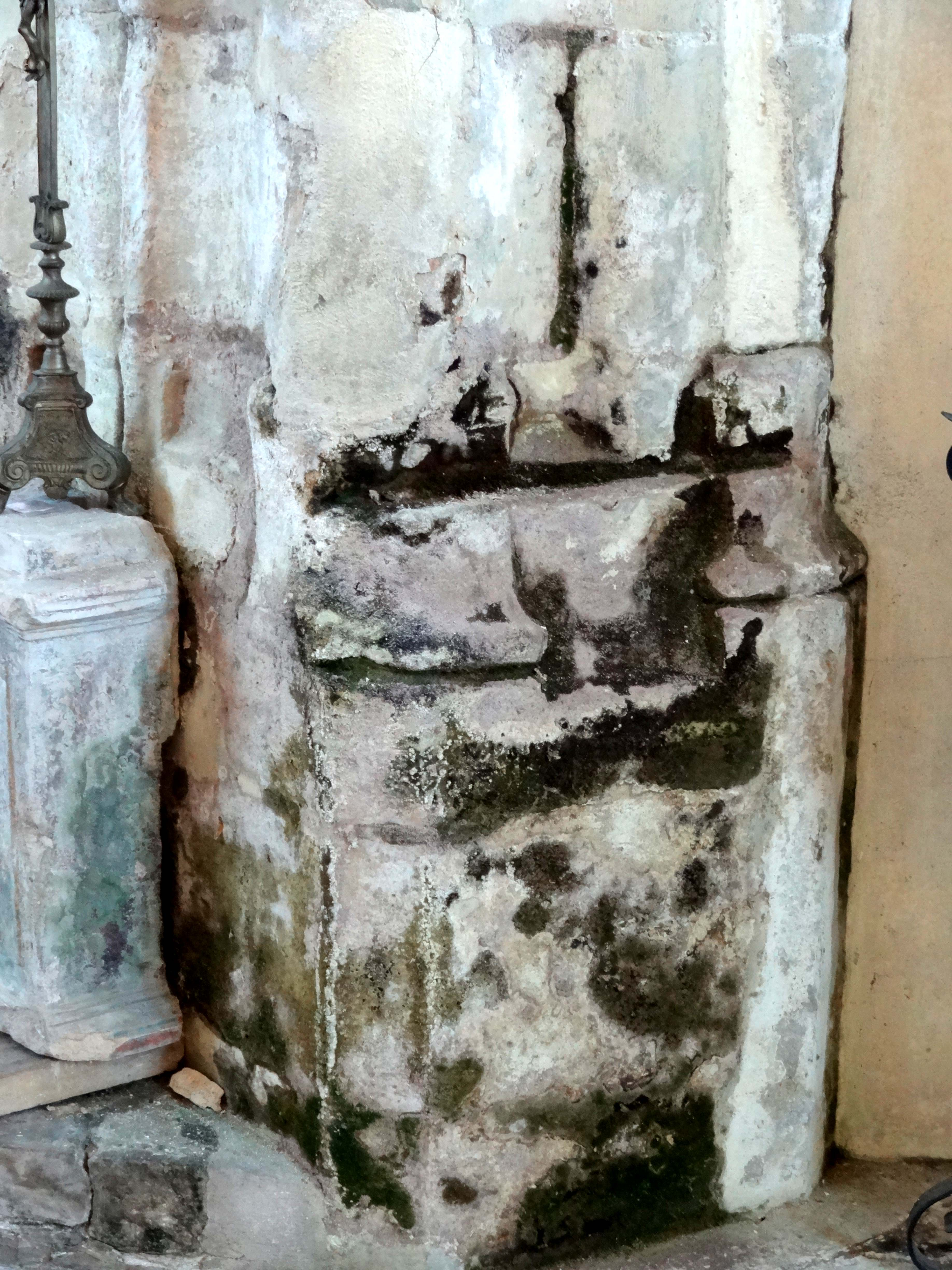
Bases des piliers.
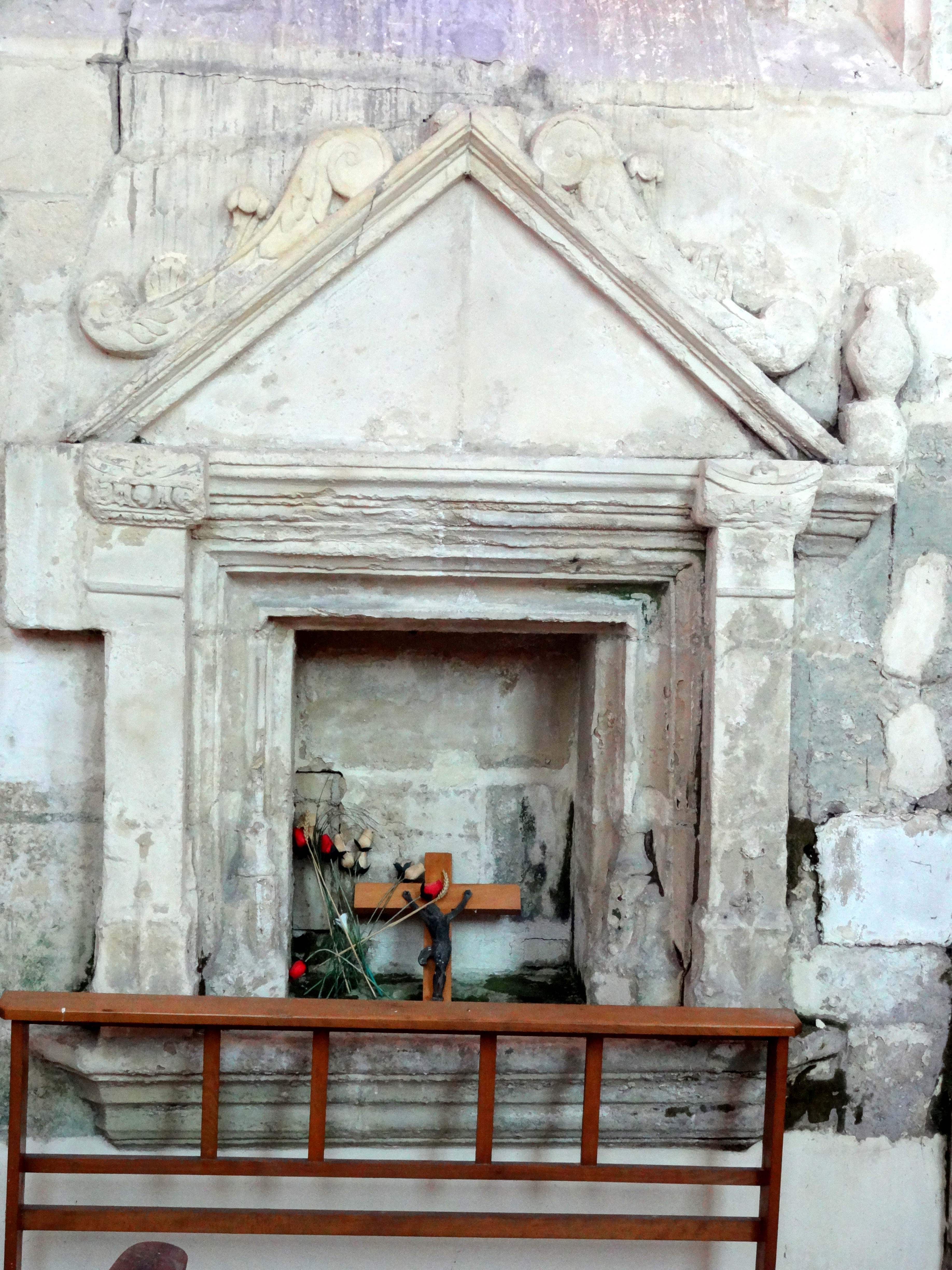
Abside, piscine côté sud.
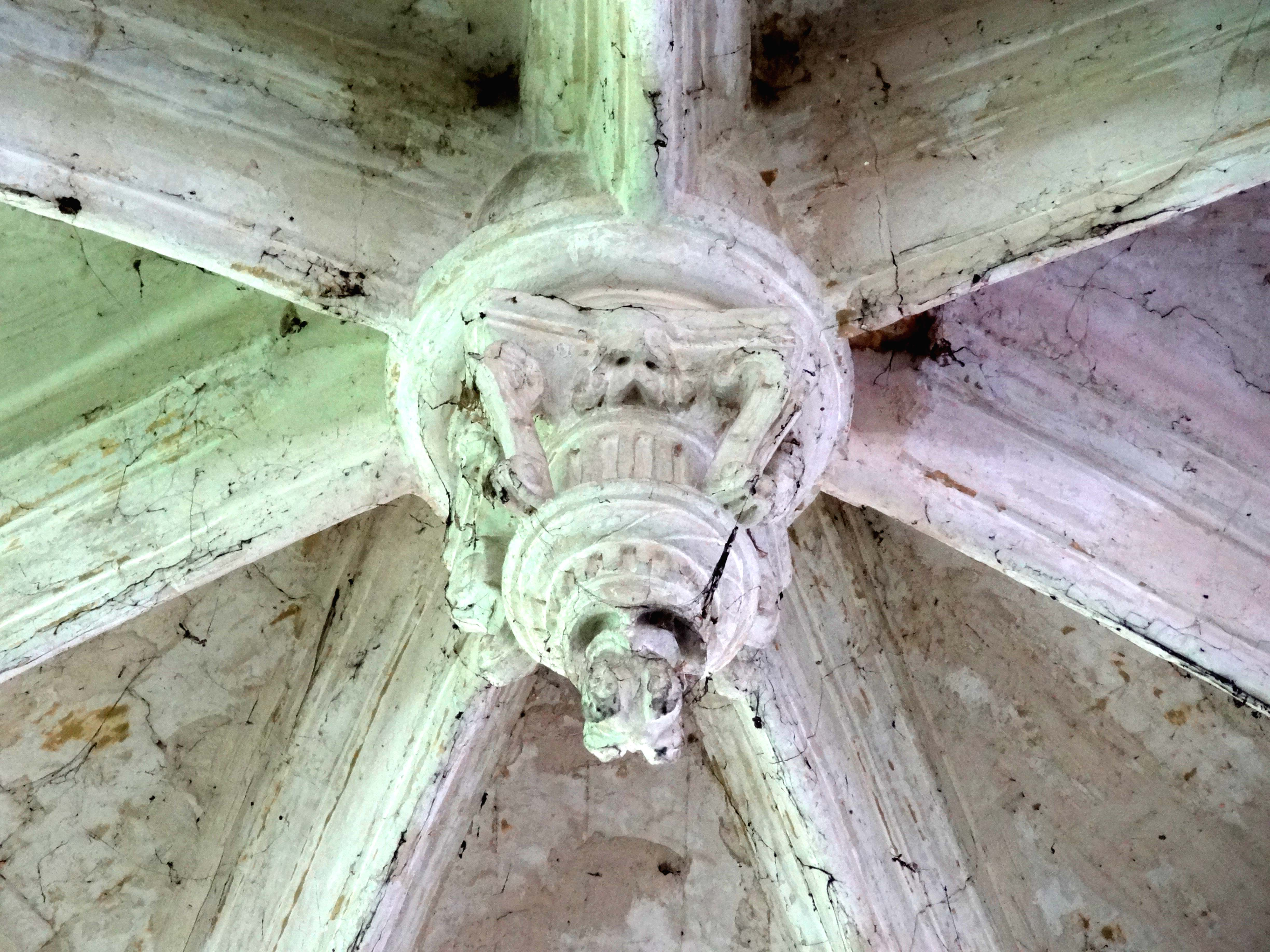
Abside, clé de voûte.

#### Chapelle latérale sud

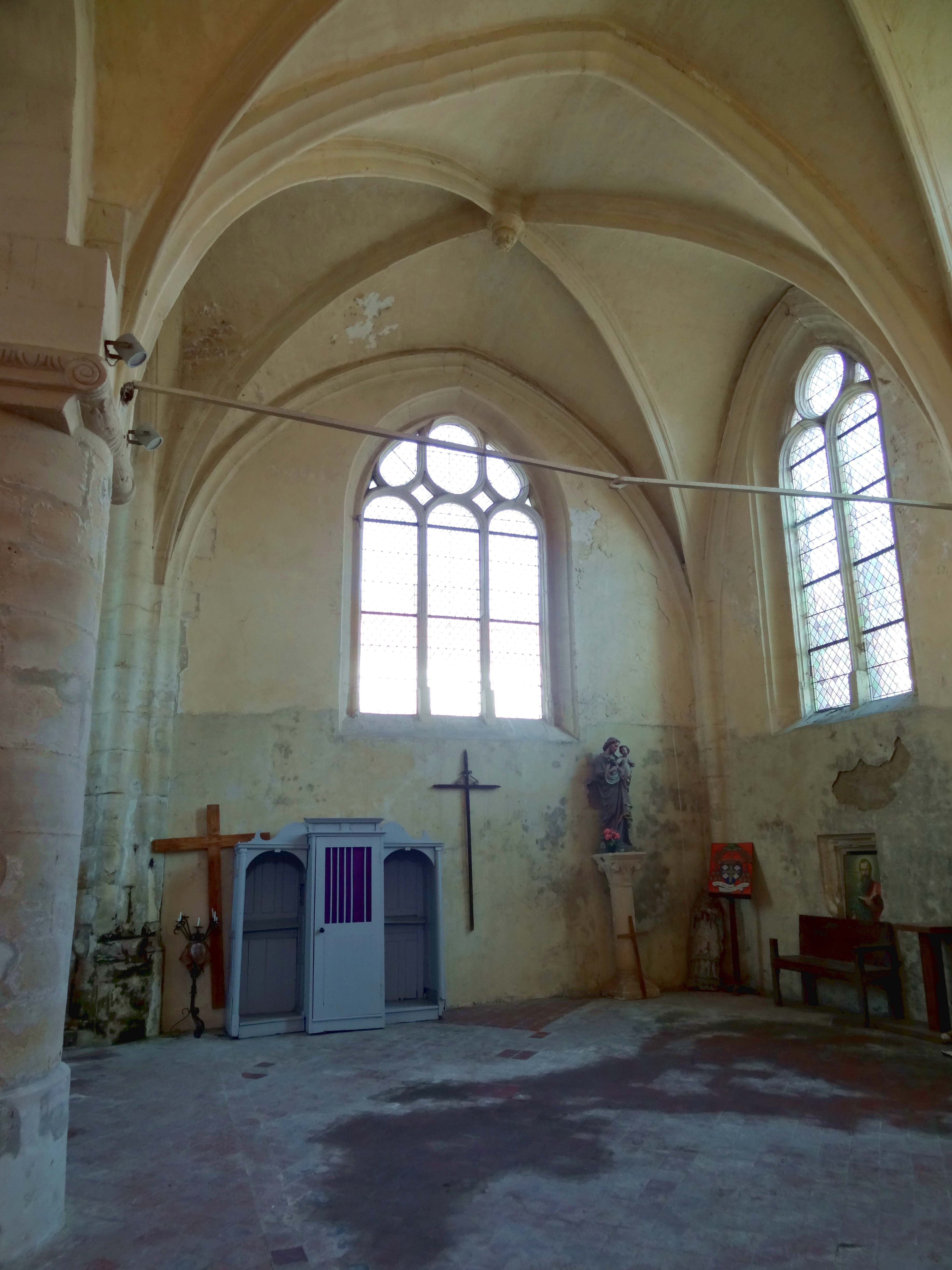
Vue vers l'est.

La chapelle latérale sud est plus large que le vaisseau central. Avec l'abside, elle constitue la seule partie de l'église qui n'a pas été remaniée, abstraction faite de sa liaison avec le vaisseau central. Ceci n'empêche pas la présence d'éléments plus anciens dans la première travée, dont il a été question dans le chapitre consacré au transept. Également à considérer à part est le gros pilier cylindrique au milieu des deux grandes arcades vers le vaisseau central, également déjà évoqué. Contrairement à ce que l'on pourrait penser, l'architecture de la chapelle n'est pas tout à fait la même que dans l'abside. Le doubleau entre la deuxième travée et le chœur est là pour le rappeler. Épais, mais peu saillant, il prend la forme d'un gros boudin, dont l'intrados est garni d'un large filet entre deux quarts-de-rond aplatis. Il se fond à l'est dans le pilier ondulé déjà signalé, et est reçu à l'ouest sur un cul-de-lampe au tailloir circulaire, orné de plusieurs moulures. Sa corbeille tronquée constitue, avec l'absence de support pour l'ogive adjacente, l'indice pour l'antériorité du pilier au chapiteau ionique au reste des parties orientales. Un cul-de-lampe Renaissance encore intact se trouve dans l'angle sud-ouest de la chapelle, qui est coupé par un pan biais en raison de la présence de la tourelle d'escalier visible depuis l'extérieur. Ce cul-de-lampe sculpté d'oves et de dards, d'un rang de perles, de feuillages et d'un bourgeon, supporte un fût cylindrique engagé, dans lequel se fondent les nervures de la voûte. Dans l'angle nord-est en face, les nervures des voûtes pénètrent directement dans un pilier ondulé engagé à un seul renflement, comme dans l'abside. Dans le même esprit, le doubleau qui sépare les deux travées de la chapelle pénètre dans un pilier ondulé engagé à trois renflements au droit du mur méridional. Ce doubleau intermédiaire accuse un profil cohérent avec les piliers. Il se compose d'une ondulation entre deux gorges. Ainsi, l'on dénombre trois profils différents pour seulement trois doubleaux. Le profil des ogives est en revanche dérivé de celui observé dans l'abside. Les clés de voûte, presque identiques, sont des petites clés pendantes sculptées de feuillages. Les fenêtres sont en arc brisé, et entourées d'une fine moulure concave et d'une gorge. Les deux fenêtres du sud montrent à quoi auraient dû ressembler le remplage des baies du chœur créées dans les années 1920 : deux formes en plein cintre surmontées d'un oculus entre deux écoinçons ajourés au sud. La baie orientale, plus large, affiche un remplage de trois formes en plein cintre surmontées d'un oculus ovale entre deux larges mouchettes, tous les écoinçons étant ajourés.

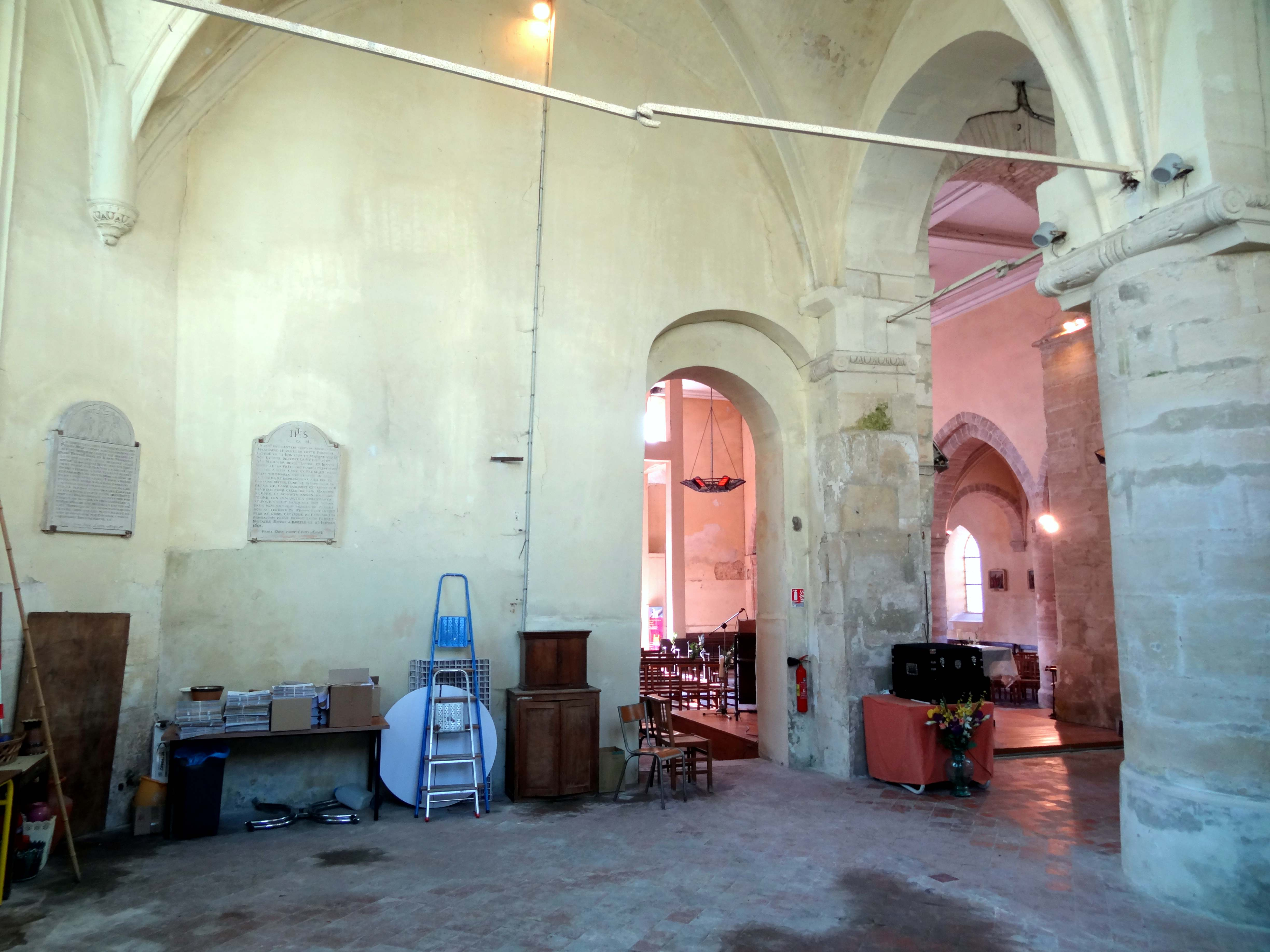
Vue vers l'ouest.
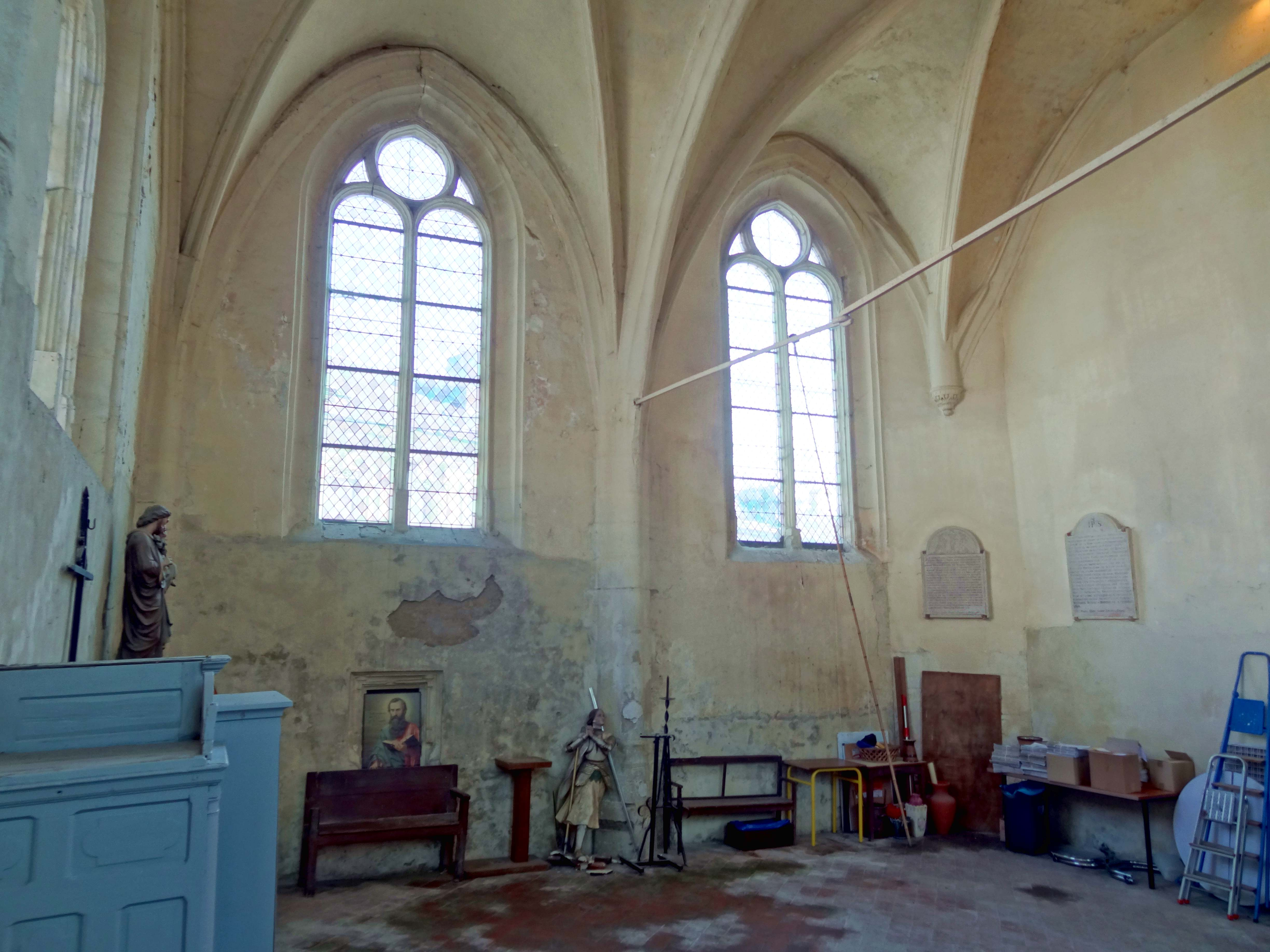
Vue vers le sud.
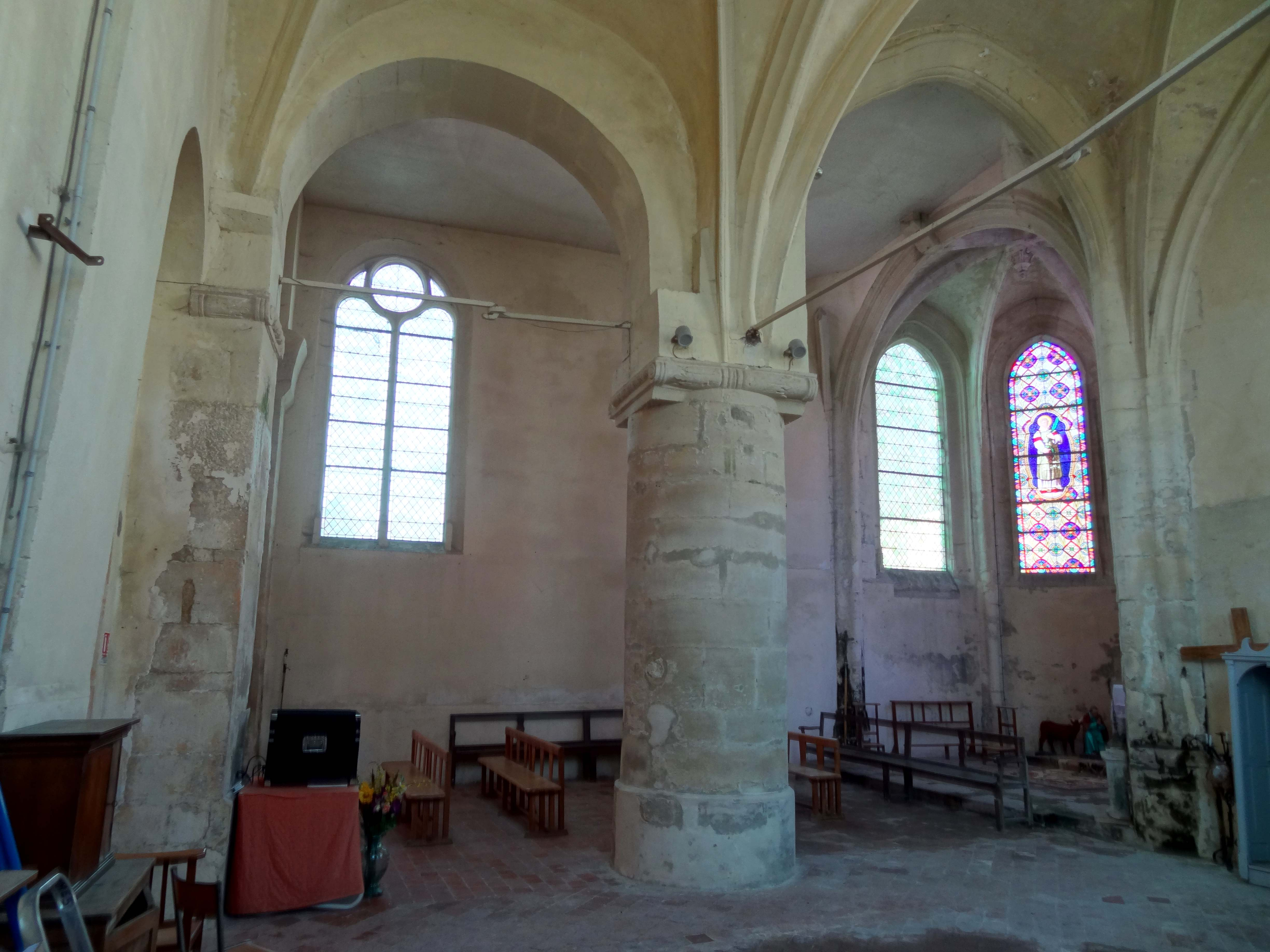
Vue vers le nord.
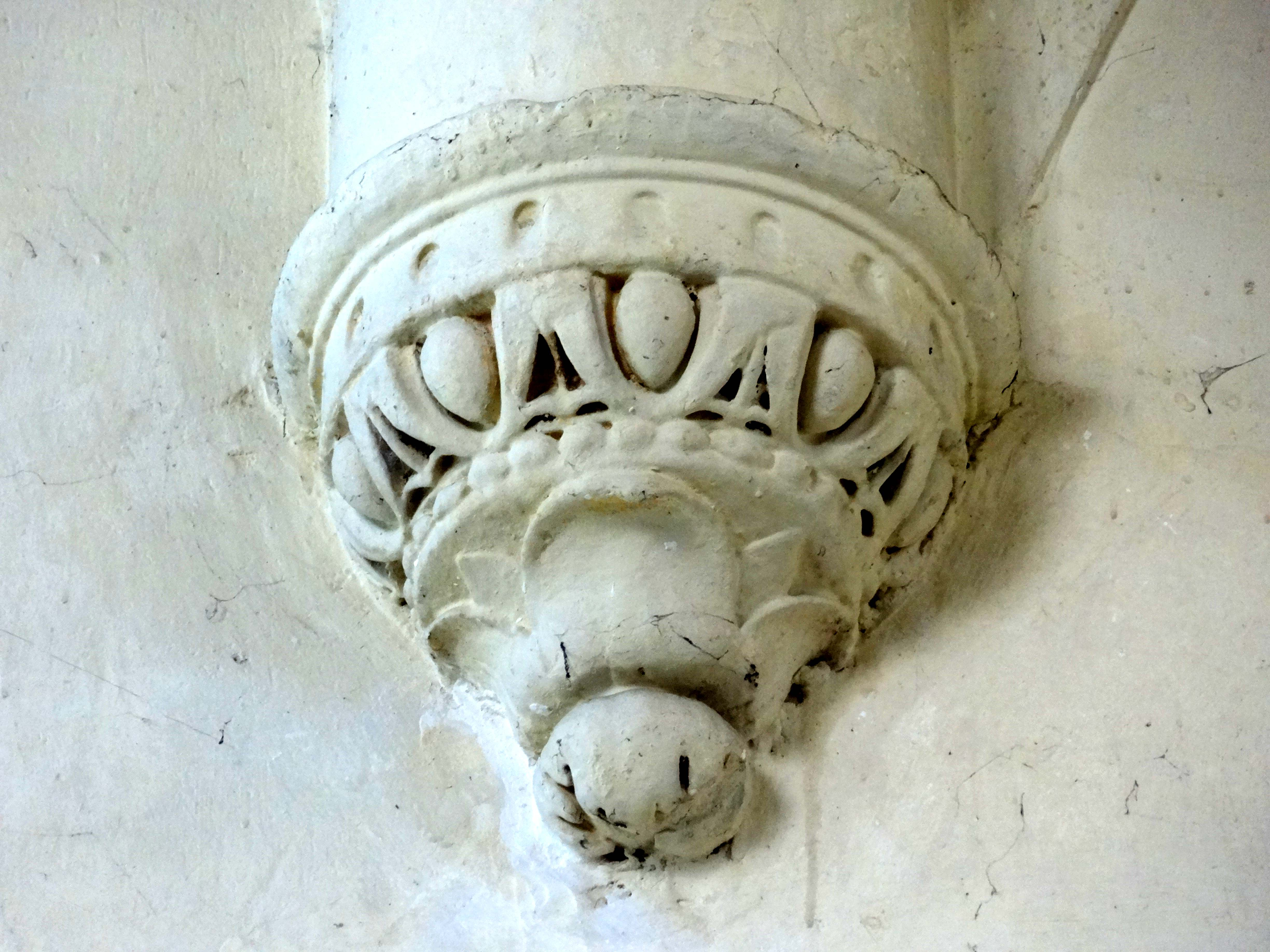
Cul-de-lampe.
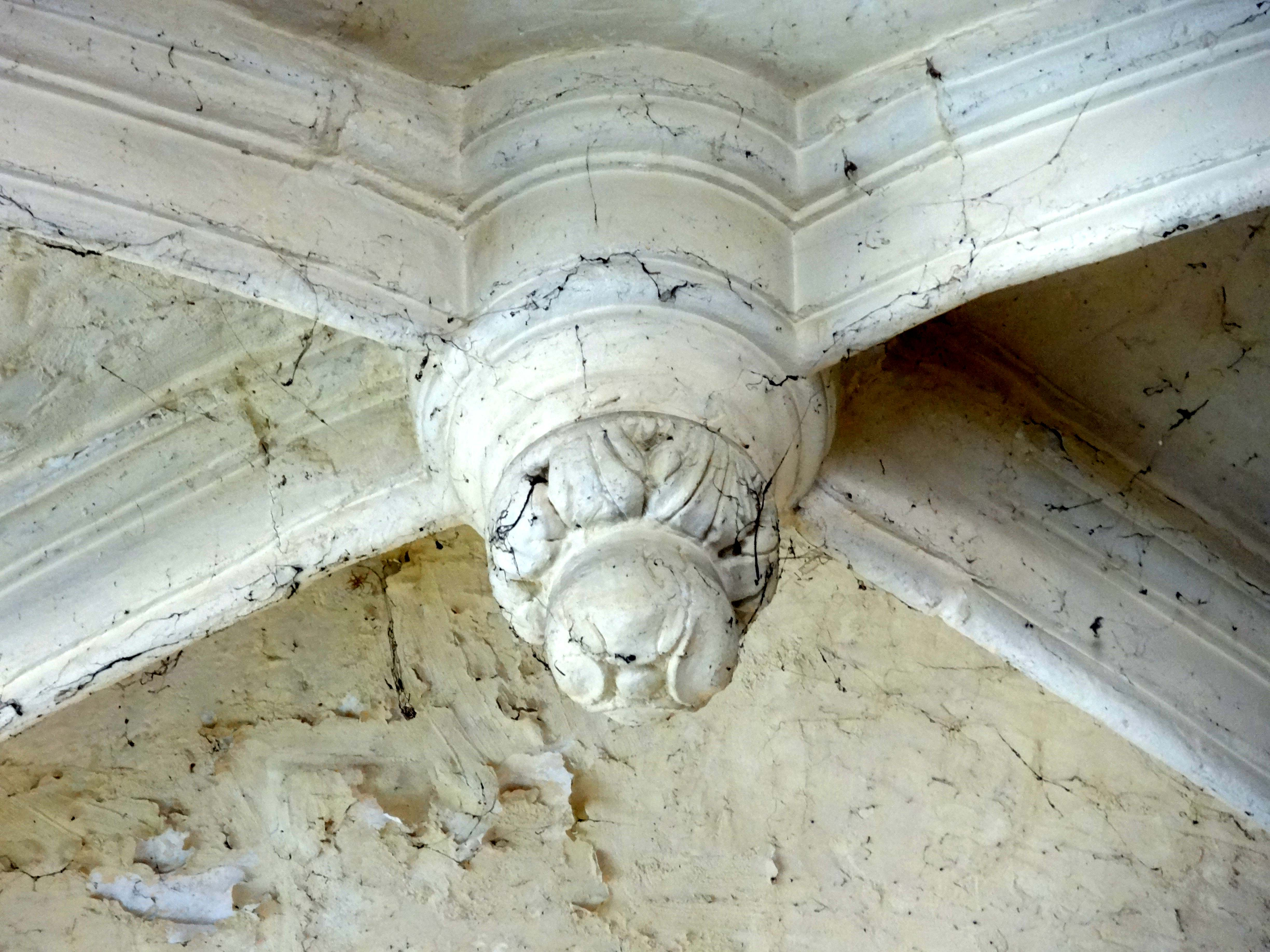
Clé de voûte.
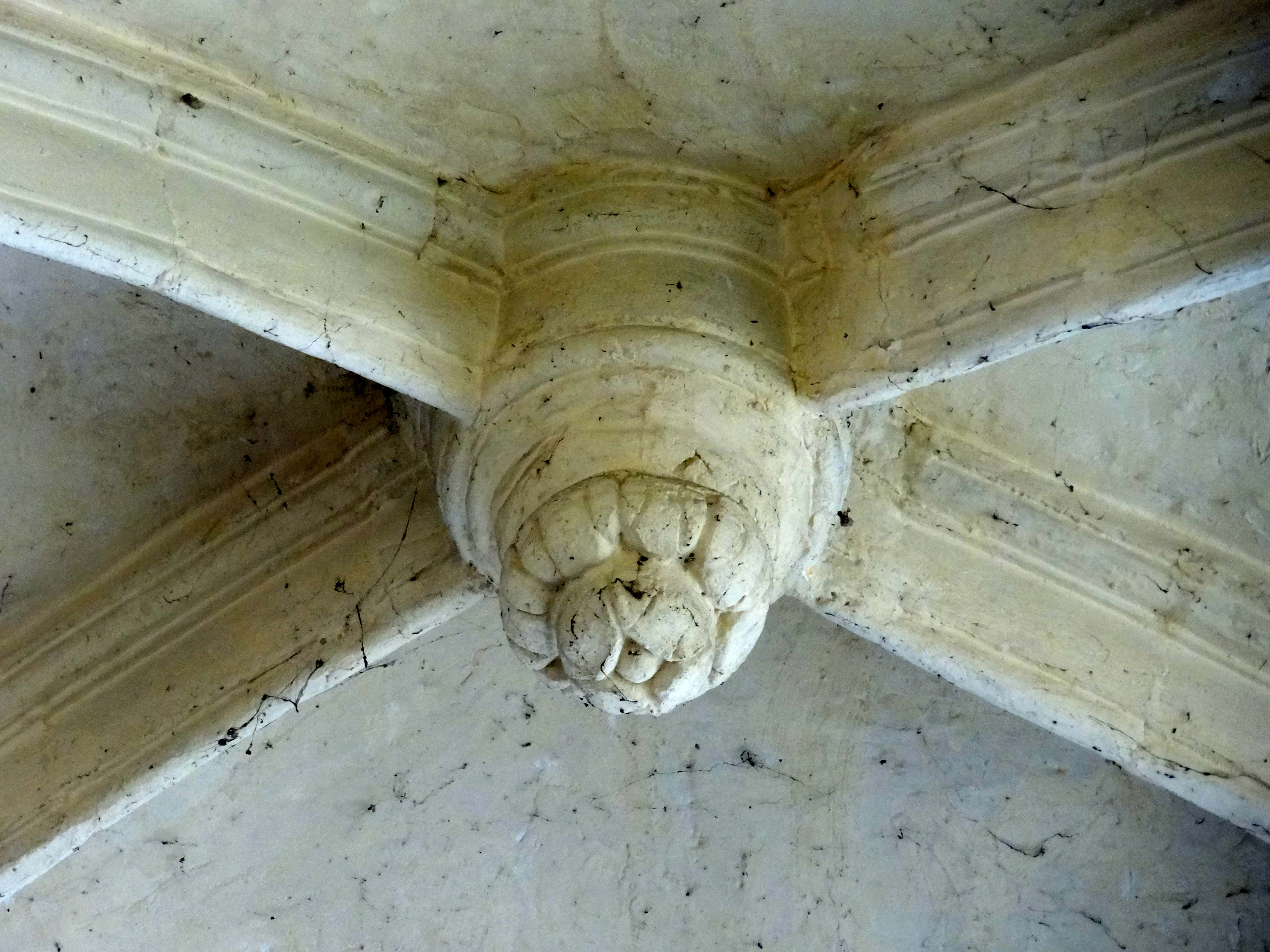
Clé de voûte.

### Extérieur

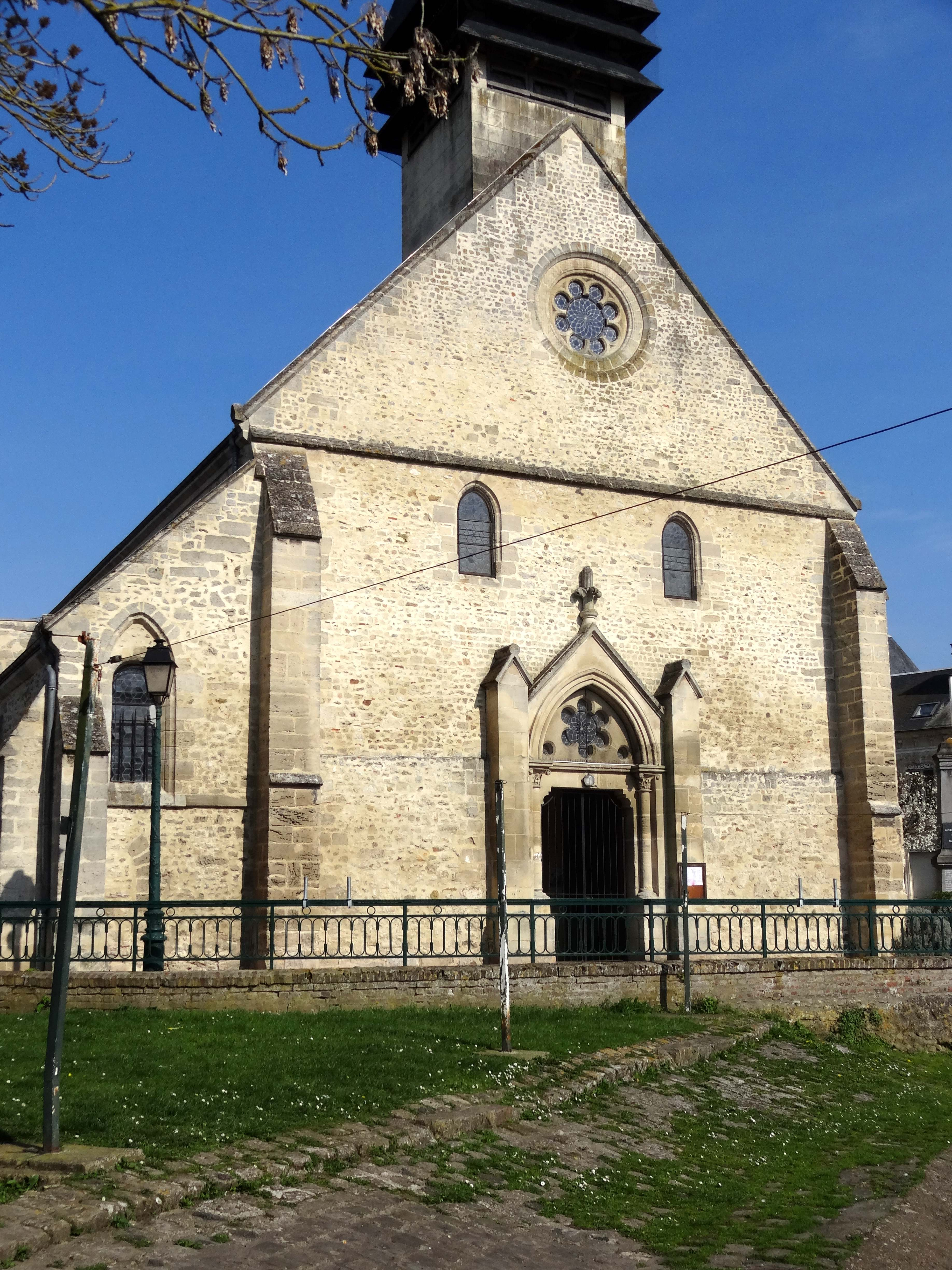
Façade occidentale.

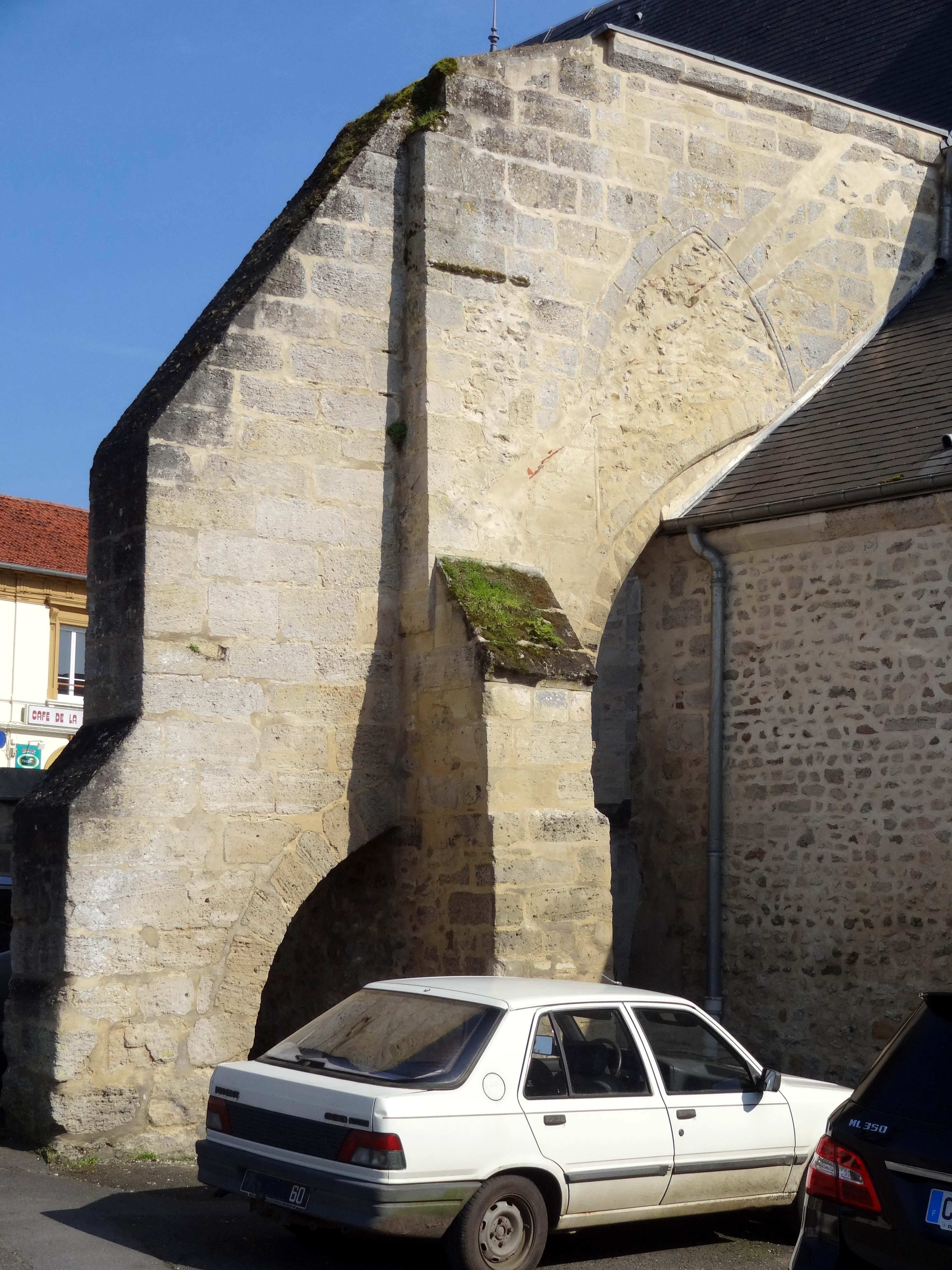
Mur occidental de l'ancien croisillon nord.

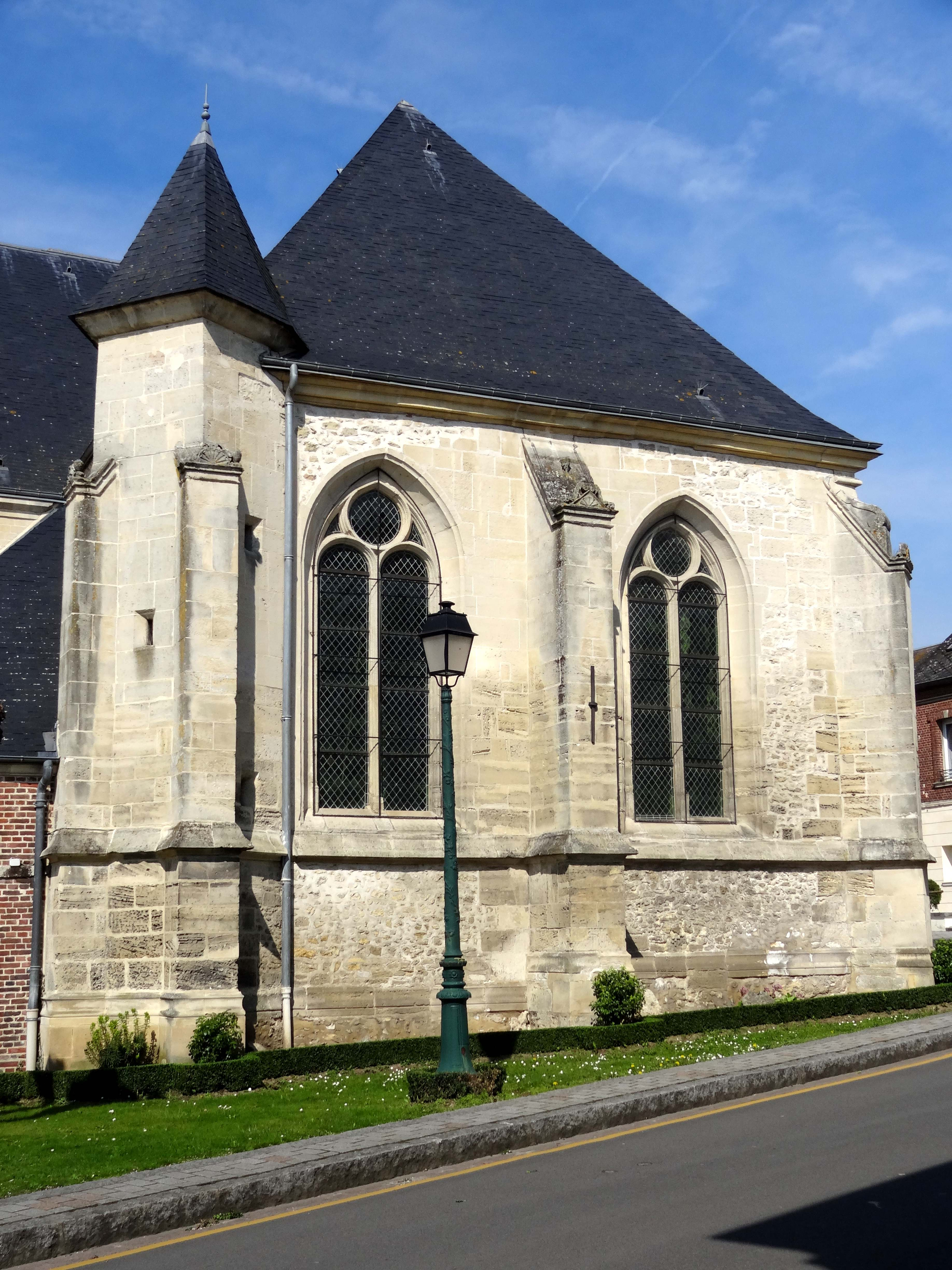
Chapelle latérale sud.

Du côté de la façade et du côté sud, la nef conserve globalement la silhouette qui était la sienne après son achèvement au XIe siècle, et l'enfilade de cinq fenêtres en plein cintre alignées sur une même hauteur du côté sud est caractéristique des nefs pré-romanes du Beauvaisis. Cependant, il y en avait six jusqu'à la restauration à la seconde moitié du XIXe siècle, comme à la Basse-Œuvre, à Bresles et Montmille. C'est le nombre maximal observé par Eugène Woillez. Sur le plan des détails, la nef est aujourd'hui assez éloignée de son état primitif. Elle ne conserve quasiment plus aucun élément d'origine. Ceci vaut pour la corniche ; pour les fenêtres, même celles du sud ; pour le portail latéral sud ; pour le bas-côté ; et même pour la façade. Le clocher date de 1927, et s'inscrit dans l'air de son temps. Sinon, la plupart des éléments ne datent que de la seconde moitié du XIXe siècle, et les portails ont même librement été inventés par l'architecte chargé de la restauration, comme l'indique la comparaison avec les observations de Louis Graves et Eugène Woillez. Les contreforts à larmiers de la façade et la rosace du pignon remontent probablement au XIIIe siècle, et les fenêtres hautes de la façade, à la période flamboyante. La partie basse du mur de la façade a été renforcée, et le reste du mur a été refait avec des petits moellons irréguliers noyés dans un mortier. Ce n'est qu'au-dessus du portail néo-gothique que l'on trouve encore quelques rangées de pastouraux. Le principal intérêt historique de la construction réside ainsi dans la forte ancienneté du mur gouttereau sud jusqu'en bas des fenêtres. L'épaisseur du mur avoisine un mètre, et se situe au-dessus de la moyenne, qui se situe vers 80 / 90 cm. L'appareil de pastoureaux englobait initialement quelques briques au-dessus du portail latéral. Les piédroits des fenêtres étaient bâtis avec des pierres beaucoup plus hauts que larges. Sinon, l'on compte neuf assises par mètre, soit une de plus qu'à la Basse-Œuvre, malgré la relative épaisseur des joints,.
De la chapelle latérale nord détruite par la chute du clocher, le mur occidental provenant du croisillon nord rebâti au XIIIe siècle demeure presque indemne, au moins à l'extérieur. L'on note l'appareil régulier en pierres de moyen appareil ; la moulure qui entoure la fenêtre bouchée des années 1230 / 1240 (ou postérieure) ; l'ancienne arcade entre croisillon et bas-côté, qui déborde par rapport au bas-côté actuel reconstruit au XIXe siècle ; et surtout les contreforts très particuliers à l'angle nord-ouest. Du côté ouest, ce qui apparaît comme un contrefort plat, consolidé après coup par un contrefort plus saillant de faible hauteur, correspond à l'arrachement du mur gouttereau de l'ancien bas-côté. Du côté nord, le contrefort très saillant, qui se retraite une fois par un glacis sans larmier puis s'amortit par un long glacis également sans larmier, s'apparente à un arc-boutant, puisque sa partie inférieure est ajourée par une demi-arcade ogivale. De tels arcs-boutants au niveau du premier niveau d'élévation sont rares. On en trouve au sud de la nef de Neuilly-sous-Clermont, devant le croisillon sud du Bellay-en-Vexin, et au début du bas-côté sud de Cléry-en-Vexin. Le revers du même mur a déjà été décrit dans le contexte de l'intérieur de l'ancien transept. Des murs nord et est reconstruits au second quart du XVIe siècle, ne restent que les allèges. Après les premières assises, le mur se retraite grâce à une plinthe moulurée, comme à l'accoutumée à la période flamboyante. Un unique contrefort biais épaule l'angle nord-ouest, en lieu et place de deux contreforts orthogonaux. Le même parti s'observe sur la chapelle latérale sud encore debout, et indique la période gothique finissante.
L'abside et la chapelle latérale sud constituent, depuis la perte du clocher roman, les parties les plus intéressantes de l'église. Elles sont plus homogènes à l'extérieur qu'à l'intérieur. Ainsi, la même plinthe moulurée que déjà observé sur la chapelle latérale nord marque la limite des fondations, et un larmier galbé souligne la limite des allèges. Toutes les fenêtres sont entourées d'une fine moulure concave et d'une large gorge, et les murs se terminent par une corniche qui comporte au milieu un bandeau plat, annonçant la Renaissance. Si l'ensemble est construit avec grand soin, comme le met en exergue la décoration très aboutie des contreforts, l'appareil dénote des contraintes économiques. En dehors des contreforts, des pourtours des baies et des blocs moulurés, les murs sont constitués de très petits moellons noyés dans un mortier, comme sur la façade, et de quelques pierres de moyen appareil éparpillés, probablement récupérés de parties du XIIIe siècle détruites sous la guerre de Cent Ans. La décoration des contreforts concerne le couronnement et les niches à statue. Elle s'inspire nettement de la Renaissance, même si la structure et les fenêtres restent flamboyantes. Tous les contreforts s'amortissent par un glacis, dont la tranche est agrémentée de moulures. Tous les contreforts sont également couronnés d'un petit fronton triangulaire, qui va généralement de pair avec un chaperon, ce qui n'est pas le cas à Hermes. Sur la chapelle, les frontons arborent un petit écusson ou une demi-rosette, et ses rampants sont garnis d'une volute en S, à l'instar de la clé de voûte et de la piscine de l'abside. Sur l'abside, les rampants des frontons sont sommés de trois pots à feu miniaturisés, dont celui du milieu est cantonnée de volutes. Le contrefort biais à l'angle sud-est est couronné d'une console renversée. Les glacis des contreforts de l'abside sont légèrement convexes et galbés. Les niches à statues n'existent que sur les quatre contreforts de l'abside. Elles sont remarquables pour leurs dais architecturés plutôt que pour leurs consoles, assez ordinaires. Chaque dais se compose de trois arcades suspendues, cantonnées de petits pilastres, et supportant un entablement surmonté de trois frontons triangulaires ; et d'un petit temple en hémicycle. Sur la niche du contrefort sud-est, les arcades inscrivent des coquilles Saint-Jacques. Sur les autres niches, elles inscrivent des motifs ajourés devenus méconnaissables. Les frontons sont traités d'une manière semblable que sur le sommet des contreforts. À gauche de la baie d'axe, ils sont ajourés de baies en plein cintre. Les temples sont d'un ordre fantaisiste. Ils sont coiffés d'un dôme, et couronnés d'un bulbe cannelé. Reste à signaler la tourelle d'escalier à l'angle sud-ouest, qui ne présente à l'extérieur que trois pans, séparés par d'étroits contreforts, dont le couronnement comporte ici un fronton en arc de cercle.

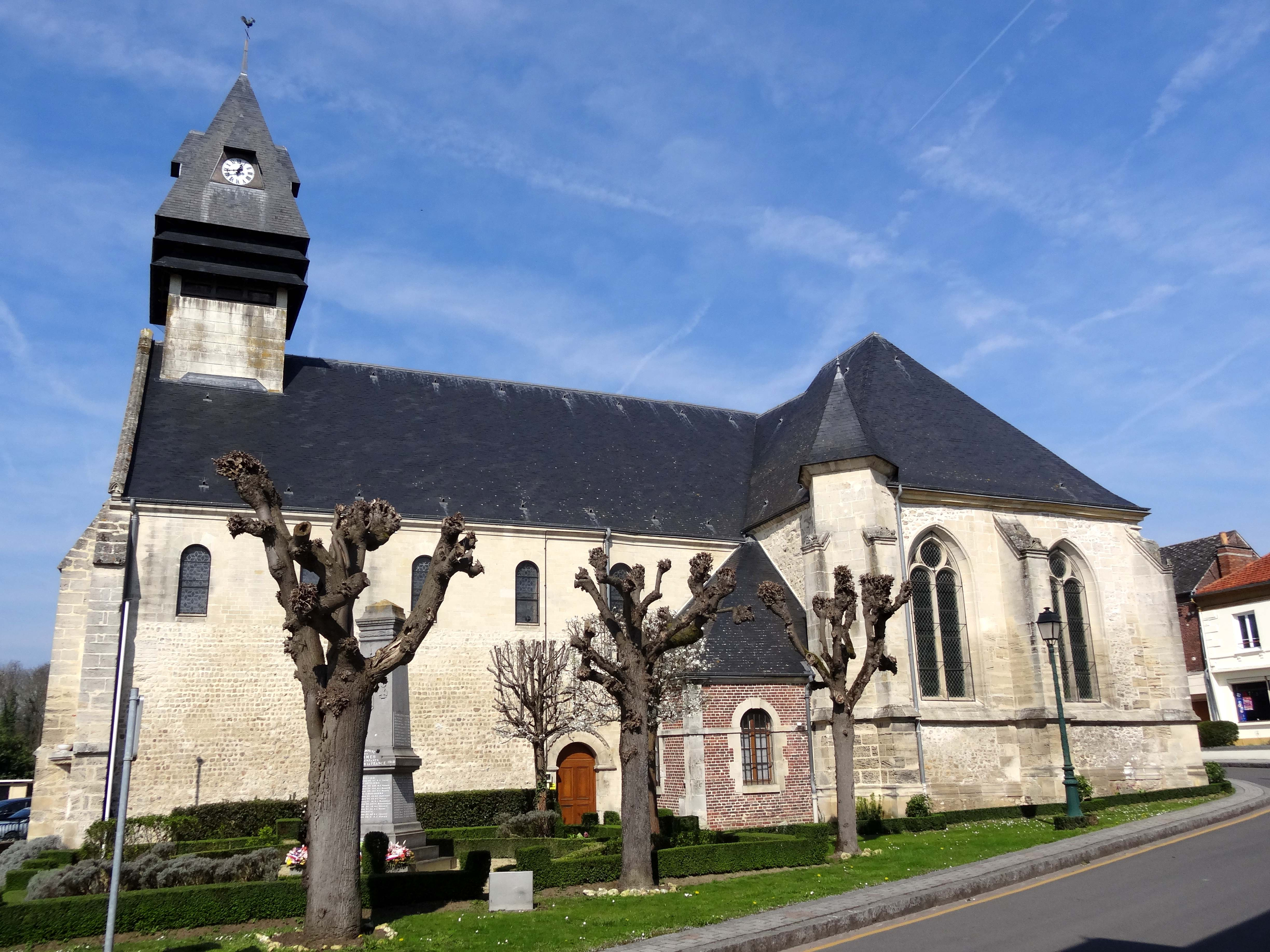
Vue générale depuis le sud.
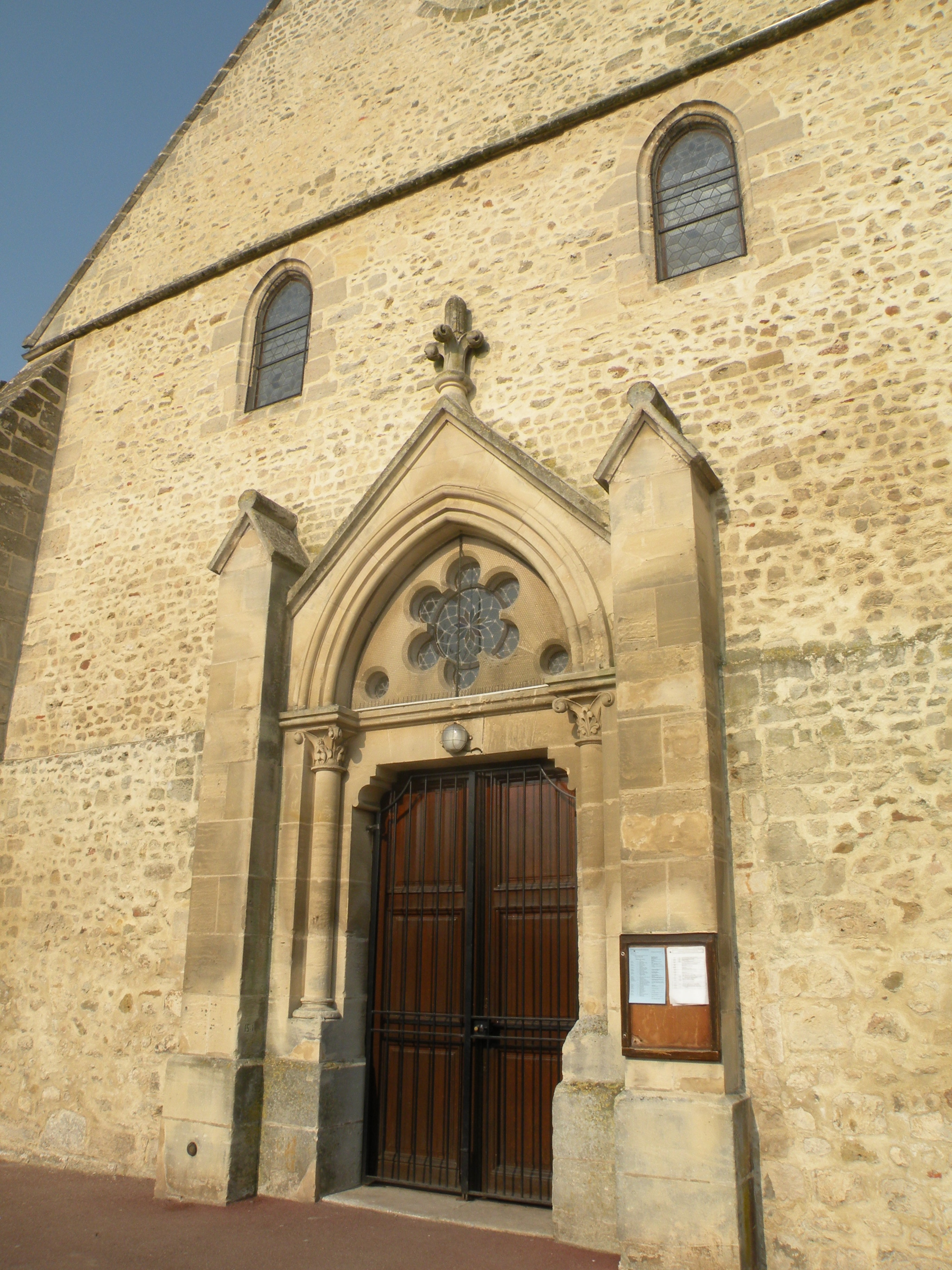
Portail occidental néo-gothique.
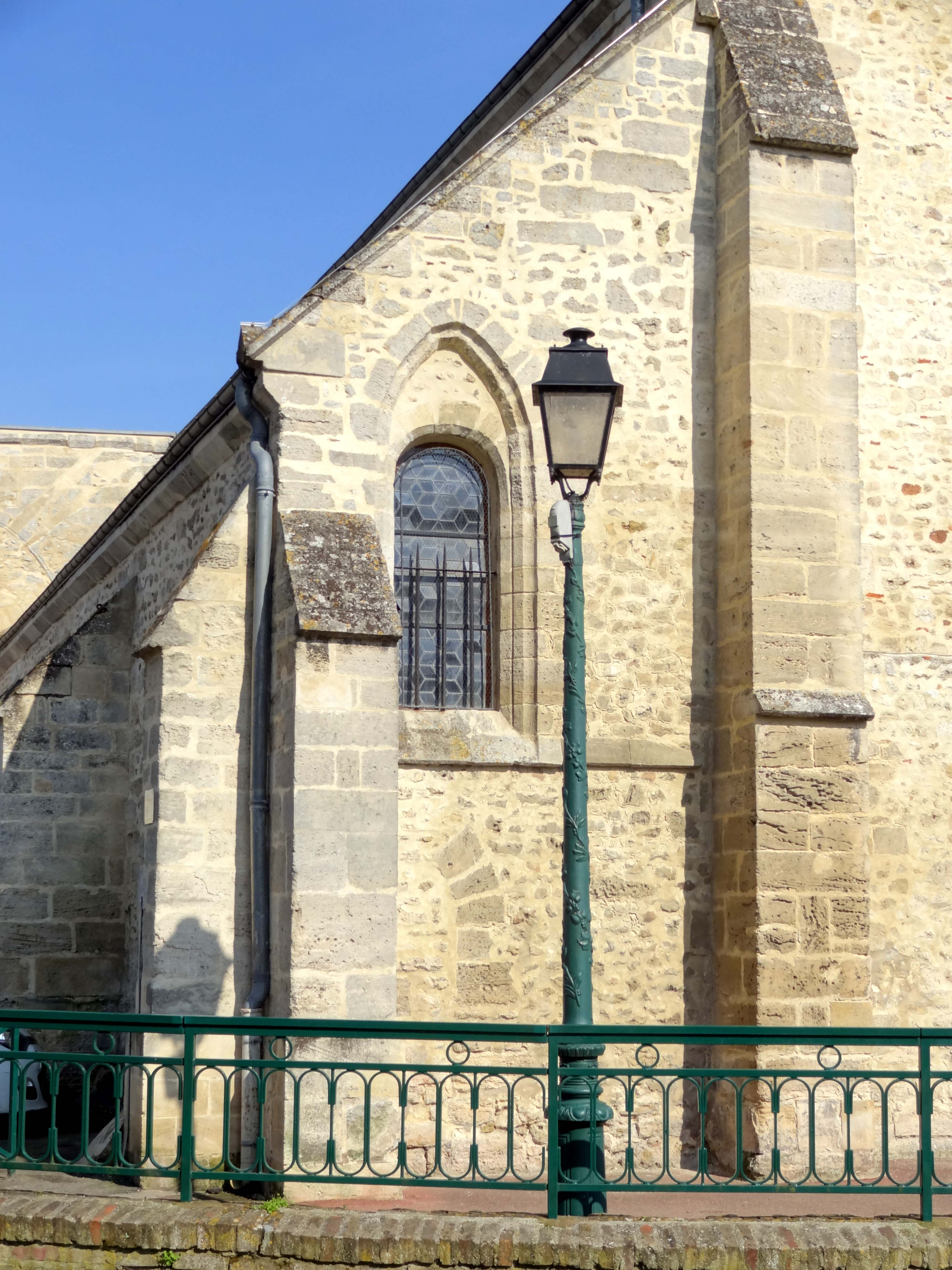
Bas-côté, mur occidental.
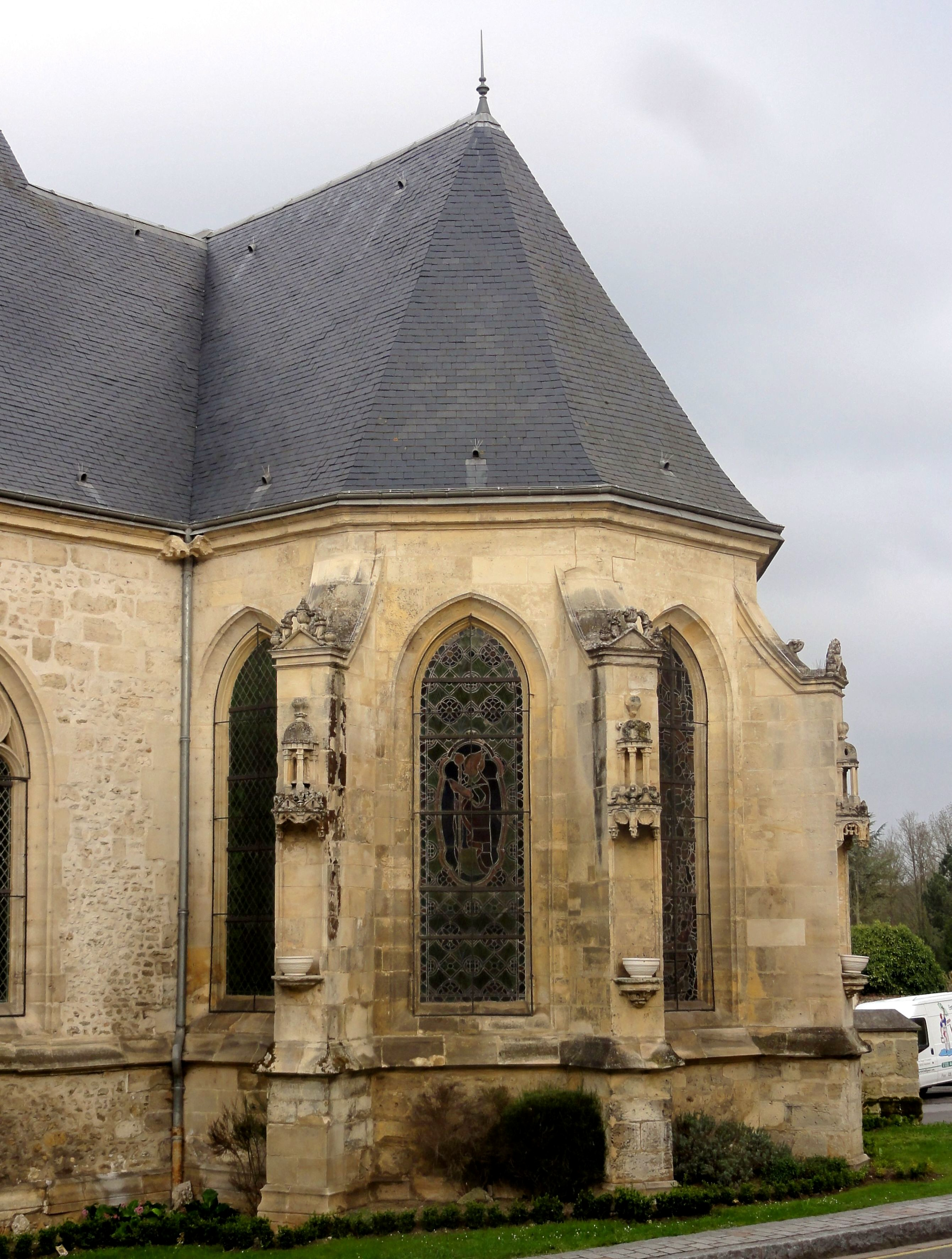
Abside.
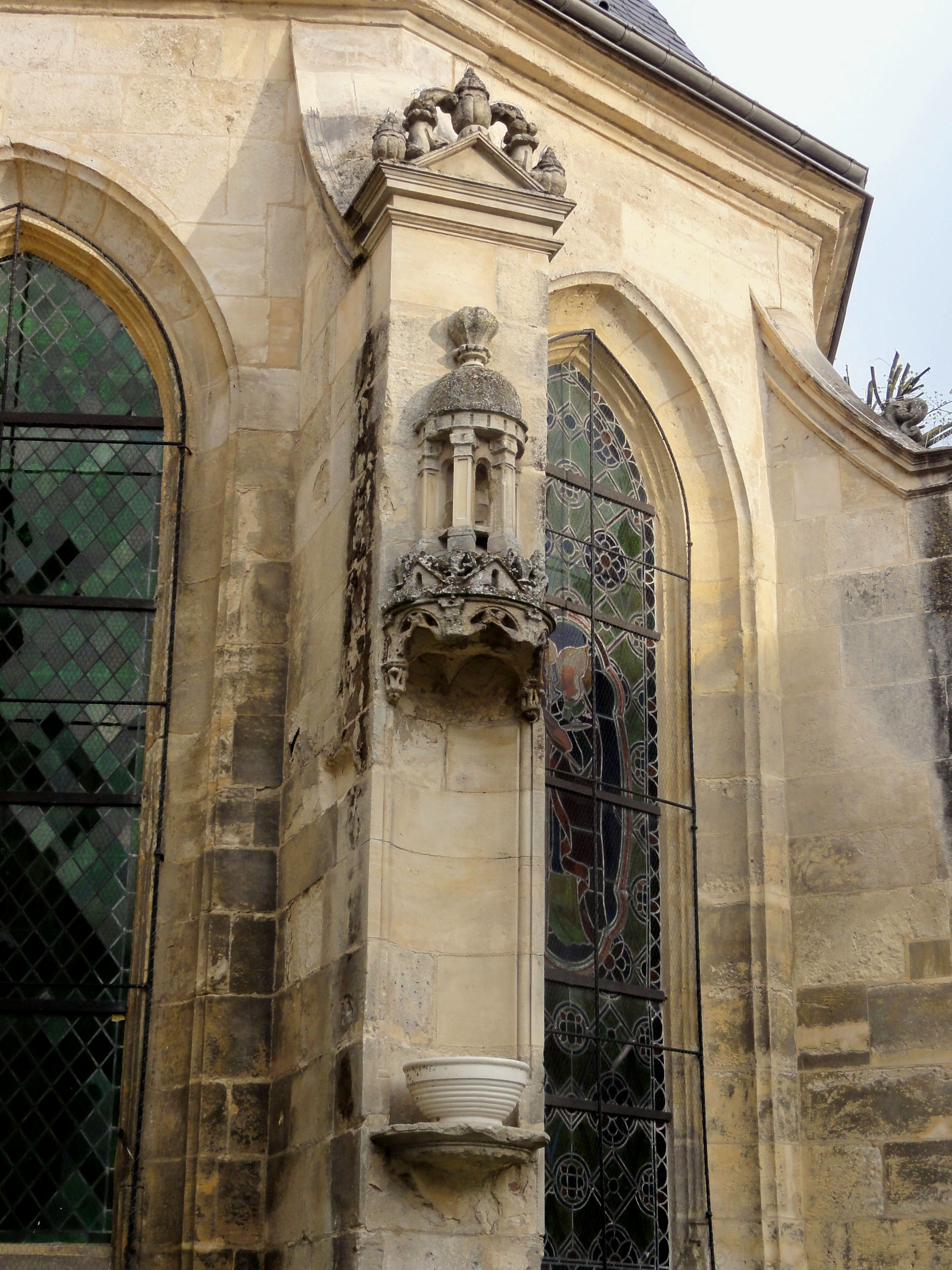
Abside, niche à statue.
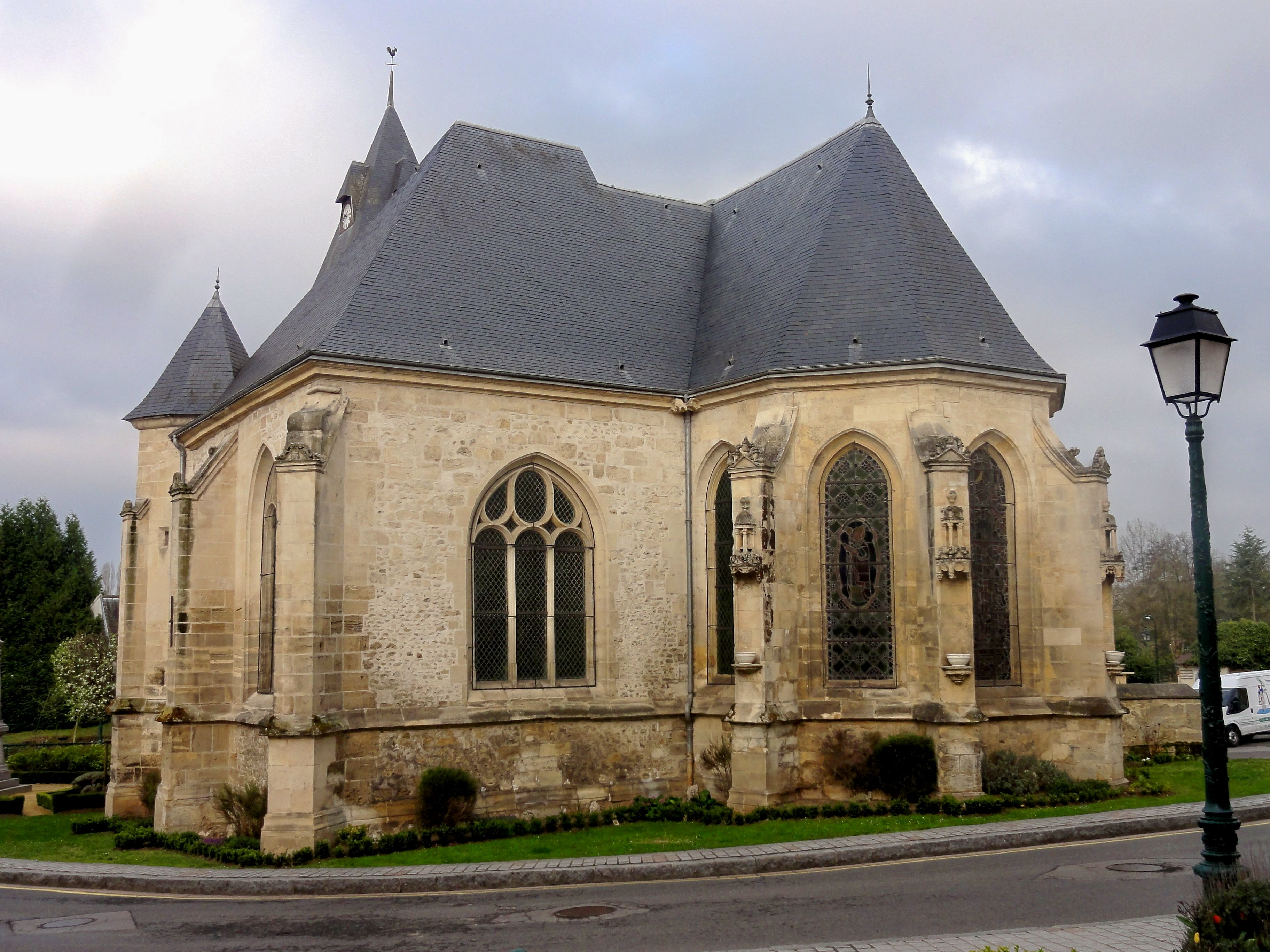
Chevet.

### Ancien clocher roman

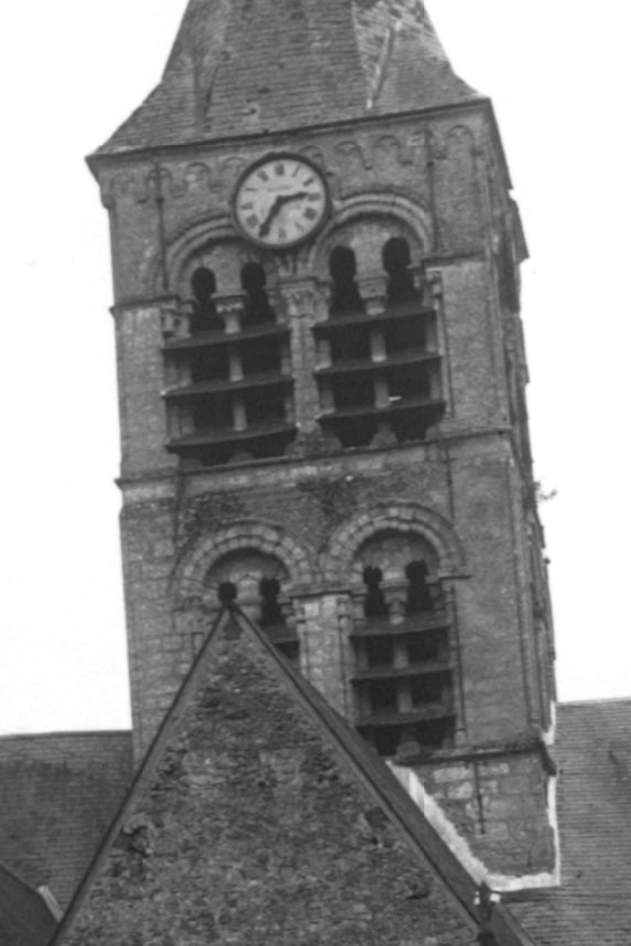
Vue depuis le nord.

Le clocher central de la période romane s'élevait au-dessus de l'ancienne croisée du transept, soit la première travée du chœur dans sa configuration actuelle. Il se composait de sa base, d'un étage intermédiaire aveugle, et de deux étages de beffroi. Initialement coiffé d'une pyramide de pierre, si l'on prêter foi à Louis Graves, il portait, dans les années 1840 déjà, une flèche octogonale en charpente recouverte d'ardoise, d'une silhouette trapue. Comme à Cramoisy, le clocher était entièrement dépourvu de contreforts. Habituellement, il y a des contreforts plats qui montent au moins jusqu'en haut de l'étage intermédiaire. Chacun des deux étages de beffroi était ajouré de deux baies en plein cintre sur chacune de ses faces. Ces baies étaient cantonnées de deux colonnettes à chapiteaux, et surmontées d'une archivolte moulurée d'un tore, d'une gorge et d'un bandeau. Chaque baie était en outre subdivisée en deux étroites arcades en plein cintre grâce à trois colonnettes à chapiteaux supportant un tympan appareillé, échancré au-dessus des intervalles entre les colonnettes. Cette disposition reste très répandue dans le département, et se retrouve à Auger-Saint-Vincent, Béthisy-Saint-Martin, Bonneuil-en-Valois, Catenoy, Cauffry, Chamant, Frocourt, Jaux, Glaignes, Heilles, Labruyère, Marissel (tour centrale), Marolles, Ménévillers, Morienval (tour occidentale), Néry, Orrouy, Saintines et Saint-Vaast-de-Longmont, ainsi que sur quelques clochers à une seule baie par face, et sur le clocher néo-roman de Bresles. Mais parmi les autres clochers du groupe, seul Bonneuil-en-Valois, Marissel et Orrouy ont deux étages de beffroi avec un agencement des baies analogue. Les trois ont connu des mutilations, ce qui n'était pas le cas du clocher d'Hermes, d'où son grand intérêt artistique et historique. Une autre particularité était que les baies de l'étage supérieur étaient plus larges, et que le trumeau entre les deux baies par face était réduit au diamètre des colonnettes. Le dernier étage se terminait par une corniche beauvaisine, comme sur l'église voisine de Heilles.

## Mobilier

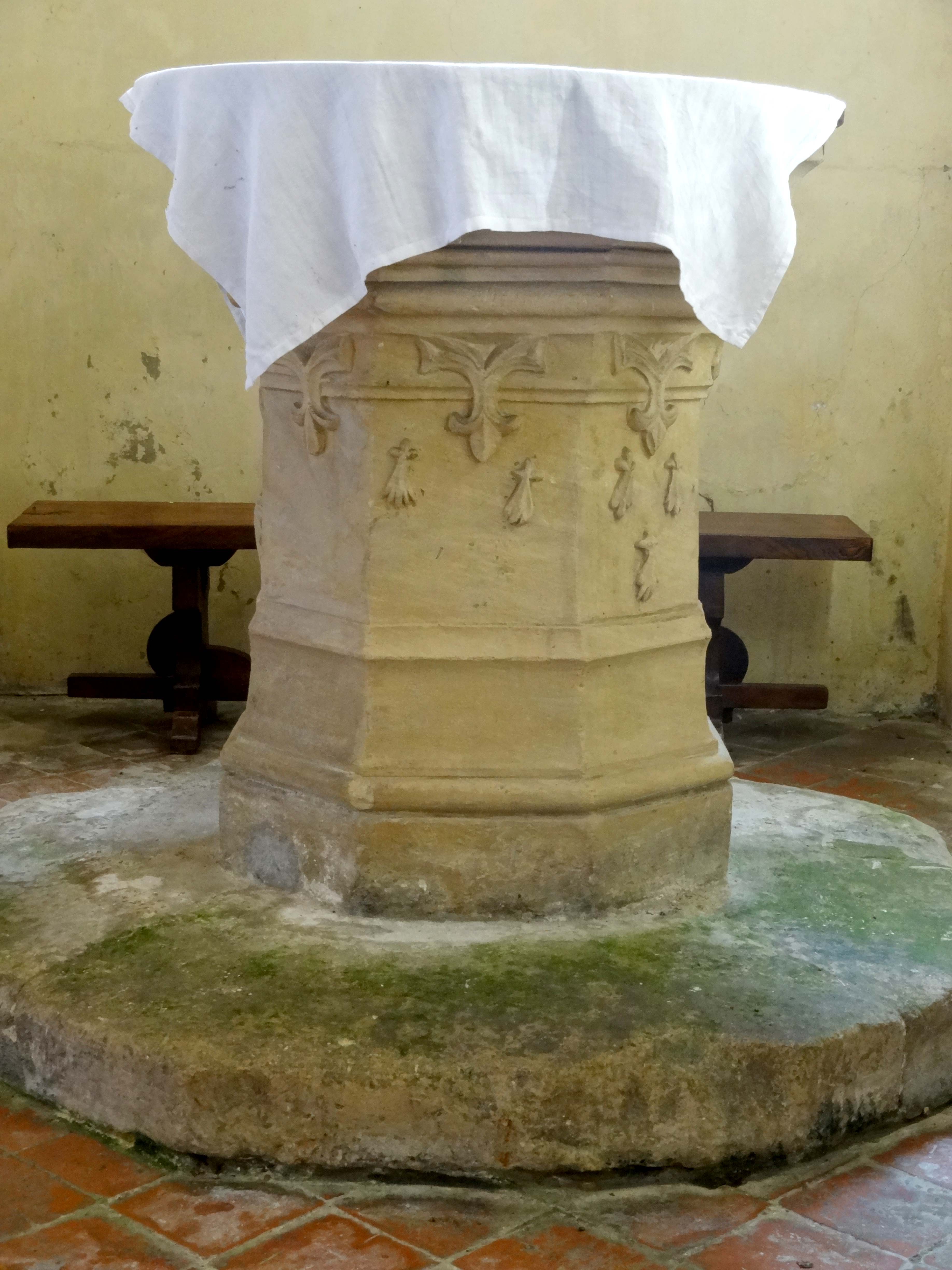
Fonts baptismaux.

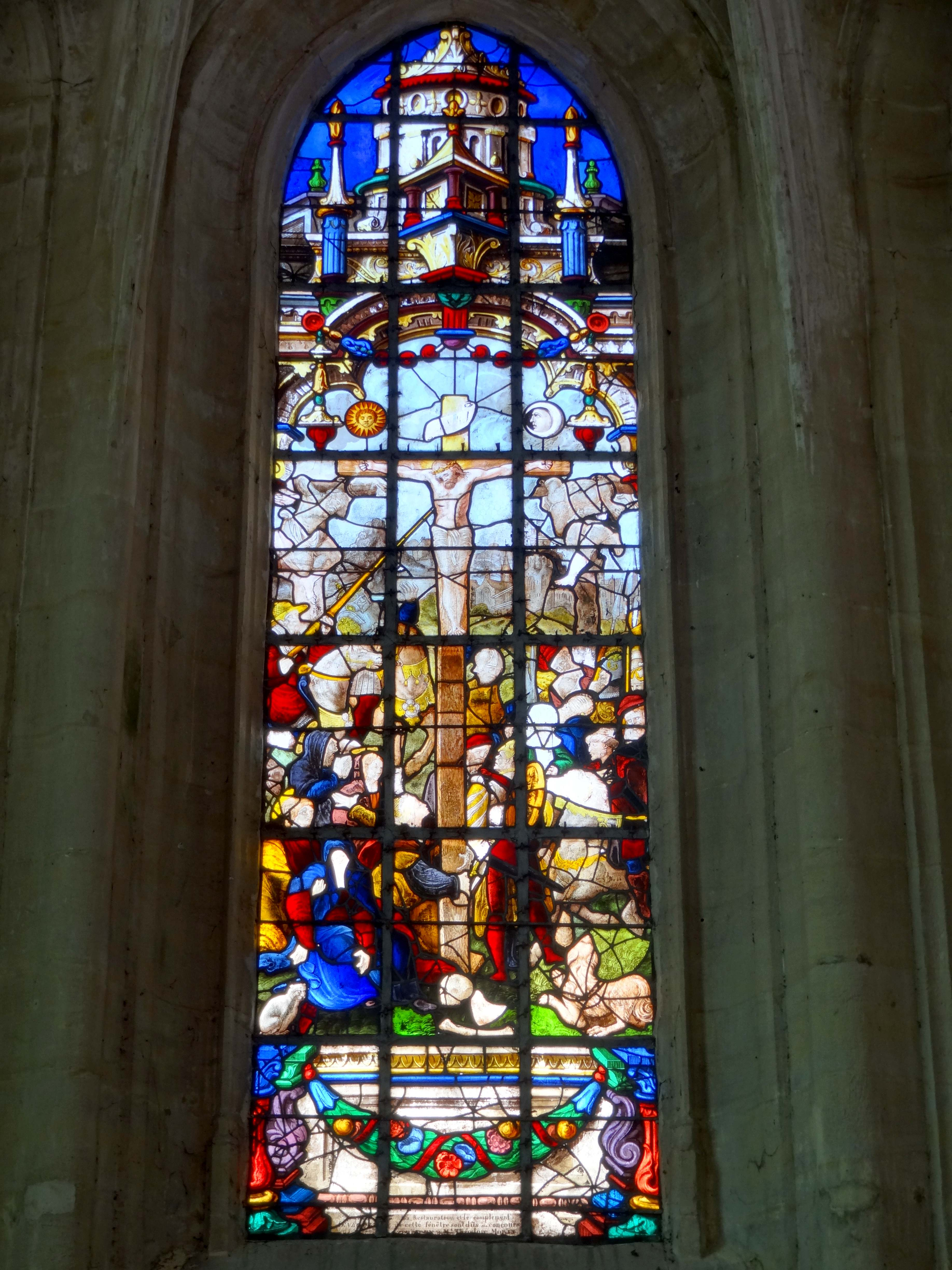
Vitrail de la Crucifixion.

Parmi le mobilier de l'église, quatre éléments ou ensembles sont classés monument historique au titre objet, à savoir les fonts baptismaux ; les deux chapiteaux antiques déjà signalés, incrustés dans les piles de l'ancien clocher ; et deux vitraux de la Renaissance, dont l'un, celui de l'arbre de Jessé, fut détruit par l'effondrement du clocher en 1919.
Les fonts baptismaux sont taillés dans un bloc de pierre calcaire monolithique. Ils mesurent seulement 94 cm de hauteur sans la dalle de pierre sur laquelle ils sont placés, et respectivement 79 cm de diamètre au niveau de la cuve, et 68 cm de diamètre au niveau du support. La cuve est de plan octogonal, et est profilée d'une gorge entre deux tores, ainsi que d'un filet. Elle se remarque par sa très faible hauteur, et son diamètre à peine supérieur à celui du pied. Il semble que la cuve ait été tronquée, et ce que l'on voit actuellement ne corresponde qu'à sa partie inférieure. Le pied est également de plan octogonal, et agrémenté de nombreuses moulures dans le goût flamboyant. En haut, l'on voit une baguette, une rainure et un tore, puis une frise légèrement concave et une fine moulure concave. La frise est sculptée de deux feuilles épanouies et d'une fleur de lis inversée sur chacun des huit pans du pied. Les fleurs débordent sur la moulure concave et la partie centrale du pied, qui n'est pas concernée par les moulures. Certaines faces sont également sculptées d'une coquille Saint-Jacques ou d'hermines. En bas, le pied est entouré d'une plinthe composée d'un petit larmier, d'un haut cavet peu profond, d'un listel, d'un tore, d'une rainure et d'un bandeau. La datation proposée par l'arrêté de classement de novembre 1908 est du XVIe siècle, mais rien n'indique plus particulièrement le règne de François Ier suggéré par Louis Graves.
La verrière de la Crucifixion du Christ, dans la baie d'axe de l'abside, mesure 300 cm de hauteur pour 90 cm de largeur, et date du milieu du XVIe siècle. C'est la dernière verrière antérieure à la Révolution qui subsiste dans l'église. Elle ne présente qu'une seule scène, celle qui lui vaut son appellation, et s'étale sur quatre registres de trois panneaux chacun. Le couronnement, qui commence par trois arcatures en plein cintre en haut du dernier registre de la scène et occupe à lui tout seul un registre et demi, prend la forme d'un édicule Renaissance assez complexe devant un fond bleu. Il a été refait au XIXe siècle. Il en va de même du soubassement, qui occupe un registre entier, et affiche notamment une guirlande multicolore devant un socle en pierre. Tout en bas du soubassement, une inscription rappelle la restauration et le complément de la verrière avec le concours de Théodore Morin. La ligne inférieure est tronquée, et plusieurs casses ont effacé une partie du texte, dont notamment l'année de la restauration. Pour venir à la scène principale, elle représente le Christ en croix entre les deux larrons, au moment que Longin met un terme à la souffrance de Jésus en lui perçant la poitrine avec sa lance, au niveau du cœur. À côté du sommet du crucifix, on voit des médaillons avec le soleil, à gauche, et la lune, à droite. Les croix des larrons sont en T. Ils sont attachés à leurs croix par des cordes, qui passent autour des bras. La représentation du larron de droite a perdu sa cohérence, et la tête fait défaut. À la hauteur des jambes de Jésus, la silhouette d'une ville fortifiée avec une église à chevet plat et un château à échauguettes se dessine à l'horizon. Une foule compacte se presse autour du crucifix sur la moitié inférieure de la composition. Parmi elles, sont les bourreaux du Christ, et trois soldats à cheval, dont Longin. L'on distingue, en bas à gauche, la Vierge Marie dans un manteau bleu, totalement effondrée ; deux Saintes Femmes qui ont les mains rejointes pour la prière ; et Marie Madeleine, qui enlace la croix avec ses bras. Les disciples de Jésus semblent ainsi se concentrer à gauche de la croix, soit à droite du Christ depuis son point de vue, tandis que les personnes visibles à droite viennent plutôt en spectateurs. L'on note encore un chat blanc tout en bas à gauche, et un chat en bas à droite. Cette verrière remarquable n'est pas attribuée à un maître. Elle est classée depuis novembre 1908.
En dehors des objets classés, quelques autres éléments du mobilier méritent l'attention. Ce sont les deux stalles individuelles, quatre statues, et deux plaques de fondation de 1666 et 1691. Les statues représentent saint Jacques le Majeur, reconnaissable à son chapeau à large rebord arborant une coquille Saint-Jacques, sa besace et la bordure de son manteau brodée de coquilles Saint-Jacques, présentant au spectateur un livre ouvert (en bois polychrome, à droite de l'arc triomphal) ; sainte Cécile de Rome, patronne des musiciens, et sainte Marie Madeleine (en plâtre polychrome, au sud de la nef) ; et saint Vincent, en habit de diacre (en pierre anciennement polychrome, gisant dans un angle de la chapelle latérale sud). La plaque de fondation de Pierre Bizet, « [de son] vivant hostellain demeurant au pont de Harme », mort le 28 février 1666, et Jeanne Mongnart, sa femme, morte le 19 novembre 1644, est surmontée d'un fronton cintré sur lequel est gravé un Christ en croix devant lequel sont agenouillés les deux époux. Ils laissent à la paroisse la somme de 150 livres destinée à l'achat d'une croix en argent, moyennant la célébration de deux messes obituaires par an à perpétuité. La plaque de fondation de Nicolas Bizet, marchand hôtelier, mort le 24 juin 1684, et de Martine Alepée, son épouse, morte le 6 février 1687, n'affiche, sur son fronton, que le monogramme I.H.S. et la locution D.O.M.. À la mémoire de leurs parents, leurs filles Louise et Jeanne fondent deux messes obituaires annuelles à célébrer à perpétuité, et donnent à cette fin deux mines et huit verges de terre situées à Friancourt. Les détails sont stipulés dans un acte notarié du 21 janvier 1691.

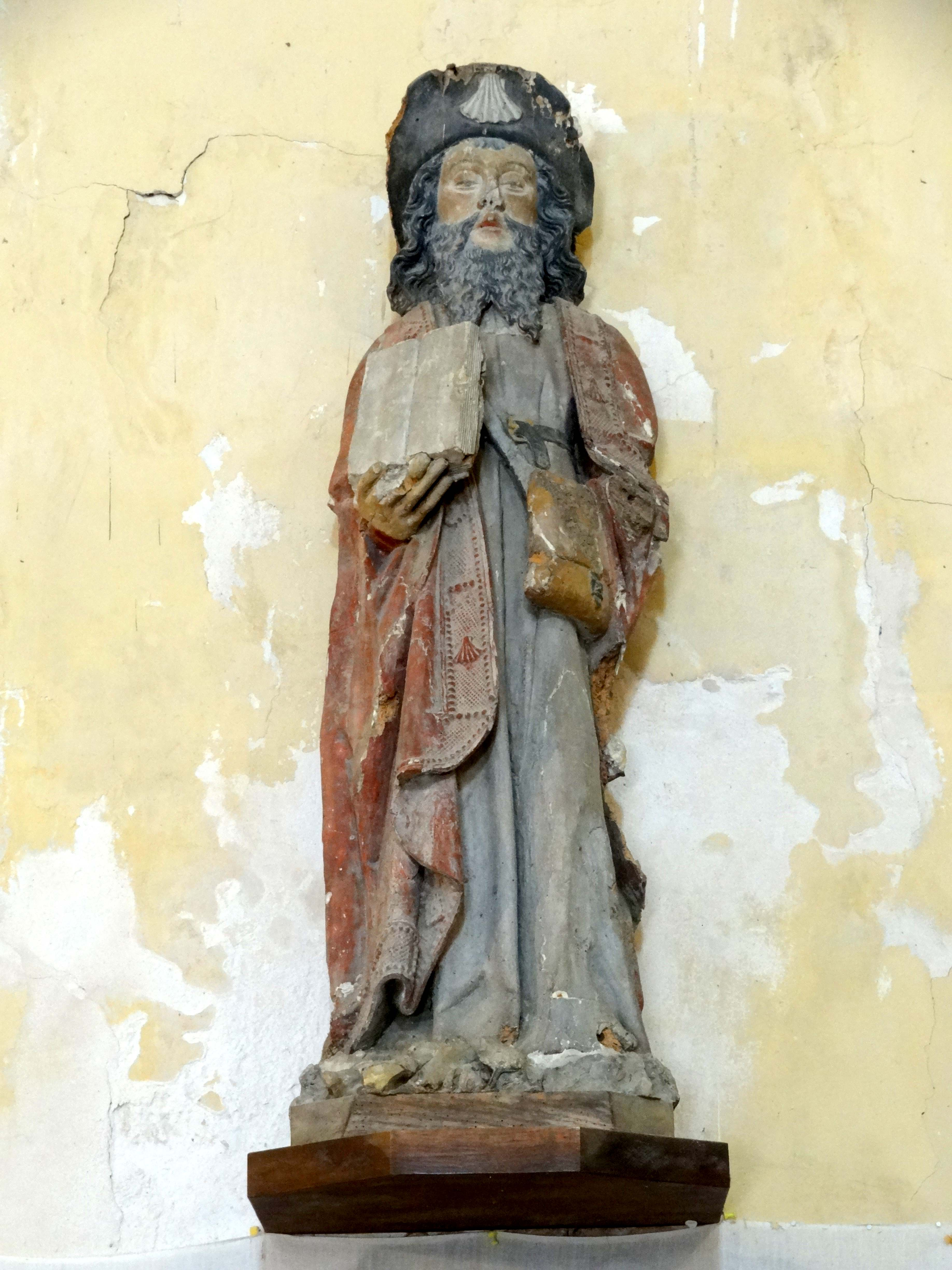
Statue de saint Jacques le Majeur.
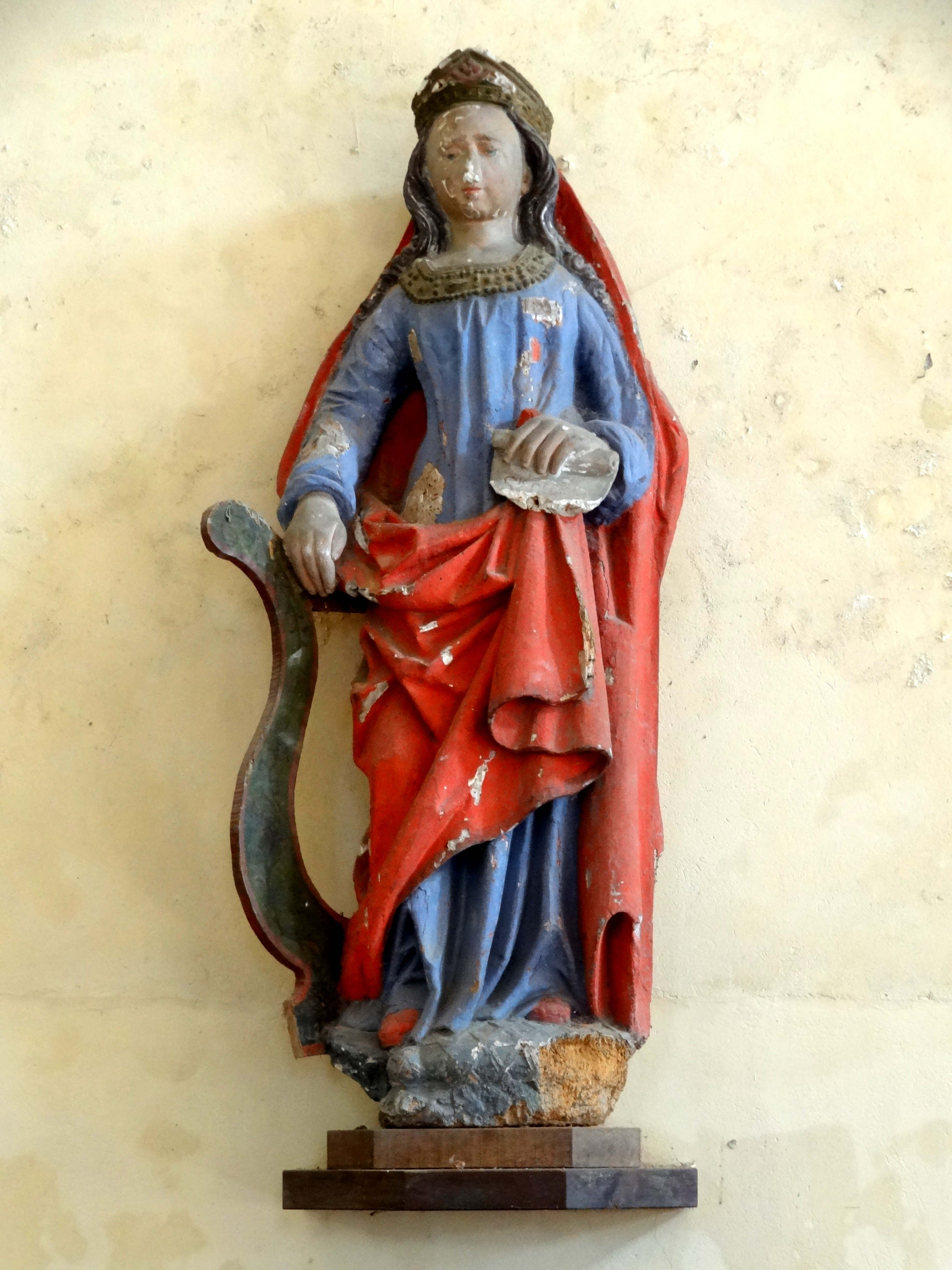
Statue de sainte Cécile de Rome.
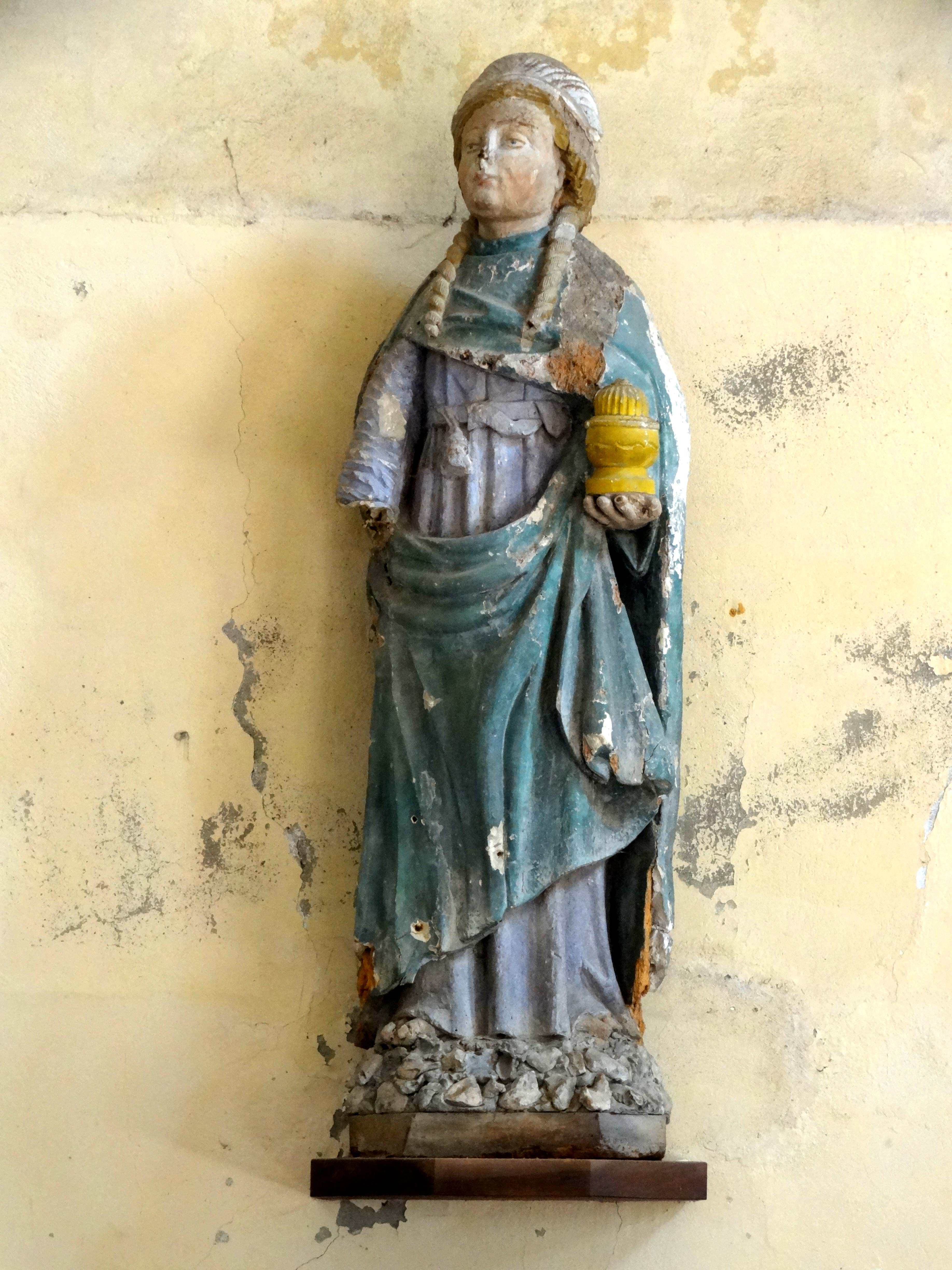
Statue de sainte Marie-Madeleine.
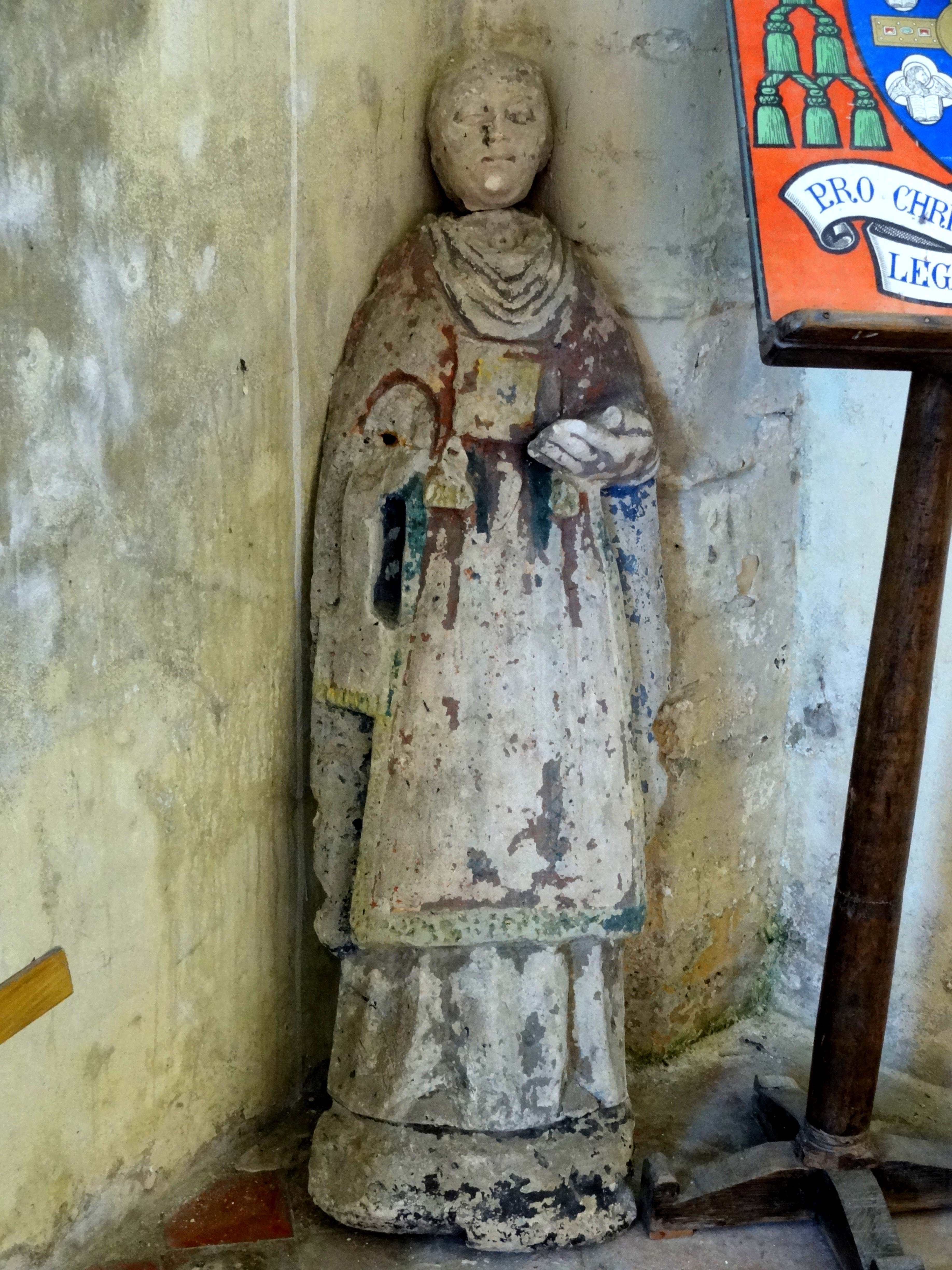
Statue de saint Vincent.
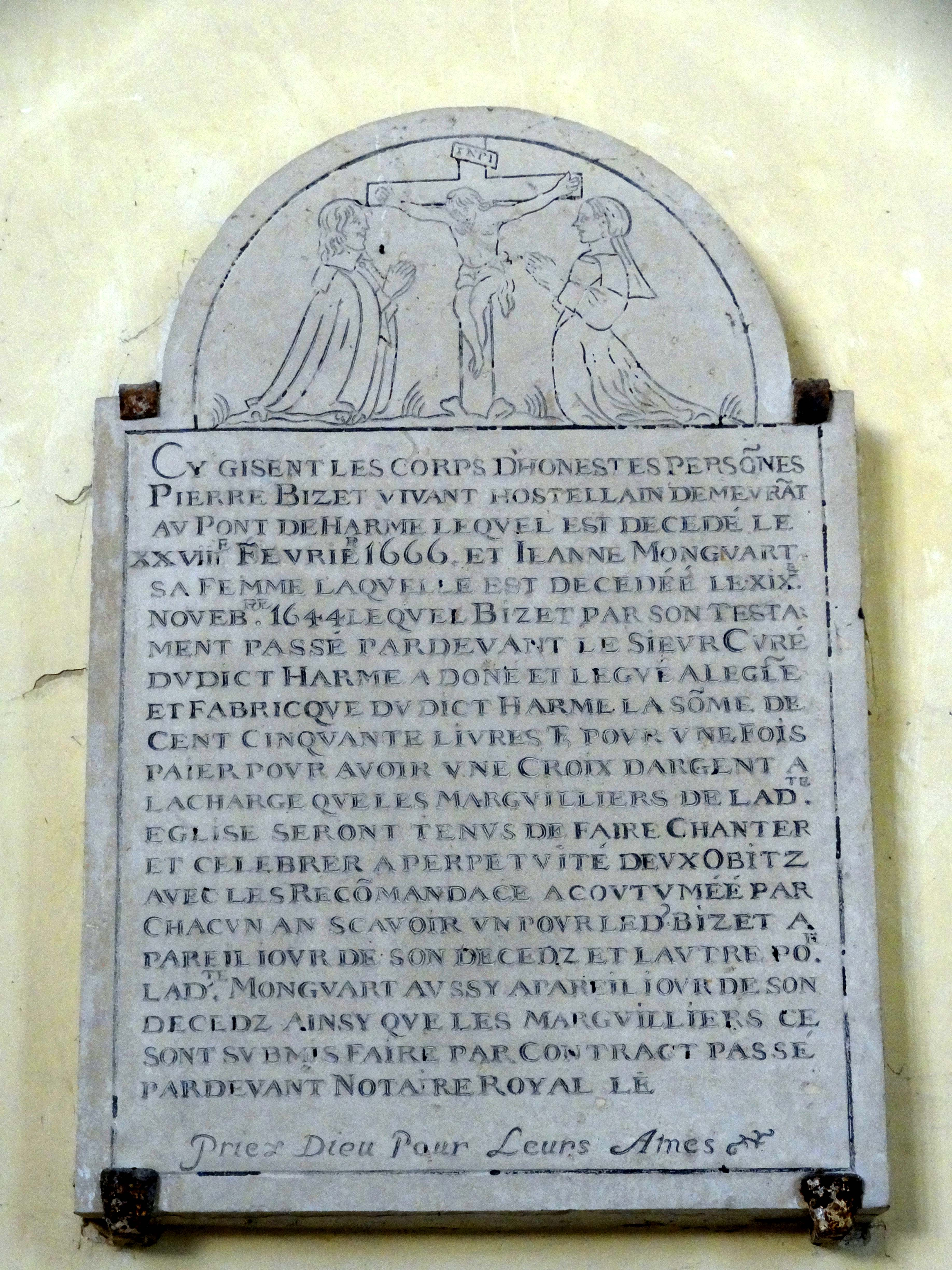
Plaque de fondation de Pierre Bizet et Jeanne Mongnart.
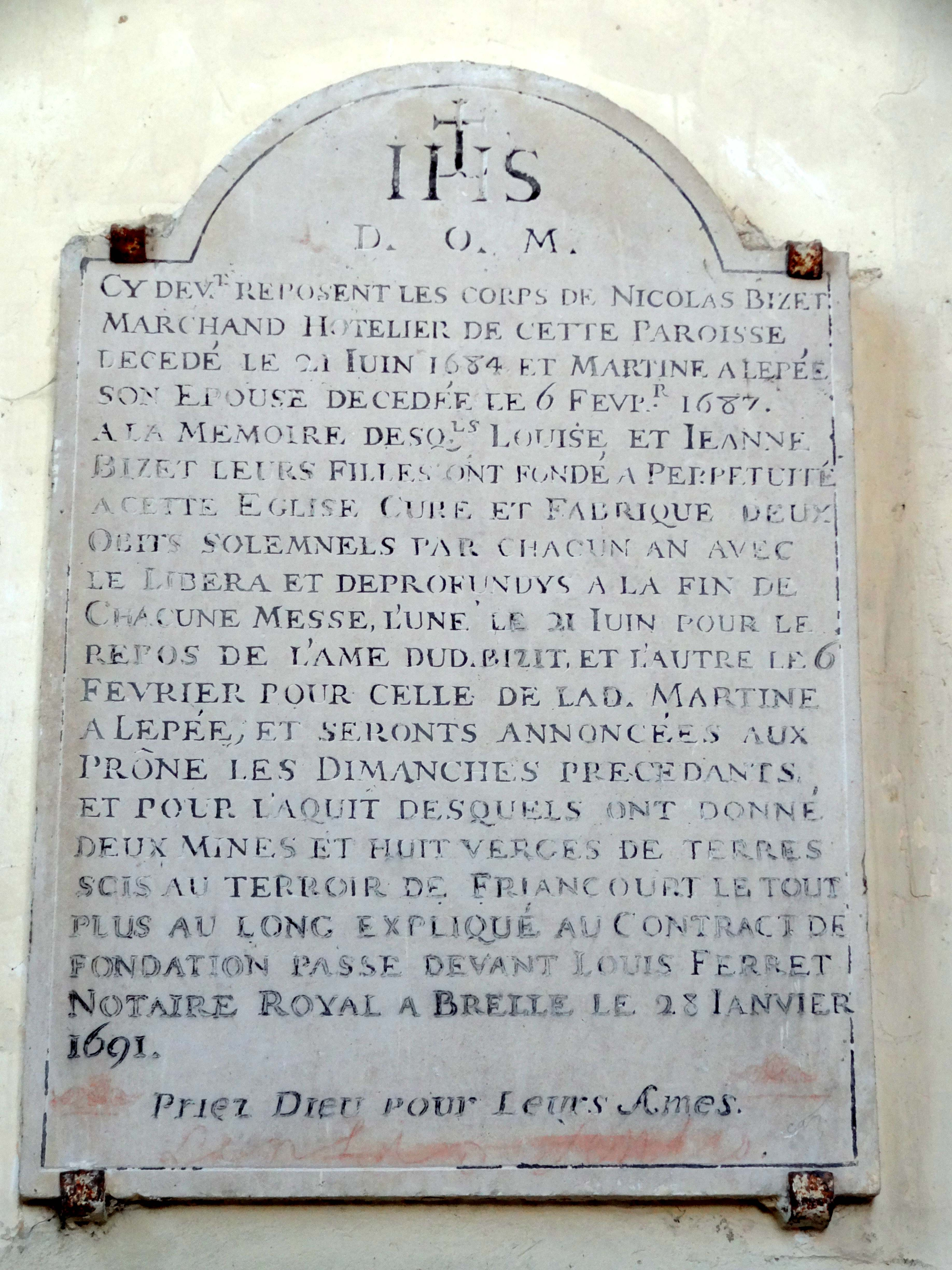
Plaque de fondation de Nicolas Bizet et Marguerite Alepée.